# Architecture à Chicago

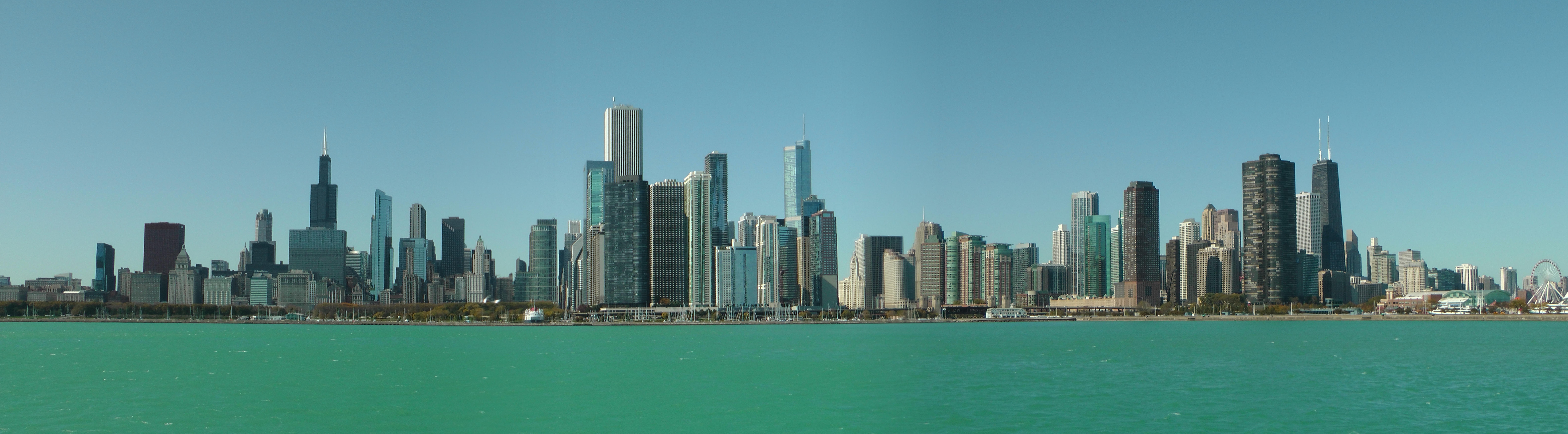
Vue panoramique sur Downtown Chicago depuis le lac Michigan.

Cet article relate l'histoire et divers aspects de l'architecture de Chicago, la troisième plus grande ville des États-Unis. L'architecture de cette ville a reflété et influencé pendant longtemps l'architecture américaine. La ville de Chicago comprend certains des premiers bâtiments réalisés par des architectes aujourd'hui mondialement reconnus. Comme la plupart des bâtiments du centre-ville ont été détruits par le Grand incendie de 1871, ils sont plutôt réputés pour leur originalité que pour leur ancienneté. À la suite de cet événement qui marqua définitivement l'histoire de la ville, Chicago devient un laboratoire d'expériences architecturales où se côtoient une multitude de styles et de mouvements allant de la fin du XIXe siècle jusqu'à nos jours. Chicago est mondialement célèbre pour sa pléthore de styles architecturaux uniques.

## Historique

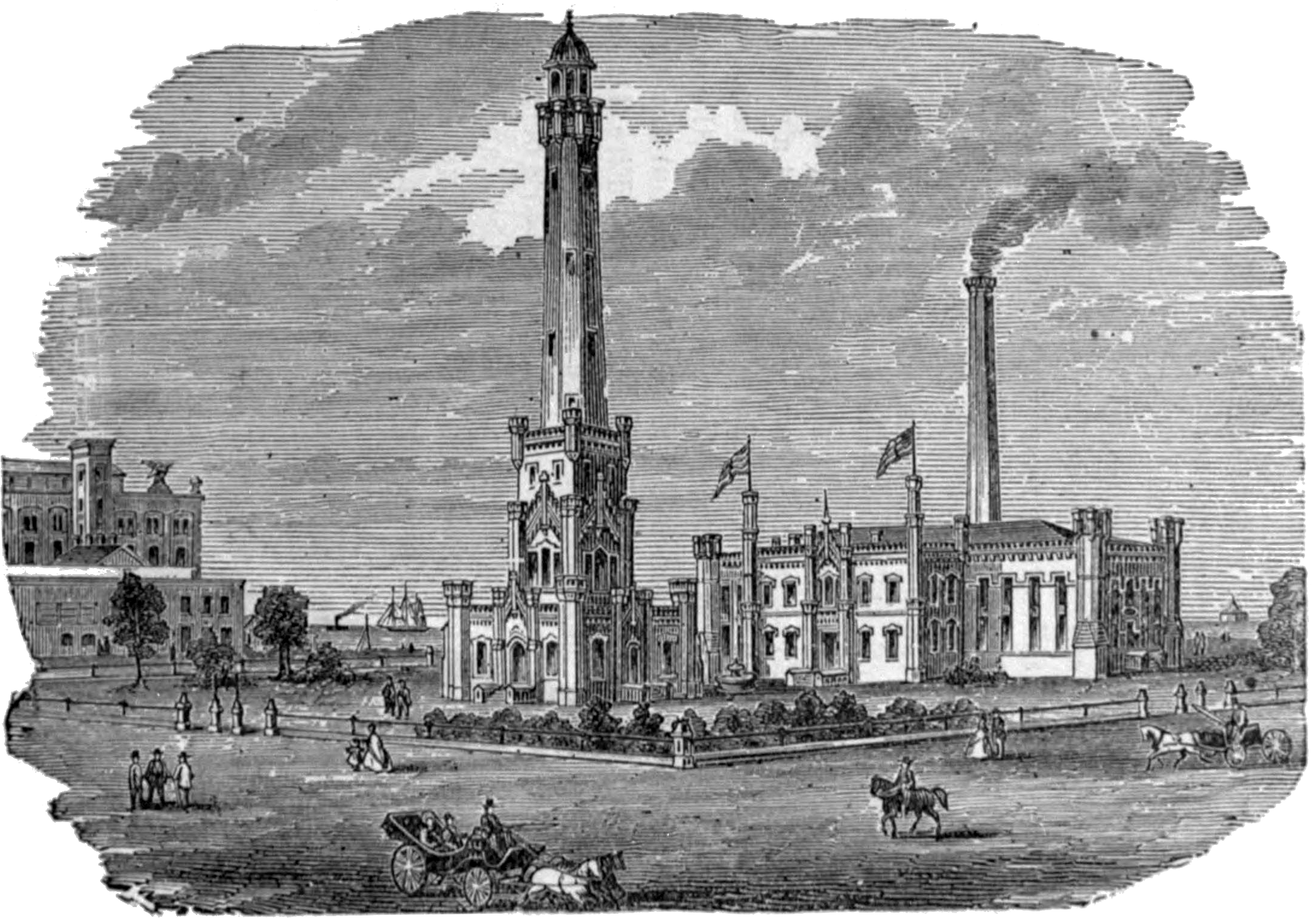
La Chicago Water Tower et la Pumping Station en 1886.

À la différence de New York, Chicago n'émergea comme grande métropole qu'au milieu du XIXe siècle en passant d'un village d'environ 250 habitants en 1830 à une ville de 30 000 personnes en 1850 puis de 300 000 en 1870. Chicago devint le principal nœud ferroviaire et commercial de la région du Midwest, alors en pleine expansion,. En 1858, les premières usines sidérurgiques ouvrirent, et en 1865 furent inaugurés les grands abattoirs des Union Stock Yards. La ville se considérait comme différente des cités de la côte est des États-Unis et était particulièrement fière de son statut de centre dynamique en plein essor. Dans les années 1870, Chicago dominait trois pôles économiques majeurs : la région industrielle de la Manufacturing Belt (« ceinture des usines »), la région agricole de la Corn Belt (« ceinture de maïs »), et la voie de transport fluvial des Grands Lacs.
En octobre 1871, un incendie ravagea une grande partie de son centre-ville dont les bâtiments sont principalement construits en bois,,. La ville de Chicago fut reconstruite selon un plan hippodamien, (plan urbanistique orthogonal selon lequel les rues sont rectilignes et se croisent à angle droit, créant des îlots de forme carrée ou rectangulaire) et les bâtiments en bois furent interdits,. Ces facteurs encouragèrent la construction d'immeubles plus grands aux caractéristiques innovantes qui, comme à New York, étaient destinés à accueillir diverses activités commerciales au sein du même bâtiment. Le développement de bâtiments de plus grande hauteur durant les années 1870 fut limité par la crise bancaire de 1873 et la dépression qui suivit. Les constructions ralentirent et la valeur des propriétés s'effondra. Le marasme s'estompa à partir de 1880 et le rythme de construction à Chicago revint à son niveau de 1871 tandis qu'avec le retour de la croissance, la construction d'immeubles de grande taille redevint rentable,.
Le code postal 60602 (correspondant au secteur financier du Loop) a été désigné par le magazine Forbes comme étant l'adresse la plus charismatique du pays. Il comprend dans ses limites de nombreux bâtiments historiques classés dans les prestigieuses listes des lieux et édifices protégés comme les Chicago Landmarks (au niveau municipal), ainsi que sur le Registre national des lieux historiques et les National Historic Landmarks (au niveau fédéral). Des immeubles tels que l'Auditorium Building (1889), le Rookery Building (1888), le Symphony Center (1904), le Second Leiter Building (1891), le Railway Exchange Building (1904), le Chicago Cultural Center (1897), le Blackstone Hotel (1910), le Chicago Savings Bank Building (1905), le Fine Arts Building (1884) ou encore le Chicago Board of Trade Building (1930) y sont classés. De nombreux bâtiments historiques sont situés en bordure du lac Michigan et de la rivière Chicago.

### Le Grand incendie de 1871

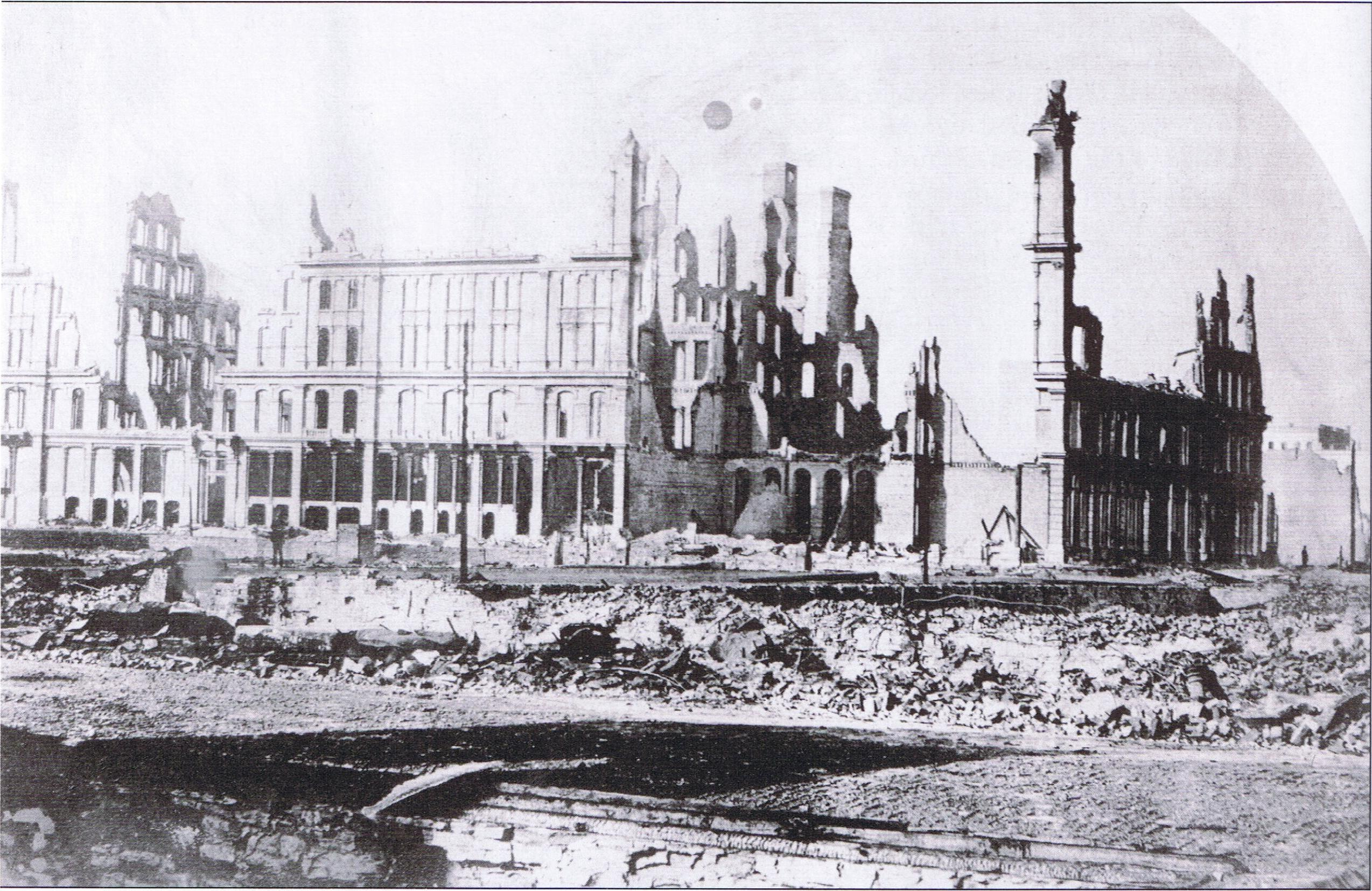
Photographie du Grand Pacific Hotel, totalement ravagé par le Grand incendie de Chicago en octobre 1871.

Au cours de son passage dans le quartier des affaires (Downtown Chicago), le feu détruisit des bureaux administratifs, l'hôtel de ville de Chicago, l'opéra, des grands magasins, des théâtres, des hôtels, des églises, des imprimeries et une partie des collections de la Chicago Historical Society (actuel musée d'histoire de Chicago). Le feu continua sa progression vers le nord, entraînant les habitants le long des ponts enjambant la rivière Chicago. Les étincelles passèrent au-dessus de la branche nord de la rivière et mirent le feu aux bâtiments situés en face, de l'autre côté de la rive. L'incendie commença à se propager à travers les maisons et villas de la partie nord de la ville. Des habitants finirent par atteindre Lincoln Park, un vaste parc situé dans le quartier éponyme, d'autres gagnèrent les berges du lac Michigan, où des milliers d'entre eux trouvèrent refuge.
Le feu finit par s'éteindre, aidé en cela par la disparition des vents et une fine pluie qui finit par tomber tard dans la nuit de lundi. L'incendie a brûlé pratiquement 48 blocs, de son point de départ de la maison des O'Leary (au 137 DeKoven Street) jusqu'à Fullerton Avenue au nord, détruisant environ 17 500 bâtiments et réduisant en cendres une surface de 6 kilomètres (4 miles) par 1 kilomètre (3/4 miles), soit environ 9 km2 (2 000 acres). Dans le centre-ville et les quartiers alentour, il ne reste pratiquement plus de bâtiments qui datent d'avant le Grand incendie. La Chicago Water Tower et la Pumping Station, toutes deux conçues en pierre par l'architecte William W. Boyington en 1869, figurent parmi les rares bâtiments, avec l'église de la Sainte-Famille et l'église Saint-Michel notamment, à avoir survécu à la catastrophe,.
Après l'incendie, 125 corps furent retrouvés. Les estimations définitives vont de 200 à 300 morts. On dénombra également au moins 100 000 sans-abri. Les autorités municipales ne déterminèrent pas les causes exactes de l'incendie. Bien que l'événement soit une des plus grandes catastrophes survenues au XIXe siècle aux États-Unis, la reconstruction qui commença immédiatement après permit à Chicago de mieux se développer d'un point de vue économique, architectural et urbanistique, et de devenir une des villes les plus modernes d'Amérique du Nord. La ville fut entièrement reconstruite selon une règle stricte : interdiction formelle d'utiliser le bois. Les architectes durent innover, adopter de nouvelles techniques et commencèrent ainsi à employer l'acier pour les structures de la plupart des bâtiments. Avant l'incendie, le centre-ville de Chicago se composait essentiellement de rangées d'immeubles à quelques étages, semblable à une ville européenne. L'aspect de Chicago changea fondamentalement. Le Grand incendie de 1871 permit aux urbanistes de penser la reconstruction de la ville selon des critères de rentabilité maximisés, et parallèlement de salubrité publique. Les immeubles se construisirent toujours plus en hauteur, comprenant des armatures en acier, des ascenseurs, des fondations de conceptions nouvelles et une architecture de plus en plus raffinée.

### L'émergence des gratte-ciel

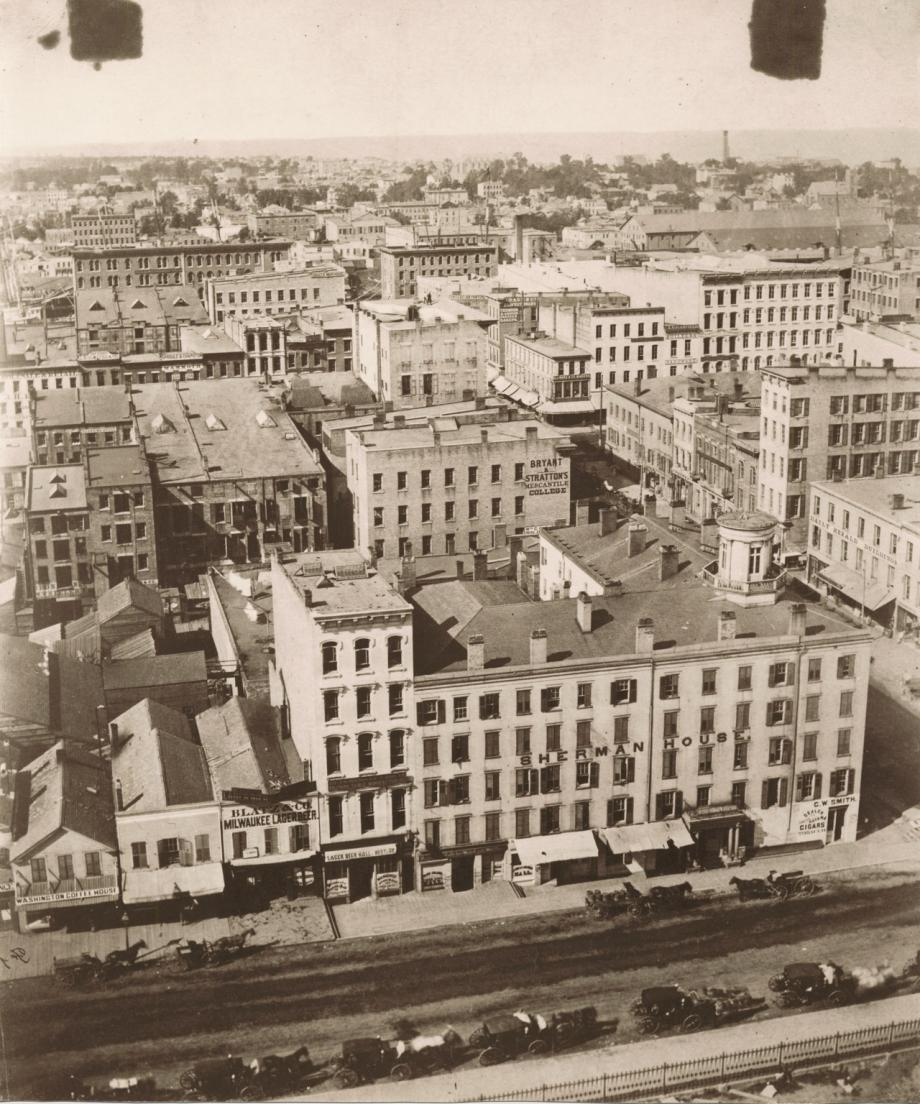
Avant l'incendie de 1871, le centre-ville de Chicago se composait essentiellement de petits bâtiments et d'immeubles à quelques étages (1858).

Traditionnellement, Chicago et les autres villes américaines se constituèrent de bâtiments à quelques étages, mais la forte croissance économique après la guerre de Sécession et le manque de terrains constructibles encouragèrent le développement d'immeubles plus grands à partir des années 1870. Les progrès technologiques du milieu du XIXe siècle permirent la construction d'immeubles dotés de structures métalliques ignifugées avec de profondes fondations et jouissant des inventions les plus récentes comme l'ascenseur et l'éclairage électrique,,. Ces évolutions rendirent techniquement réalisable et financièrement rentable la construction d'une nouvelle catégorie de grands immeubles. Les premiers exemples de ce type furent le Home Insurance Building (42 m) construit entre 1884 et 1885, le Rookery Building (55 m) construit entre 1885 et 1888, et le Monadnock Building (65 m) construit entre 1889 et 1893. Le nombre de ces édifices augmenta rapidement et ils furent appelés « gratte-ciel » (ou égratigne-ciel) à partir de 1888. Ils devinrent une destination attractive pour les touristes car ils offrirent une vue imprenable sur le panorama de la ville.
Construit entre 1882 et 1885 par l'architecte William W. Boyington, le Old Chicago Board of Trade Building devint à son achèvement le premier bâtiment de Chicago à être alimenté en électricité et devint également l'édifice le plus haut de la ville avec une hauteur de 98 m pour 10 étages. Cependant, le Old Chicago Board of Trade Building n'eut pas les caractéristiques requises pour être considéré comme un gratte-ciel, en effet il fut surmonté d'un beffroi.
À la suite de la construction du Home Insurance Building, du Rookery Building et du Montauk Building dans les années 1880, Chicago fut alors à la pointe de ce mouvement architectural et de nombreux gratte-ciel furent construits dans le secteur du Loop au début des années 1890. En 1893, Chicago compta 12 immeubles de plus de 16 étages dans le quartier d'affaires,. À cette époque, les constructions furent néanmoins entravées par les limites contemporaines des structures métalliques et par le sous-sol instable de la ville qui empêchèrent la plupart des bâtiments de dépasser 20 étages. Souvent rattachés à l'École de Chicago, la plupart de ces immeubles essayèrent d'associer des considérations esthétiques traditionnelles et pratiques. Ils abritèrent des magasins et des restaurants dans les étages inférieurs et des bureaux dans les étages supérieurs de leur large structure de plan carré de style néo-classique. Aussi, privilégiaient-ils assez souvent l'emploi d'ornements recherchés dans les halls et au niveau des rez-de-chaussée. À l'inverse, les gratte-ciel new-yorkais furent fréquemment des tours étroites dont le style plus éclectique fut souvent critiqué pour son manque d'élégance. Après qu'un décret du conseil municipal de Chicago eut interdit la construction de nouveaux immeubles de plus de 150 pieds (46 m), la construction de bâtiments plus hauts se concentra dans la ville de New York.

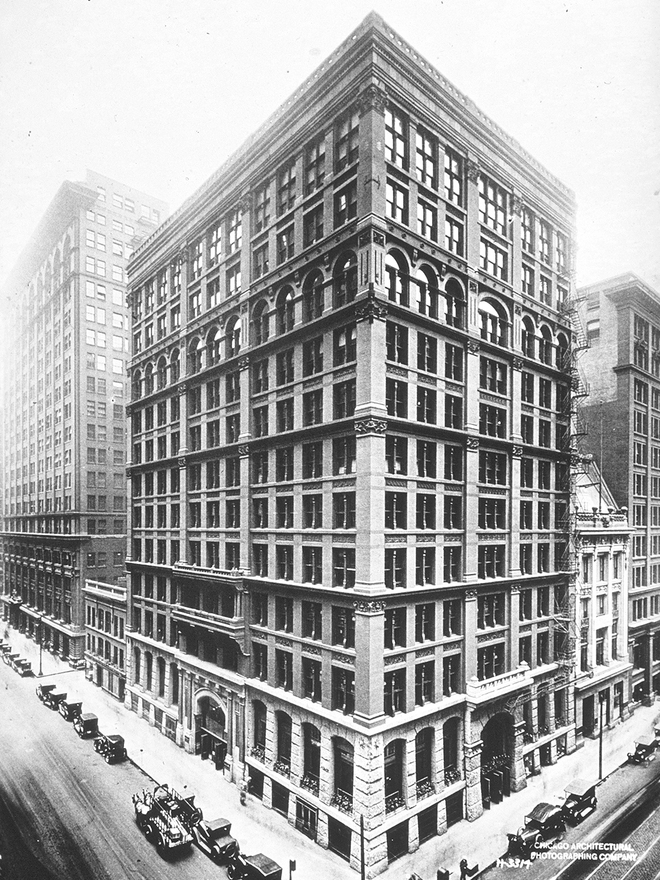
Le Home Insurance Building est considéré comme étant le premier gratte-ciel de l'histoire de l'architecture (1885).

Les spécialistes sont en désaccord sur l'identité du bâtiment qui devrait être considéré comme le premier « skyscraper » (gratte-ciel),, en effet il est difficile de dire quel est le premier gratte-ciel de l'histoire de l'architecture. Les New-Yorkais affirment qu'il s'agit du New York Tribune Building (1873, 78 mètres), dessiné par Richard Morris Hunt, d'autres considèrent que c'est le Home Insurance Building (1884-1885) à Chicago édifié par les membres de l'École de Chicago : Louis Sullivan, William Le Baron Jenney, Daniel Burnham, William Holabird et Martin Roche. Ces architectes militent pour un style simple et utilitaire ; certains considèrent qu'ils préfigurent le mouvement rationaliste. Le terme « skyscraper » était utilisé initialement dans les années 1780 pour désigner un cheval particulièrement grand avant d'être appliqué à la voile située au sommet du mât d'un navire, aux chapeaux et aux hommes de grande taille, et à une balle envoyée très haut dans les airs. Il commença à être appliqué aux bâtiments dans les années 1880 d'abord pour les grands monuments puis en 1889 pour les hauts ensembles de bureaux qui apparurent dans la décennie suivante,. L'identification du premier véritable gratte-ciel n'est pas évidente et divers candidats furent proposés suivant le critère utilisé.
Le Home Insurance Building comptait dix étages pour une hauteur de 42 mètres et fut conçu par William Le Baron Jenney. Après avoir étudié à l'École centrale des arts et manufactures à Paris de 1853 à 1856, Jenney devint l'un des architectes les plus en vue de Chicago,. Sa conception fut innovante car elle incorpora des éléments en acier dans la structure interne en métal composée traditionnellement de fer. Cette armature plus résistante permit de soutenir le poids des planchers et des murs extérieurs, ce qui fut une étape importante vers la création des murs-rideaux, aussi appelés façades légères, qui devinrent une caractéristique des futurs gratte-ciel (par l'installation de façades panneaux ou de façades vitrées où les éléments sont fixés entre les montants et les traverses). Le Home Insurance Building inauguré en 1885 fut néanmoins le bâtiment le plus souvent qualifié de premier gratte-ciel par les architectes en raison de sa structure métallique novatrice,,. Ce fut le début d'une nouvelle approche dans la manière de penser les gratte-ciel.

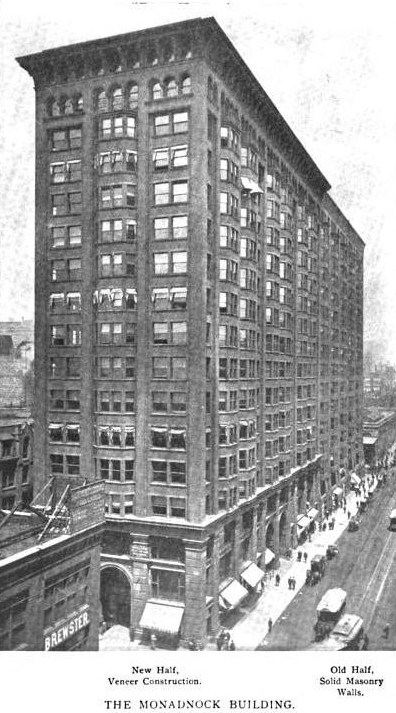
Le Monadnock Building (1889-1893).

Au début des années 1880, les pionniers de l'École d'architecture de Chicago explorèrent la construction à ossature d'acier, et dans les années 1890, l'utilisation du verre pour les façades plates. Ces nouvelles conceptions permirent l'émergence des premiers gratte-ciel modernes. Le Home Insurance Building fut souvent considéré comme étant le premier gratte-ciel à avoir utilisé de l'acier en remplacement de la fonte pour son armature structurelle. Le Monadnock Building marqua aussi un tournant important dans l'histoire de l'architecture. Sa moitié nord, dessinée et construite par Burnham & Root entre 1889 et 1891, incorpora des murs porteurs en maçonnerie, tandis que sa partie sud, pensée et érigée par Holabird & Roche entre 1891 et 1893, fut maintenue par une charpente d'acier. Construit entre 1904 et 1905 par Holabird & Roche, le Chicago Savings Bank Building est considéré, à travers l'utilisation de grandes fenêtres, sa construction à ossature métallique et l'utilisation de terre cuite pour sa façade, comme étant un exemple précoce et très visible de l'École de Chicago. Conçu par John Wellborn Root, le Temple maçonnique de Chicago (Masonic Temple Building, 1892, 92 m) devint le plus haut gratte-ciel du monde devant le New York World Building avant d'être dépassé en 1894 par le Manhattan Life Insurance Building (106 m). Le Temple maçonnique de Chicago comprenait une cour centrale élégante entourée de neuf étages de boutiques ainsi que des bureaux et des salles de réunion pour les francs-maçons dans les étages supérieurs. Le bâtiment fut détruit en 1939 à la suite d'une ordonnance de la ville de Chicago ce qui permit la construction du State Street Subway, un tronçon du métro de Chicago.
Daniel Burnham et ses partenaires, John Wellborn Root et Charles B. Atwood, furent les premiers à utiliser l'acier pour les cadres structurels des bâtiments et le verre pour les façades. Dans le milieu des années 1890, ils furent également les premiers à utiliser la terre cuite pour la consolidation des façades, en particulier pour le Reliance Building. Cependant, la structure du Montauk Building, conçue par John Wellborn Root et Daniel Burnham, fut construite en acier entre 1882 et 1883. Dans son compte rendu sur l'Exposition universelle de 1893, l'auteur et journaliste Erik Larson affirma que le Montauk Building devint le premier bâtiment à être appelé un « gratte-ciel ». Construit en 1879 par William Le Baron Jenney, le First Leiter Building devint le premier immeuble sans mur porteur en façade et dont les planchers en bois reposent sur des colonnes de fonte. Le Second Leiter Building (1891) et le Ludington Building (1892) devinrent les premiers bâtiments commerciaux aux États-Unis à être intégralement construits avec une armature métallique.

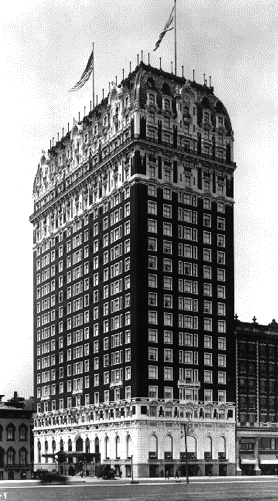
Le Blackstone Hotel (1910).

L'opposition aux gratte-ciel se développa à Chicago dès le début des années 1890. Même avant l'apparition des premiers gratte-ciel, certains critiquèrent le développement de grands bâtiments à Chicago car ces derniers dominèrent les clochers des églises et les résidences privées et ce sentiment ne fit que s'accroître au fil du temps. Les opposants se plaignirent que la concentration de grands bâtiments dans le centre-ville causa de nombreux embouteillages et que le charbon utilisé par chacun de ces immeubles, dont la consommation atteignit plus d'un million de tonnes, créait un smog épais et persistant au-dessus de la ville, réduisant ainsi la visibilité et rendant l'air vicié. Les opposants critiquèrent aussi le fait que ces immeubles de grande hauteur plongèrent les rues dans l'ombre de façon quasi permanente et privèrent complètement un ou plusieurs blocks entiers de la lumière naturelle (sentiment qui est toujours partagé aujourd'hui par les habitants et les personnes travaillant dans les bureaux). Beaucoup de Chicagoans s'inquiétèrent également du risque qu'un incendie incontrôlable puisse se propager de bâtiment en bâtiment, en souvenir des tragédies causées par le Grand incendie de 1871 et l'incendie de 1874 (surnommé le « Deuxième incendie de Chicago »).
Le facteur décisif en faveur du changement fut cependant le ralentissement économique du début des années 1890 qui se conclut par la panique de 1893,. La récession associée à la frénésie de construction des années précédentes fit que Chicago avait un nombre considérable de bureaux vides,. Des régulations furent adoptées par le conseil municipal de Chicago en 1892 avec le soutien de l'industrie immobilière qui espéra limiter la construction de nouveaux bureaux et enrayer la chute des loyers. La hauteur des nouveaux immeubles fut également limitée à 150 pieds (46 m),.
L'industrie du gratte-ciel connut de nouveau une forte croissance dans la décennie précédant la Première Guerre mondiale car le métro aérien permit à plus d'employés de travailler dans le quartier d'affaires. Pour la seule année 1910, environ 140 000 m2 de nouveaux bureaux furent construits et à la fin de la décennie Chicago devint la deuxième ville américaine après New York par le nombre de sièges sociaux. Les cabinets d'architecture de Chicago comme Daniel H. Burnham & Company puis Graham, Anderson, Probst & White continuèrent de dessiner des gratte-ciel dans le style palazzo popularisé dans la décennie précédente. La ville accueillit l'Exposition universelle de 1893, un événement international qui encouragea les études d'architecture et d'urbanisme. Il fut également envisagé de réaménager et rénover la ville selon le Plan Burnham et en 1902, la limite en hauteur fut relevée à 80 m. Les gratte-ciel qui en résultèrent reflétaient ces débats : le Peoples Gas Building (conçu par Daniel Burnham), le Railway Exchange Building (conçu par Frederick P. Dinkelberg) et le Continental and Commercial National Bank (également conçu par Burnham) furent des bâtiments massifs couvrant un quart de block avec des façades divisées en trois parties dotées d'éléments de style palazzo.

### La nouvelle génération

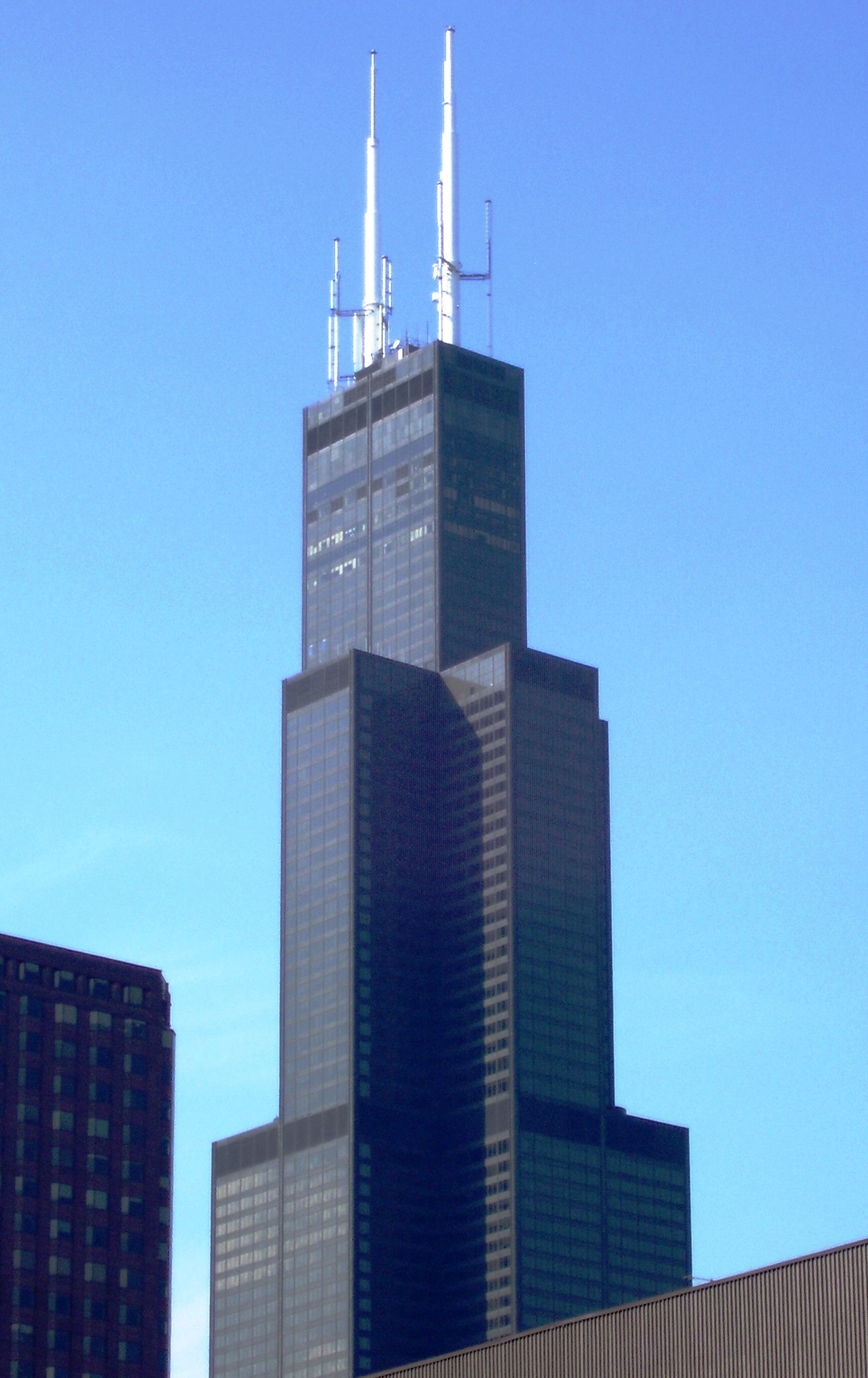
La Willis Tower (1973).

La ville de Chicago acquiert une grande renommée culturelle et internationale grâce à l'architecture de ses gratte-ciel et attire des millions de visiteurs chaque année. En effet, plusieurs d'entre eux figurent aujourd'hui parmi les plus hauts gratte-ciel du monde comme la Willis Tower (1973, 442 m), appelée « Sears Tower » jusqu'au mois de juillet 2009, la Trump International Hotel and Tower (2009, 423 m), le St. Regis Chicago (2021, 363 m), l'Aon Center (1973, 346 m), le 875 North Michigan Avenue (1969, 343 mètres), appelé « John Hancock Center » jusqu'au mois de février 2018, le Franklin Center (1989, 307 m) ou encore le Two Prudential Plaza (1990, 303 m). La Willis Tower fut le plus haut gratte-ciel du monde de 1973 à 1998 et des États-Unis jusqu'en 2013. Il est à ce jour le troisième immeuble le plus haut du continent américain et de tout l'hémisphère ouest après le One World Trade Center (2014, 541 m) et la Central Park Tower (2021, 472 m) à New York. Par ailleurs, la Willis Tower (108 étages) est l'immeuble ayant le plus d'étages dans l'hémisphère ouest. En 2013, à l'achèvement du One World Trade Center (104 étages), Chicago était la seule ville du continent américain à posséder deux bâtiments de plus de 100 étages (New York en possédait trois jusqu'aux attentats du 11 septembre 2001).
Depuis le début des années 2000, une nouvelle génération de gratte-ciel émerge d'un véritable renouvellement urbain dans les secteurs de Near North Side et Near South Side, situés respectivement au nord et au sud du secteur financier du Loop. En effet, dû à la gentrification et à l'embourgeoisement des secteurs limitrophes et de certains quartiers situés au sein même du secteur du Loop, les anciennes friches industrielles ainsi que les terrains vagues et parkings abandonnés furent récemment transformés en quartiers abritant une population relativement privilégiée (comme South Loop, New Eastside, River North et Wolf Point). Des genres multiples de maisons de ville, de condominiums de luxe et d'immeubles résidentiels de grande hauteur peuvent être trouvés dans certains quartiers de Downtown Chicago. Plusieurs secteurs situés en bordure du lac Michigan, composés principalement de zones résidentielles caractérisées par des pavillons construits au début du XXe siècle ou après la Seconde Guerre mondiale, comprennent des immeubles de grande hauteur.
Des gratte-ciel déjà construits comme le St. Regis Chicago (363 mètres ; anciennement Wanda Vista Tower ou simplement Vista Tower), la Trump International Hotel and Tower (423 mètres), le One Bennett Park (255 mètres), le NEMA (273 mètres), le 150 North Riverside (228 mètres), le 200 North Riverside Plaza (223 mètres), le 111 W. Wacker (192 mètres ; anciennement Waterview Water), la Legacy Tower (250 mètres), le One Museum Park (221 mètres), l'Aqua Building (262 mètres), le One Chicago (296 mètres), l'extension par le réhaussement de la Blue Cross Blue Shield Tower (242 mètres), la Salesforce Tower Chicago (254 mètres) ou en projet comme la Tribune East Tower (433 m ; il sera à son achèvement le deuxième plus haut gratte-ciel de la ville) contribuent à redessiner l'horizon du centre-ville de Chicago. Selon la société allemande Emporis, Chicago est l'une des villes à posséder le plus de gratte-ciel dans le monde avec Tokyo, New York et Hong Kong. La Chicago Spire (« Flèche de Chicago ») était un projet de gratte-ciel résidentiel de forme hélicoïdale dont la fin des travaux était prévue pour 2012. Avec ses 150 étages pour 609,6 mètres à hauteur du toit, il serait devenu à son achèvement le plus haut gratte-ciel du continent américain devant le One World Trade Center et le deuxième derrière Burj Khalifa à Dubaï. La Chicago Spire a été dessinée par l'architecte espagnol Santiago Calatrava Valls, concepteur entre autres de la Turning Torso à Malmö (Suède). À la suite de plusieurs conséquences de la crise économique mondiale de 2008, les travaux ont été stoppés à l'automne de la même année, sans date de reprise.

### L'Exposition universelle de 1893 et le Plan Burnham

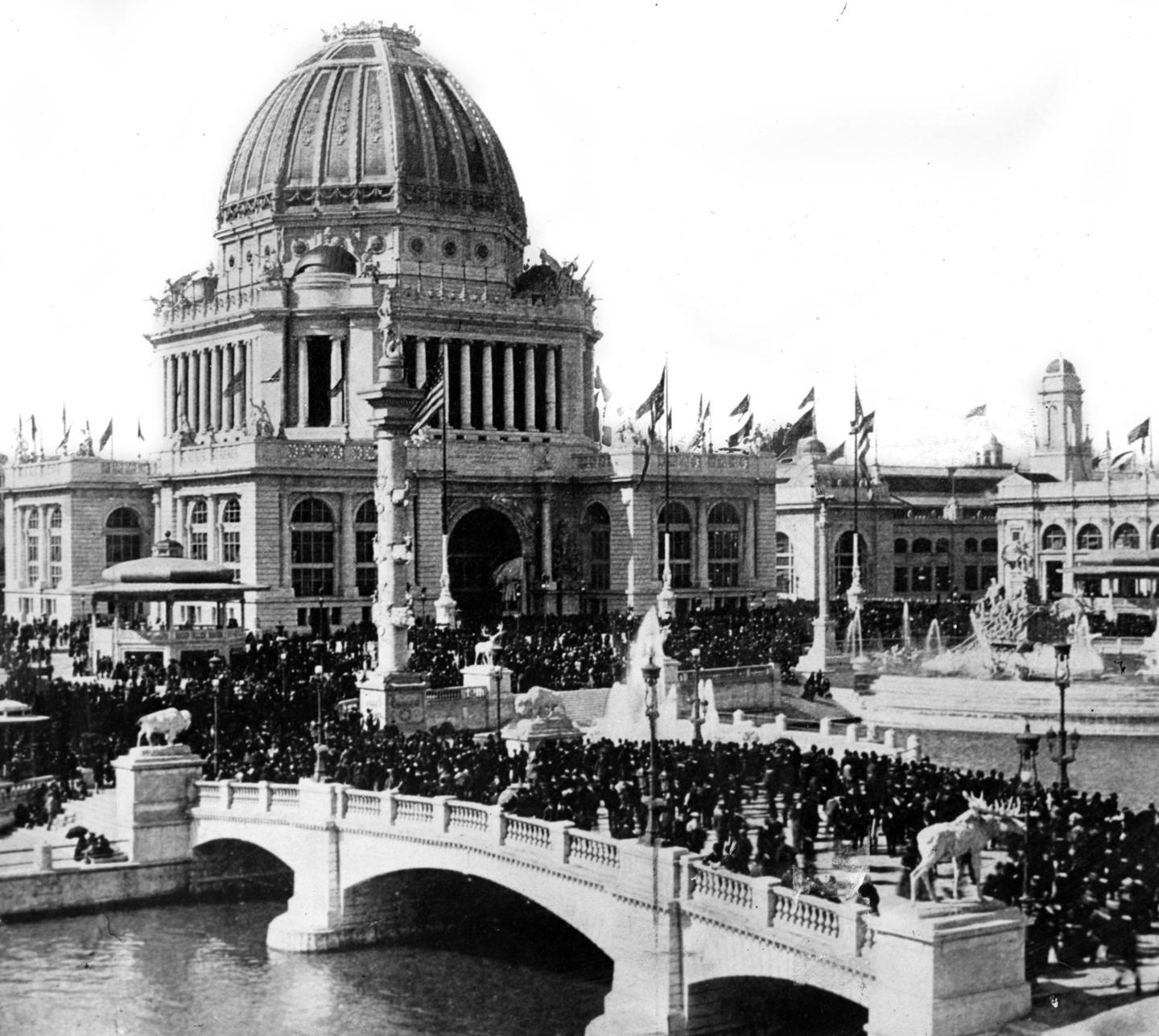
L'Administration Building, par l'architecte Richard Morris Hunt, fut l'un des bâtiments les plus emblématiques de la White City lors de l'Exposition universelle de 1893 (World's Columbian Exposition).

En 1893, l'exposition universelle (World's Columbian Exposition) se déroula à Jackson Park, dans le secteur de Hyde Park, et attira 27 millions de visiteurs. Elle fut l'occasion pour les promoteurs du mouvement architectural City Beautiful de réaliser plusieurs édifices qui font désormais partie du patrimoine de Chicago : le musée des Sciences et de l'Industrie, le musée Field d'histoire naturelle, et le célèbre circuit du métro aérien. De nombreux architectes ont construit des bâtiments emblématiques de différents styles à Chicago. Certains d'entre eux sont connus comme les « Chicago Seven » : James Ingo Freed, Tom Beeby, Larry Booth, Stuart Cohen, James Nagle, Stanley Tigerman et Ben Weese. Il s'agit d'un groupe d'architectes connu pour être la première génération qui apporta un style postmoderne à l'architecture de Chicago.
Pour la construction des bâtiments de l'Exposition universelle de 1893, la ville fit appel à plusieurs des architectes les plus influents du pays comme Daniel Burnham, Frank Lloyd Wright, Dankmar Adler, Louis Sullivan, Charles B. Atwood, Richard Morris Hunt, Henry Hobson Richardson ou encore Henry Ives Cobb. L'exposition couvrait 2,8 km2, mettant en vedette près de 200 nouveaux bâtiments (mais temporaires) d'architecture à prédominance néo-classique avec des canaux et des lagunes. Ces architectes ont continué après l'exposition à concevoir d'autres monuments à travers Chicago, dont la plupart sont aujourd'hui classés au titre des bâtiments historiques (Chicago Landmark) ou inscrits sur le Registre national des lieux historiques (National Register of Historic Places ; NRHP). Construite entre 1885 et 1886 par Henry Hobson Richardson, la John J. Glessner House est aujourd'hui l'une des plus anciennes demeures de Chicago. En 1966, fut créée la Chicago Architecture Foundation, un organisme permettant la sauvegarde de maisons historiques telles que la Glessner House. Lors de l'exposition, quatorze femmes architectes ont été sélectionnées pour soumettre un projet et c'est celui de Sophia Hayden qui fut choisi par la commission. Le bâtiment conçu par Hayden était connu sous le nom de Woman's Building (« Pavillon de la femme ») et contenait des expositions de travaux de femmes dans divers domaines, allant des beaux-arts, des arts appliqués, de la littérature et de la musique aux sciences et à l'économie domestique. Bertha Palmer, femme de l'homme d'affaires et collectionneur d'art Potter Palmer, fut la présidente de cette commission. Conçue par l'architecte Kirtland Cutter, l'Idaho Building (« Pavillon de l'Idaho ») était une construction en rondins dont la conception rustique et l'aménagement intérieur ont été un précurseur majeur du mouvement Arts and Crafts. Visitée par 18 millions de personnes, l'Idaho Building était une des attractions les plus populaires de l'exposition.

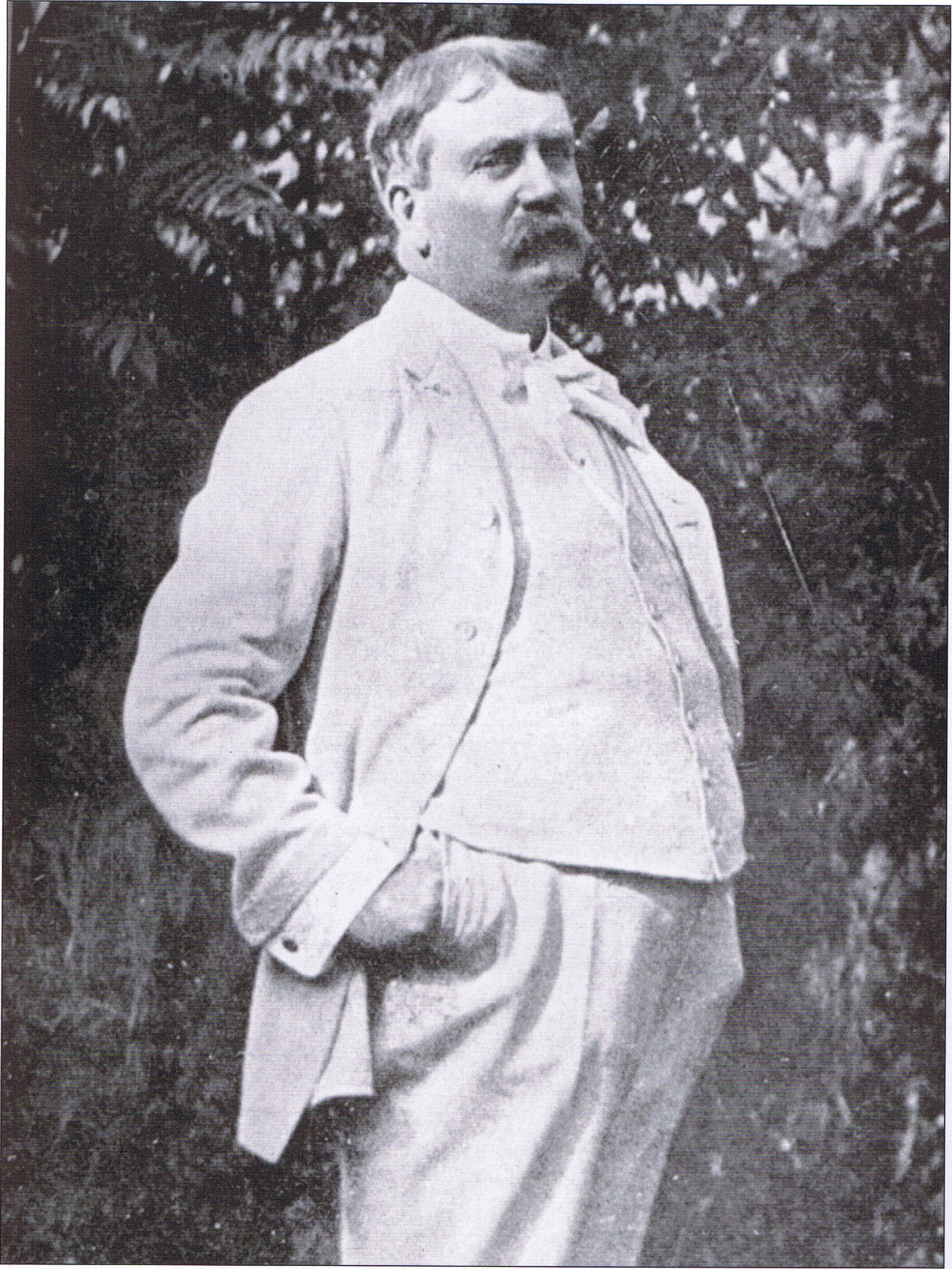
Daniel Burnham (vers 1900), l'un des architectes-urbanistes les plus influents de Chicago.

Daniel Burnham dirigea la conception de la « White City » durant l'exposition,. Certains historiens pensent que ce projet conduisit à un renouveau de l'architecture néo-classique à Chicago et ailleurs aux États-Unis (le Chicago Cultural Center, l'hôtel de ville de Chicago et le Chicago Theatre en sont des exemples). La « White City » représenta un style architectural nouveau pour un architecte comme Burnham et bien qu'il développa le plan de Chicago de 1909, officiellement connu sous le nom de « Plan Burnham », il fit ériger un grand nombre de gratte-ciel de style néo-classique. Après la fermeture de l'exposition, Burnham fut l'un des architectes les plus progressistes de Chicago. Louis Sullivan dit qu'il a juste posé les jalons de l'architecture américaine bien que ses plus belles œuvres, qui se trouvent à Chicago comme le Carson, Pirie, Scott and Company Building ou encore la cathédrale de la Sainte-Trinité, furent construites en 1899 soit cinq ans après la « White City » et dix ans avant le Plan Burnham.
Le Plan Burnham est un nom populaire qui fut donné dans les années 1900 pour définir le plan de restructuration urbaine de la ville de Chicago, qui fut sans doute à l'époque le plus important plan urbanistique pour une grande ville aux États-Unis. Chicago fut l'une des premières villes au monde à bénéficier d'un plan d'urbanisme. D'abord appelé « Plan de Chicago de 1909 », le Plan Burnham fut dirigé par les architectes paysagistes et urbanistes Daniel Burnham et Edward H. Bennett. En 1906, Burnham et Bennett sont chargés par la municipalité de Chicago d'un vaste projet d'embellissement de la ville. Les deux architectes urbanistes proposèrent au sein de la Chicago Plan Commission une série de projets innovants pour le renouvellement urbain du centre-ville et des quartiers adjacents, notamment par la construction de nouvelles rues, la rénovation et l'élargissement de boulevards déjà existants, la création de nouveaux espaces verts (y compris dans le South Side), la transformation et l'extension de parcs déjà existants, la mise en place d'un chemin de fer d'importance régionale, la création de plusieurs zones industrialo-portuaires, la construction de la jetée Navy (Navy Pier),, la reconversion de Northerly Island et la construction de plusieurs bâtiments municipaux.
Le 6 juillet 1909, à la suite de la présentation officielle du nouveau « plan » pour la ville, le conseil municipal autorisa le maire de Chicago Fred A. Busse de nommer les membres de la Chicago Plan Commission. Le 1er novembre 1909, le conseil municipal approuva la nomination de 328 hommes en tant que membres officiels de la Commission et de nombreux chantiers furent lancés à travers la ville sous la direction de Burnham et Bennett. Le plan ne fut pas mis en place jusqu’au bout (en effet plusieurs bâtiments et chantiers ne virent pas le jour), mais son approche à grande échelle et ses nombreuses réalisations eurent un impact majeur sur la configuration future de la ville de Chicago.

### L'École de Chicago

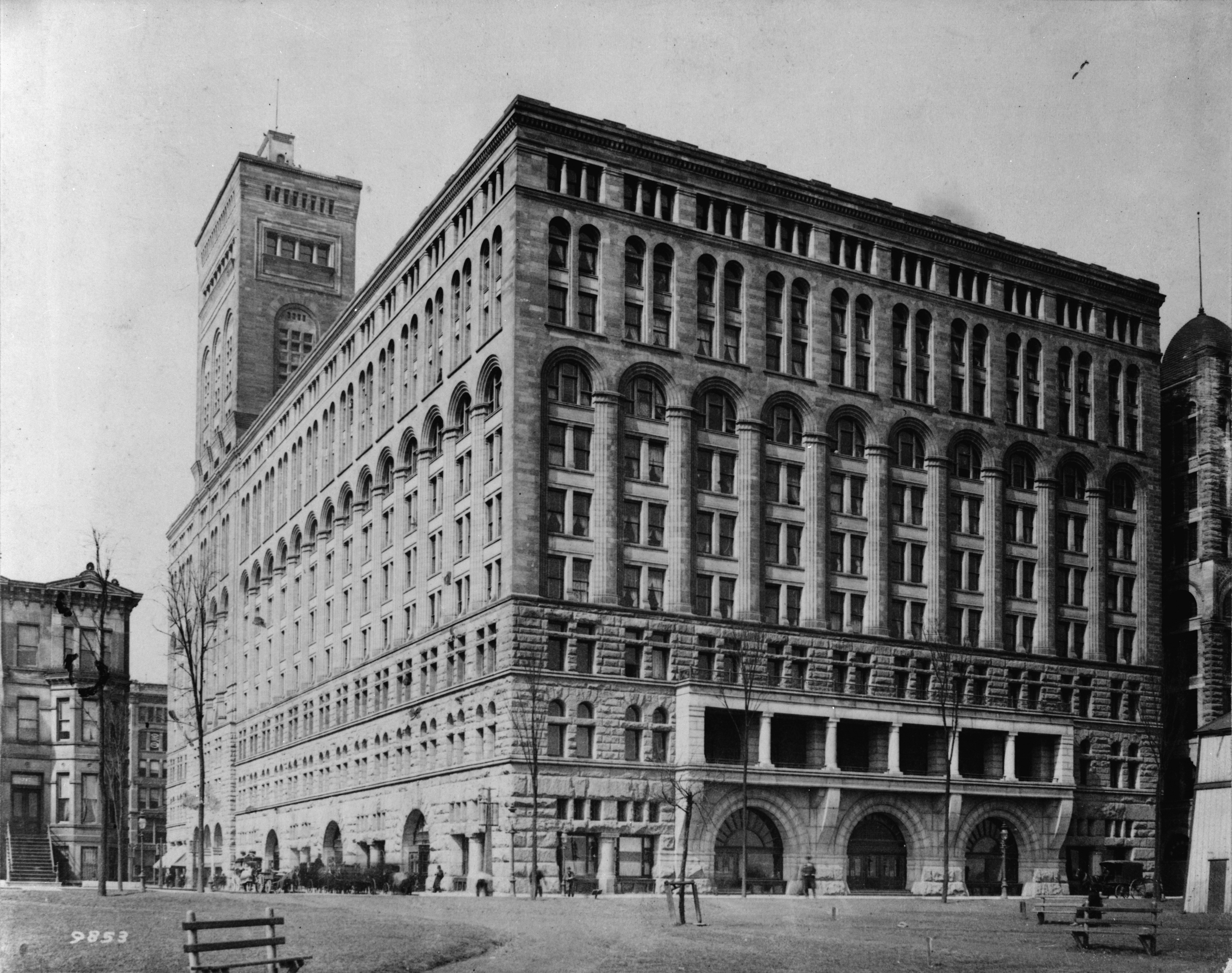
L'Auditorium Building, l'un des bâtiments les plus emblématiques de l'École de Chicago (1889).

L'École de Chicago (Chicago School ; parfois appelée « style Chicago ») fut un mouvement d'architecture et d'urbanisme nommé ainsi car les premières réalisations qui en découlèrent se firent dans la ville de Chicago (États-Unis), à la fin du XIXe siècle. Les bâtiments de ce mouvement se distinguèrent par leur apparence trapue, leur hauteur substantielle, leur revêtement en maçonnerie et leurs corniches décoratives. Beaucoup comportèrent de larges fenêtres, des panneaux de verre centraux fixes flanqués de deux châssis de verre plus étroits, remplissant des baies souvent répétées horizontalement et verticalement, comme les Gage Group Buildings (par Holabird & Roche) ou encore le Coca-Cola Building (par Frank Abbott) pour ne citer qu'eux. La phase d'apogée de ce mouvement est située approximativement entre 1875 et 1907. Dans les années 1930, les termes d'« école » et de « mouvement » de Chicago furent popularisés par des académiciens comme Sigfried Giedion et Carl Condit pour désigner les premiers architectes chicagoans. Ils considérèrent les gratte-ciel comme les précurseurs du modernisme qui marquèrent une rupture avec les styles architecturaux antérieurs,. Ce mouvement fut caractérisé par la construction rationnelle et utilitaire des bureaux, des grands magasins, des usines, des appartements et des gares. L'accent fut mis sur l'efficacité et la durabilité avec l'utilisation de matériaux modernes tels que l'acier, le ciment, le fer forgé et le verre armé (pour la construction de dômes, de toits de hangars ou de locaux commerciaux).
L'événement catalyseur de ce mouvement fut le Grand incendie de Chicago qui eut lieu le 8 octobre 1871 : une grande partie du centre-ville fut détruite, et la nécessité de sa reconstruction permit l'émergence d'une nouvelle approche dans la construction des immeubles par la création d'un nouveau type d'édifices n'ayant eu aucun modèle historique. Dans les années 1890, les architectes chicagoans développèrent une solution à ce problème en créant un nouveau style architectural souvent appelé « École de Chicago », et si l'expression est souvent utilisée, il n'est pas certain qu'elle fut une école de pensée au sens strict et les idées des architectes différèrent sur de nombreux points. Cette école de pensée mit également en relation les architectes, les ingénieurs des structures et les constructeurs sur les mêmes projets. Historiquement, le secteur de la construction était dominé par des petites entreprises qui associèrent les rôles d'architecte et d'ingénieur mais cela fut remplacé à Chicago par un partenariat entre des architectes spécialisés qui se concentrèrent sur l'apparence des gratte-ciel et des ingénieurs spécialisés qui se chargèrent de réaliser ces idées. Les cabinets d'architecture de Chicago devinrent ainsi des grandes entreprises et la Daniel H. Burnham & Company ressemblait par exemple à une petite usine qui finit par employer 180 personnes vers 1900.

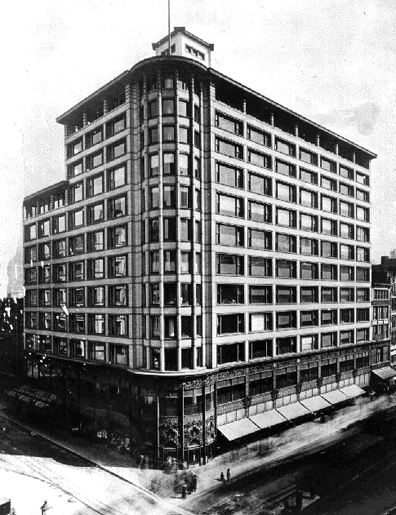
Photographie du bâtiment Carson, Pirie, Scott and Company Building (1899).

L'École comprit à l'origine des architectes comme William Le Baron Jenney (1832-1907) et Henry Hobson Richardson (1838-1886). La génération suivante se composa de Daniel Burnham, William Holabird, Martin Roche et Louis Henry Sullivan (1856-1924) qui commencèrent tous les quatre leur carrière au sein de l'agence de William Le Baron Jenney, et l'ingénieur Dankmar Adler (1844-1900), longtemps partenaire de Louis Sullivan et John Wellborn Root et dont les dessins associèrent l'esthétique architecturale à des considérations plus pragmatiques. Ils figurèrent parmi les premiers à promouvoir les nouvelles techniques de construction. Ils privilégièrent l'emploi de décorations raffinées au niveau du sol et une ornementation plus légère dans les niveaux supérieurs tout en soulignant les lignes verticales,. L'intention fut d'attirer l'œil de l'observateur vers le haut pour mettre en valeur ce que Sullivan qualifia d'« ambitieux » dans la manière d'aborder l'esthétique d'un gratte-ciel dans son ensemble tout en évitant de gaspiller du temps à travailler sur des détails trop complexes ayant peu de chances de séduire un homme d'affaires pressé,. De même, les rez-de-chaussée richement décorés permirent de démarquer les bâtiments par rapport aux immeubles environnants et d'attirer les passants dans les commerces. L'École de Chicago mit au point et généralisa l'utilisation de l'acier et du béton de ciment dans la construction des gratte-ciel, réalisant ainsi la révolution structurelle qui permit de passer des bâtiments à murs de refends porteurs aux constructions de type poteaux-dalles sans façades porteuses. La ville de Chicago révisa ses lois dans les années 1920 pour permettre la construction de tours centrales ou de tours d'horloge plus hautes au sein des nouveaux bâtiments, comme ce fut le cas pour le Reid, Murdoch & Co. Building à cette période. En 1920, la hauteur maximale passa à 260 pieds (79 m) et les structures inoccupées comme les flèches furent autorisées jusqu'à 400 pieds (122 m).
Ces gratte-ciel devinrent également récurrents afin de rationaliser au maximum l'emprise foncière des édifices de bureaux dans des villes où le coût des terrains s'accroissait régulièrement. Par l'influence de cette nouvelle typologie de bâtiment, un nouveau modèle de développement urbain émergea alors, qui caractérisa toutes les villes américaines au XXe siècle. L'intensification urbaine, aussi appelée « densification urbaine », était aussi considérée comme une alternative viable à l'étalement urbain. Cependant, à l'époque, la croissance démographique de Chicago était l'une des plus fortes de tout le pays, ce qui entraina, au-delà de Downtown Chicago et des secteurs limitrophes, une forte périurbanisation.
Même si l'extérieur des gratte-ciel chicagoans était relativement sobre, les halls étaient décorés avec grand soin. L'Unity Building possédait ainsi « du marbre numidien, en provenance des Alpes apuanes et de Sienne… un paravent artistique de verre et de bronze… un balcon en marbre » ainsi que « des colonnes corinthiennes avec des capitales finement gravées, des chandeliers dorés à la feuille d'or et d'argent et des treillis plaqués argent » dans les ascenseurs. La décoration très raffinée de l'intérieur du Congress Plaza Hotel en est un bel exemple. L'objectif était de projeter une sensation de prospérité et de solidité financière qui pouvait attirer les occupants prêts à payer des loyers élevés. Pour ces derniers, habiter dans un tel environnement était un bon moyen de témoigner de sa prospérité et d'affirmer son statut social.

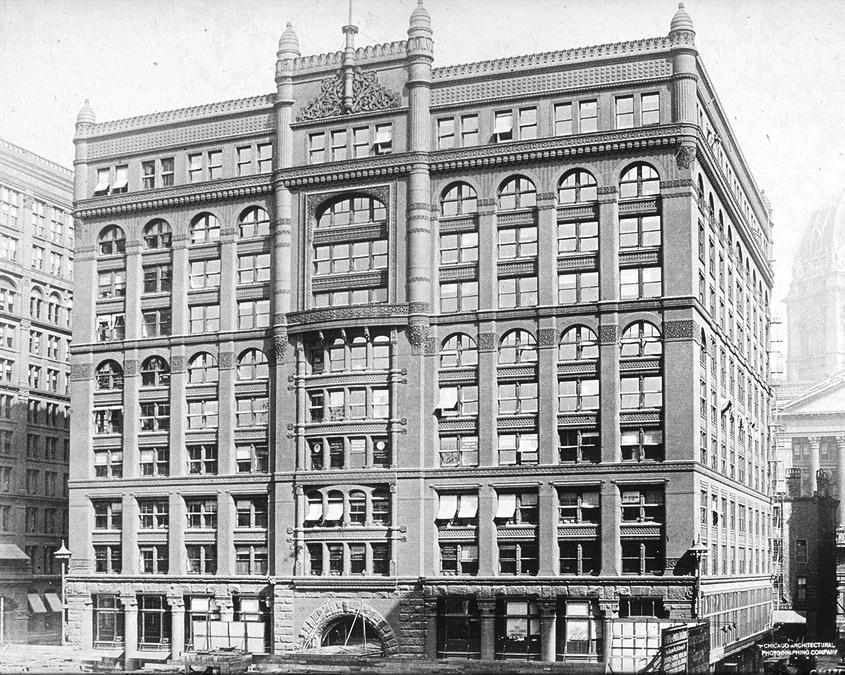
Le Rookery Building (1888).

L'École de Chicago produisit ainsi des gratte-ciel larges et imposants possédant une apparence et une hauteur similaires. Il s'agissait généralement d'une forme rectangulaire de style palazzo avec un large espace destiné à faire entrer la lumière situé, idéalement, au centre. L'extérieur était typiquement divisé en trois parties : la base, la section centrale et la ligne de toit. Cette division tripartite fut destinée à reproduire les colonnes classiques et refléter les fonctions des différentes partie du gratte-ciel. L'espace central pouvait former une simple cour mais beaucoup de compagnies préférèrent installer une verrière au sommet pour créer un atrium destiné aux magasins et restaurants. Dans les structures traditionnelles en murs porteurs, les fenêtres étaient relativement limitées et de position verticale. Dans ce nouveau type de construction, les architectes chicagoans introduisirent des ouvertures d'un nouveau genre, horizontalement plus larges, ce qui donna naissance à la « Chicago-window ». Les fenêtres possédèrent donc des caractéristiques spécifiques : elles furent de larges vitres fixes avec des petites fenêtres à guillotine sur les côtés (comme le Montgomery Ward Company Complex) dont certaines parfois dépassèrent du bâtiment et formèrent des fenêtres arquées (comme le Chicago Savings Bank Building).
Dans les années 1940 et les années 1970, l'École de Chicago connut une seconde vague notamment grâce aux réalisations de Ludwig Mies van der Rohe et de son travail à l'institut de technologie de l'Illinois (IIT) par la promotion des structures à ossature tubulaire, principalement influencées par l'architecture moderne. Connue sous l'appellation de « Second Chicago School », des architectes comme Bruce Graham, Louis Skidmore (de l'agence Skidmore, Owings and Merrill), Myron Goldsmith et Walter Netsch furent influencés par cette nouvelle vague. Ludwig Mies van der Rohe chercha à se concentrer sur des formes architecturales neutres plutôt que sur des formes historicistes, et ses nouveaux bâtiments se caractérisèrent par la présence de grands panneaux de verre et l'utilisation d'acier pour les éléments verticaux et horizontaux. L'immeuble DeWitt-Chestnut, le 875 North Michigan Avenue et la Willis Tower sont quelques-uns des bâtiments construits pendant cette période. Aujourd'hui, il existe de nombreux bâtiments à travers la ville qui mêlent néo-classique, Art déco, moderne, postmoderne et style Chicago (première et deuxième génération).

### L'École de la Prairie

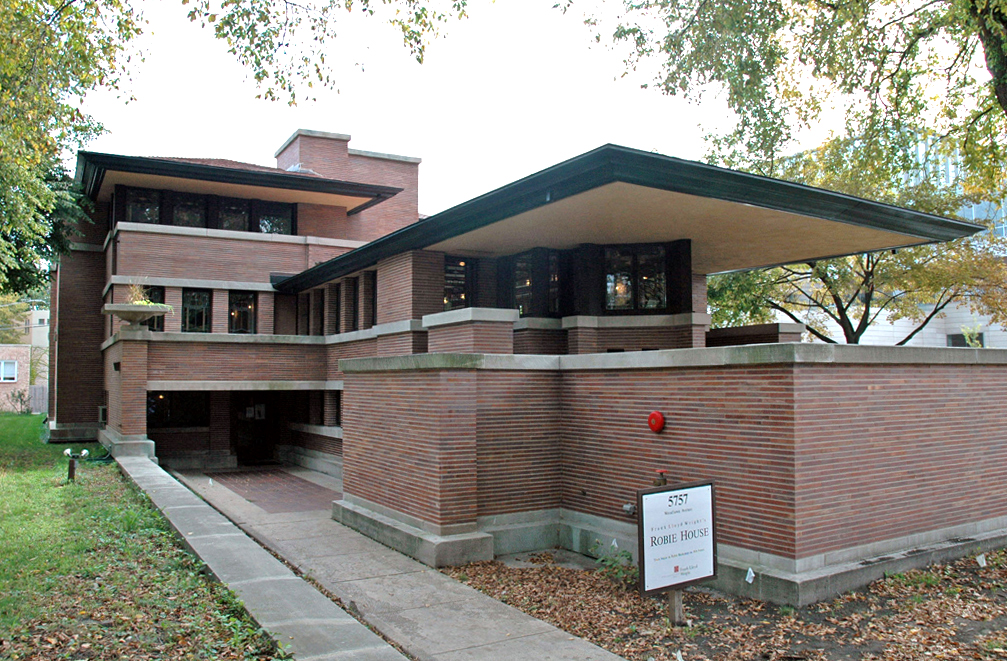
La Robie House, construite entre 1906 et 1909 par l'architecte Frank Lloyd Wright, est représentative du style Prairie School.

L'École de la Prairie (Prairie School) fut un mouvement architectural de la fin du XIXe siècle et du début du XXe siècle qui concerna essentiellement la région du Midwest et surtout la ville de Chicago,. Au cours de ses premières années à Chicago, le travail de Frank Lloyd Wright était soutenu et souvent amélioré par un groupe d'architectes pionniers du Midwest à l'œuvre dans et autour de Chicago. Ce groupe, que Wright appela plus tard « La nouvelle école du Midwest », comprenait George Grant Elmslie, Myron Hunt, George W. Maher, Dwight Perkins, William Gray Purcell, Thomas Talmadge et Vernon Watson, ainsi que ses associés Marion Mahony Griffin, Walter Burley Griffin, William Drummond et Francis Byrne. Cette nouvelle génération d'architectes talentueux et ambitieux fut attirée par les opportunités de construction qui découla du Grand incendie de 1871. L'avènement de l'Exposition universelle de 1893 symbolisa la « renaissance de Chicago », en effet la foire marqua l'ascension de la ville au rang national et international.
En 1893, Frank Lloyd Wright fonda son cabinet d'architectes à Oak Park, une paisible ville semi-rurale située en banlieue ouest de Chicago. C'est dans sa Maison et studio Frank Lloyd Wright, au cours des années 1910 et années 1920 que Wright et ses associés développèrent une nouvelle approche audacieuse de l'architecture domestique, le style Prairie School. Il fut le premier style architectural exclusivement américain à être appelé le « siècle américain ». Il se place en rupture avec les façons de construire du XIXe siècle. Cependant, cette école est parfois apparentée à celle de Chicago qui traite, elle, de l'architecture de grands bâtiments et d'immeubles, avec pour principales figures de proue Daniel Burnham (1846-1912) et Louis Sullivan (1856-1924). Sullivan étant un ancien collaborateur de Wright.

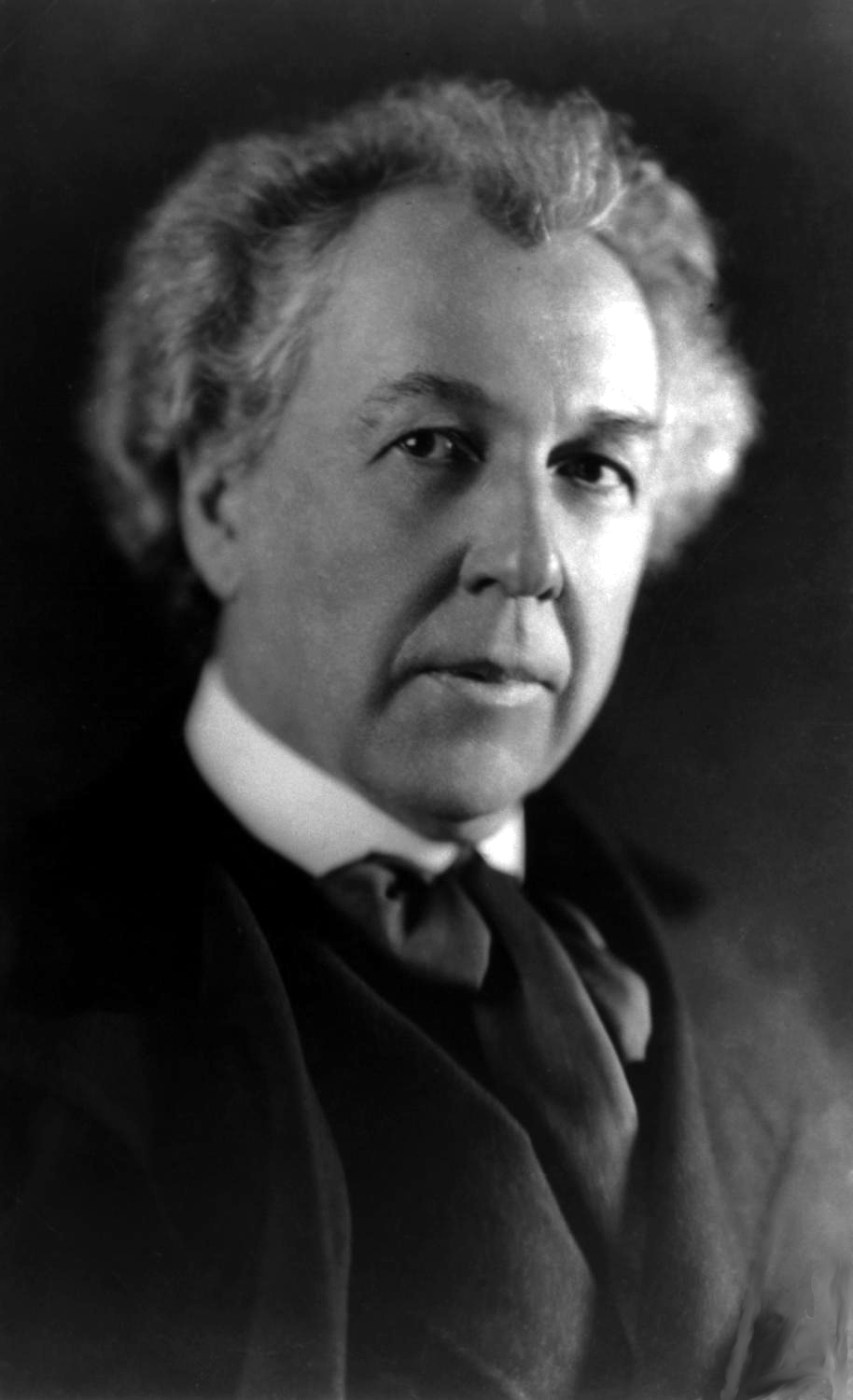
Frank Lloyd Wright (vers 1920), principal influenceur du mouvement Prairie School.

Les architectes de cette école fusionnèrent les idéaux et l'esthétique du mouvement Arts and Crafts (« mouvement Arts et artisanats ») commencé à la fin du XIXe siècle en Angleterre par John Ruskin, William Morris et d'autres, en mettant l'accent sur la nature, l'artisanat (incorporant beaucoup de boiseries et de verre d’art travaillés à la main), la simplicité et le travail. Ils adoptèrent les théories architecturales de Louis Sullivan qui appelèrent à une architecture non dérivée distinctement américaine et enracinée dans la nature, avec un sens du lieu, mais incorporèrent également des éléments modernes comme des plans plats et des ornements stylisés. Le style Prairie School fut marqué par la présence de lignes horizontales, de toits plats, de larges avant-toits en saillie, des rangées de fenêtres, des aires ouvertes, des cheminées massives maçonnées, des bandes de pierre, de bois ou de brique sur toute la surface, de l'élimination des cloisons inutiles et d'une ornementation maîtrisée. L'horizontalité était censée rappeler les vastes étendues dégagées et les paysages plats des Grandes Plaines et du Midwest d'où le nom de cette école. Le fondement de la pensée du mouvement Prairie School est qu'un logement doit être fonctionnel pour ses habitants sans être trop élaboré ou décoré. Elle estima que les subtilités de l'architecture victorienne étaient trop excessives.
La Prairie est un élément représentatif du mouvement par la relation qu'entretiennent ses constructions avec leur environnement naturel. C'est la raison pour laquelle nombre de ces bâtiments furent construits dans les banlieues résidentielles naissantes, encore en contact avec le monde rural, la végétation et de vastes clairières herbeuses.
Le style eut atteint sa pleine expression dans les résidences (comme la Robie House de Wright et la Pleasant Home de George W. Maher), mais des écoles, des entrepôts et des parcs (comme celui de Promontory Point à Hyde Park, aménagé par l'architecte-urbaniste Alfred Caldwell) furent également construits dans ce style. Chicago est particulièrement riche en exemples. La ville d'Oak Park possède la plus forte concentration de bâtiments de style Prairie du pays,. Parmi les bâtiments les plus représentatifs du style Prairie, on peut citer : la James Charnley House (1892, Louis Sullivan et Frank Lloyd Wright), la Robie House (1906-1909, Frank Lloyd Wright) ou encore la William and Jessie M. Adams House (1900, Frank Lloyd Wright). Au cours de ses 70 ans de carrière, Wright a conçu plus d'un millier de bâtiments.
Le principal initiateur fut Louis Sullivan, mais les architectes les plus influents qui appartiennent à ce mouvement sont : Frank Lloyd Wright, Walter Burley Griffin, Marion Mahony Griffin, Francis Byrne, George W. Maher et George Grant Elmslie.

### Autres styles

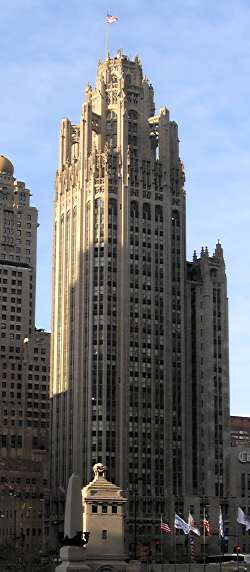
La Tribune Tower (1925), siège du Chicago Tribune, style néogothique.

Comme dans les autres métropoles américaines, l'éclectisme marque l'architecture des bâtiments publics de Chicago : le mouvement connu sous le nom de City Beautiful lia les styles Beaux-Arts et néo-classique : le musée Field d'histoire naturelle, le musée des Sciences et de l'Industrie, le Chicago Cultural Center et l'Art Institute of Chicago, tous construits en 1893, en sont des exemples. Conçu par Henry Ives Cobb dans le style Beaux-Arts, le Chicago Federal Building est construit entre 1898 et 1905 ; à son achèvement sa rotonde de 30,48 m de diamètre était plus importante que celle du Capitole des États-Unis,.
Les bâtiments situés sur le campus de l'université de Chicago, la Tribune Tower (1925), le 300 West Adams Building (1927), la Pumping Station (1869) ainsi que des édifices religieux tels que la cathédrale du Saint-Nom (1874-1915), la cathédrale Saint-Jacques (1857-1863), l'église Saint-Benoît (1902-1918) et l'église de la Sainte-Famille (1860) sont de style néogothique. Après 1945, c'est surtout le style international qui s'est imposé (avec le Crown Hall) et qui domine aujourd'hui le centre de Chicago par ses nombreux gratte-ciel : le Kluczynski Federal Building (1975), la Willis Tower (1973), les tours jumelles de Marina City (1964), l'Aon Center (1973), le Two Prudential Plaza (1990) ou encore la Blue Cross Blue Shield Tower (1997). D'autres bâtiments comme le Richard J. Daley Center (1965) et l'Aqua Building (2009) sont issus du mouvement moderne tandis que la Harold Washington Library (1991) est de style postmoderne. Situés au sein de Millennium Park, le pavillon Jay Pritzker et la passerelle BP (2004) ont été construits dans le style déconstructiviste, un mouvement particulier à l'architecture issu du mouvement contemporain et dont Chicago ne compte que de rares édifices. Le style Art nouveau a fait son apparition entre la fin du XIXe siècle et le début du XXe siècle avec le Congress Plaza Hotel et l'Auditorium Building (dont l'architecture mêle Art nouveau et style Chicago) ou encore le Fine Arts Building et le Krause Music Store qui sont aussi de bons exemples de ce mouvement. En comparaison de villes comme New York ou Miami, Chicago compte peu de bâtiments Art déco : on peut cependant citer le Carbide & Carbon Building (1929), le Merchandise Mart (1930) et le Chicago Board of Trade Building (1930).
À Chicago, en plus des édifices historiques côtoyant les gratte-ciel de verre et d'acier contemporains, l'architecture éclectique voit s'entremêler plusieurs styles architecturaux sur un même bâtiment. Ce mouvement va à contresens du néo-classicisme qui consiste à concevoir des édifices homogènes d'inspiration antique. L'éclectisme, issu de l'historicisme, prône la combinaison de caractéristiques architecturales et ornementales de styles historiques antérieurs pour créer quelque chose de nouveau et d’original. De nombreux bâtiments et ponts (particulièrement ceux de la rivière Chicago), intègrent des éléments issus de plusieurs styles différents. Quelques exemples notables parmi lesquels le palais de justice historique du Courthouse Place (1893), le Former Chicago Historical Society Building (1892), le Chicago Theatre (1921), les Edgewater Beach Apartments (1924) ou encore l'InterContinental Chicago Magnificent Mile (1929).

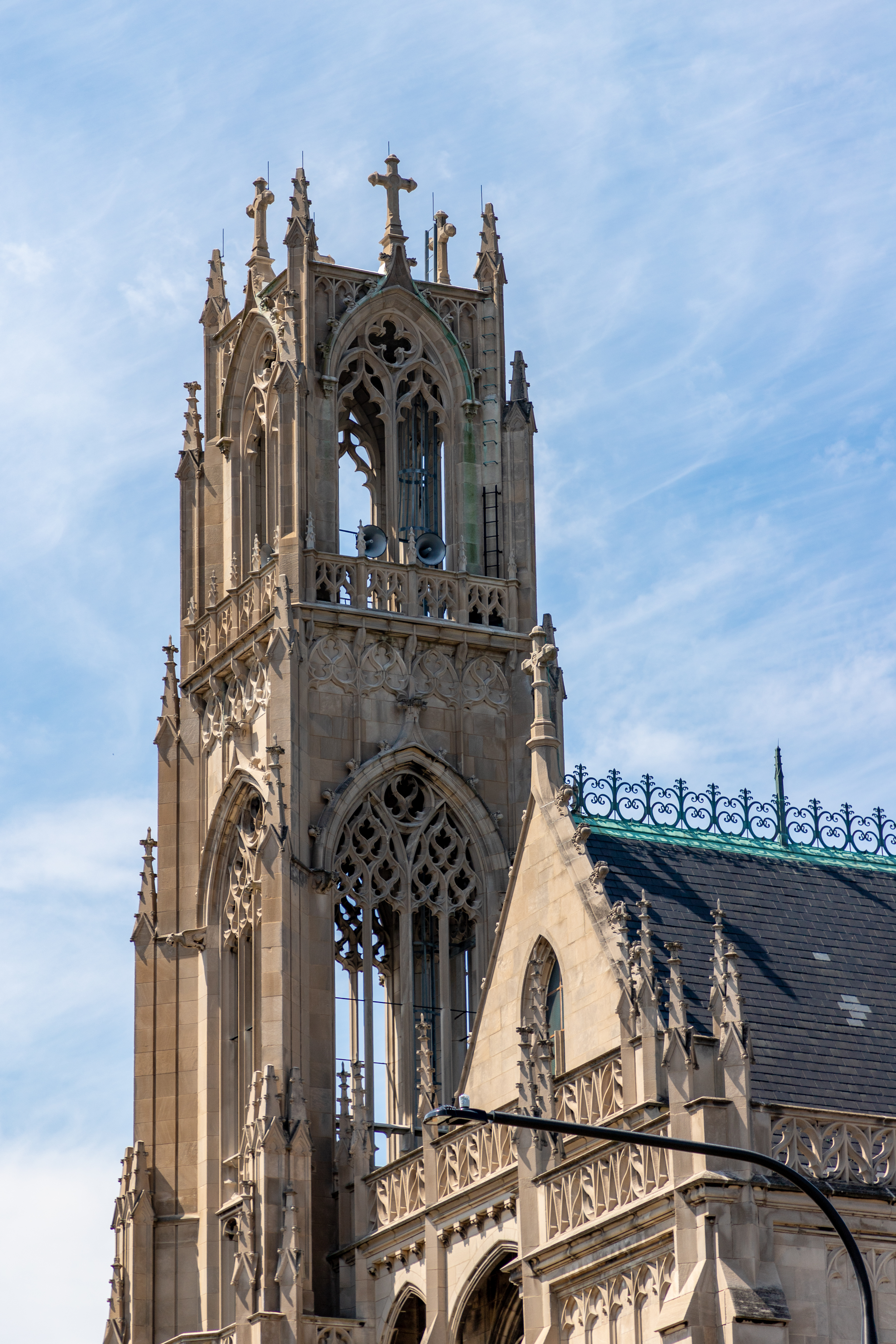
Détails de la tour de l'église Sainte-Ita (1927), style néogothique.

Plusieurs quartiers ethniques se distinguent par leurs styles architecturaux importés : dont Chinatown avec son hôtel de ville chinois appelé Pui Tak Center (1927), son temple chinois, et son pavillon en forme de pagode (dans le Ping Tom Memorial Park) ; Ukrainian Village (et les quartiers comprenant une communauté russe ou slave) avec ses églises orthodoxes à bulbes ; ou encore les quartiers abritant d'importantes populations d'origines polonaise, lituanienne et estonienne avec leurs églises de styles romano-byzantine et néo-Renaissance (dont l'église des Saints-Innocents, l'église de la Sainte-Croix, l'église Saint-Stanislas-Kostka, l'église Saint-Jean-de-Kenty, l'église Saint-Michel-Archange et la basilique Notre-Dame-des-Douleurs entre autres…). Les décorations extérieures sont également très marquées dans certains quartiers comme Pilsen (quartier mexicain) et Little Italy (Petite Italie) tous deux connus pour leurs maisons et bâtiments aux façades colorées mais aussi Jackowo/Polish Village (communément appelé « Polish Triangle » ; principal quartier polonais de la ville), avec ses magasins et immeubles aux couleurs du drapeau polonais.
Parfois il est dit que « les Suédois ont construit Chicago », cela est dû au fait que bon nombre d'entre eux contribuèrent à la reconstruction de la ville à la suite du grand incendie qui la ravagea en 1871. En effet, à la fin du XIXe siècle, il y avait plus de Suédois à Chicago qu'à Stockholm (environ 190 000 personnes). Beaucoup d'entre eux travaillèrent dans le secteur du bâtiment comme charpentiers, maçons, menuisiers, urbanistes-paysagistes et parfois même comme architectes. Le style suédois, et plus largement « scandinave », se remarque dans l'architecture de certains bâtiments du centre de Chicago et dans celle des maisons individuelles de certains secteurs de North Side et plus particulièrement de Lakeview et Edgewater qui furent les secteurs dans lesquels les premiers émigrants suédois s'installèrent. Ces habitations, souvent très colorées, s'inspirent directement des maisons traditionnelles suédoises construites en bois et peintes en rouge « sang de bœuf » avec des cadres blancs.
À la suite du Grand incendie de 1871, les bâtiments en briques et en terre cuite ont commencé à se populariser, surtout en raison de la législation plus restrictive en matière de lutte anti-incendie. Les briques ornent de nombreux bâtiments de Chicago. Elles sont fabriquées à partir de la terre argileuse crue de la rivière Chicago qui, une fois cuite, peut prendre plusieurs gammes de couleurs dont le jaune, le rose ou le rouge foncé. Les constructions de ce type sont parfois appelées « Chicago style red-brick ». La brique est un matériau qui vieillit particulièrement bien, demandant par ailleurs peu d'entretien. Parmi les bâtiments de la ville les plus remarquables, on peut citer le Reid, Murdoch & Co. Building (style Chicago), le Biograph Theater (architecture néo-classique), la Harold Washington Library (architecture postmoderne), le Symphony Center (architecture georgienne), le Blackstone Hotel (styles Second Empire et Beaux-Arts), la basilique Saint-Hyacinthe (styles néo-baroque et néo-classique), l'église Saint-Michel (style néo-roman), l'église Saint-Michel-Archange (architecture gothique), le Monadnock Building (style Chicago) et la gare de Dearborn (style néo-roman) entre autres. De nombreuses églises, entrepôts, usines et habitations (maisons individuelles, duplex, triplex) de la ville sont construites en briques rouges. En 1871, il y avait cinq briqueteries dans le comté de Cook. En 1881, il y en avait 60. En 1915, 10 % des briques fabriquées en Amérique (soit environ 700 millions de briques) étaient fabriquées à Chicago.

### Ponts

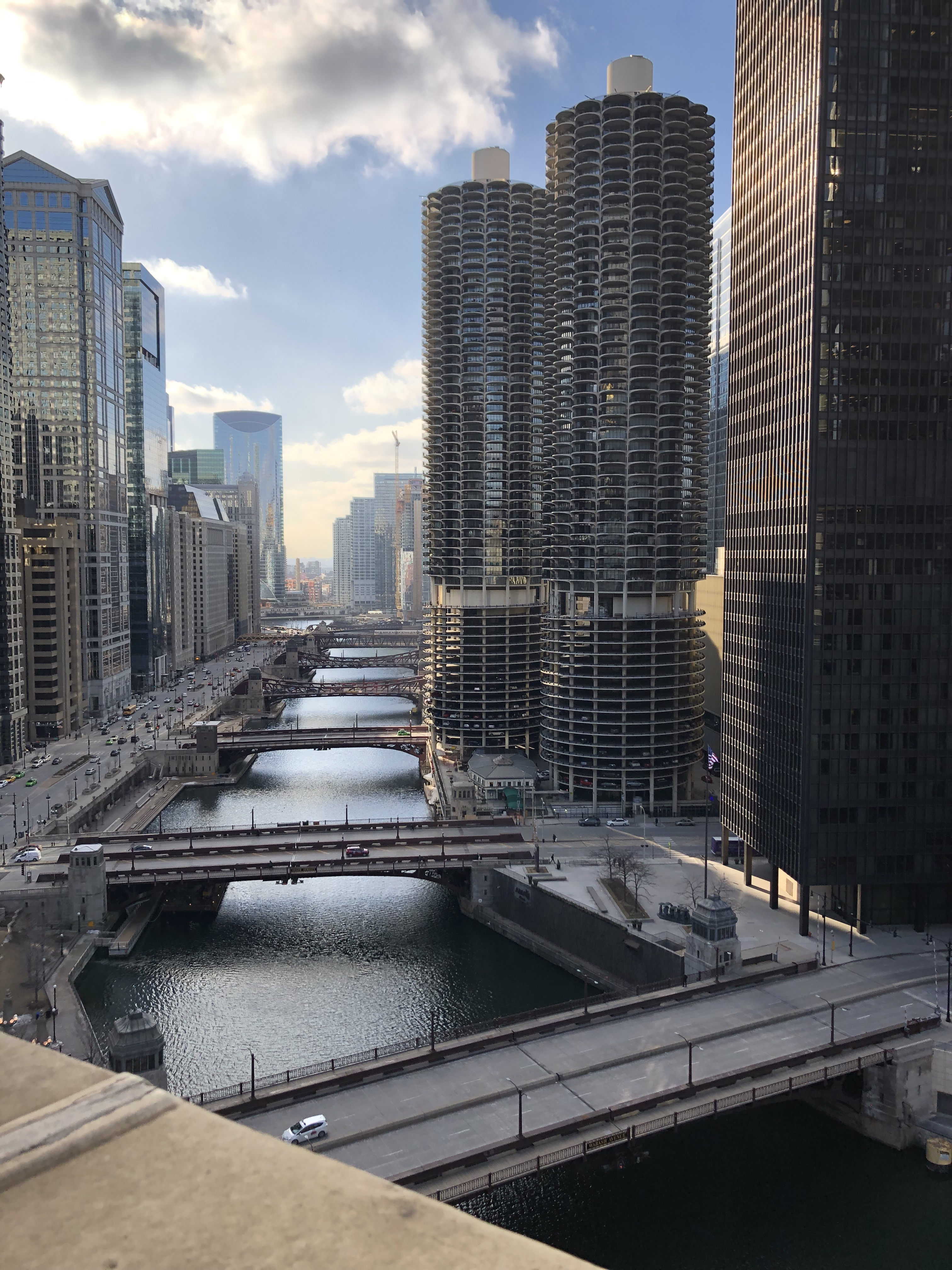
Les ponts traversant le bras principal de la rivière Chicago.

Bordé par le lac Michigan, le territoire de la ville de Chicago est traversé par plusieurs cours d'eau dont la rivière Chicago et la rivière Calumet en sont les principaux et constituent le système fluvial de Chicago. Ils sont traversés par une multitude de ponts et viaducs dont certains sont mondialement connus. Il y a plus de 180 ponts dans le seul comté de Cook, et Chicago compte plus de ponts mobiles que toute autre ville au monde. Chicago est reconnue comme une ville innovante en matière d'ingénierie des ponts. Cette quantité importante de ponts a été un facteur clé dans l'essor économique de la région.
D'une longueur de 251 kilomètres, la rivière Chicago (Chicago River) est un système de cours d'eau et de canaux qui prend sa source dans le lac Michigan. Il traverse le centre-ville de Chicago, délimitant les secteurs de Near North Side, du Loop et de Near West Side avant de couler et de se connecter au Chicago Sanitary and Ship Canal vers le sud, de traverser les campagnes de l'Illinois pour rejoindre le fleuve Mississippi. La rivière Calumet (Calumet River) est quant à elle longue de 250 kilomètres et coule au sud de la ville, elle est divisée en deux bras qui se rejoignent en amont du lac Michigan. Le Chicago Department of Transportation (CDOT) est responsable de tous les ponts situées dans la ville de Chicago. Il est chargé de la conception, de la construction, de la maintenance et de l'entretien d'environ 300 ponts routiers dont 37 ponts mobiles qui traversent les rivières Chicago et Calumet. Beaucoup sont mobiles pour faciliter le passage des bateaux de plaisance et des bateaux taxis. Les ponts sur la rivière Chicago sont les plus emblématiques de la ville. Le plus ancien d'entre eux est le pont de Kinzie Street.
Les ponts caractérisent depuis toujours la ville de Chicago, en effet la rivière Chicago est enjambée par une multitude de ponts incluant des ponts mobiles (ponts basculants à double tabliers, ponts tournants, ponts levants), des ponts en treillis, des ponts rétractables et des viaducs, entre autres. Elle en a compté plus de 52 dont 38 subsistent aujourd'hui. Au cœur même de Downtown Chicago, on dénombre une vingtaine de ponts basculant dont le tablier se sépare et s'ouvre au passage des plus grandes embarcations. Au XIXe siècle et une partie du XXe siècle, les ponts étaient levés ou tournés à la demande, chaque fois qu'un bateau devait passer, de nos jours, ils ne se soulèvent généralement que selon des horaires programmés. Aux pieds des ponts de la rivière Chicago, certains des bâtiments les plus emblématiques s'y trouvent, parmi lesquels deux des trois plus hauts gratte-ciel de la ville (la Trump International Hotel and Tower et le St. Regis Chicago) et des bâtiments historiques tels que le Wrigley Building, le 35 East Wacker, la Civic Opera House, le Reid, Murdoch & Co. Building, le Merchandise Mart, le Montgomery Ward Company Complex et la gare d'Union Station.

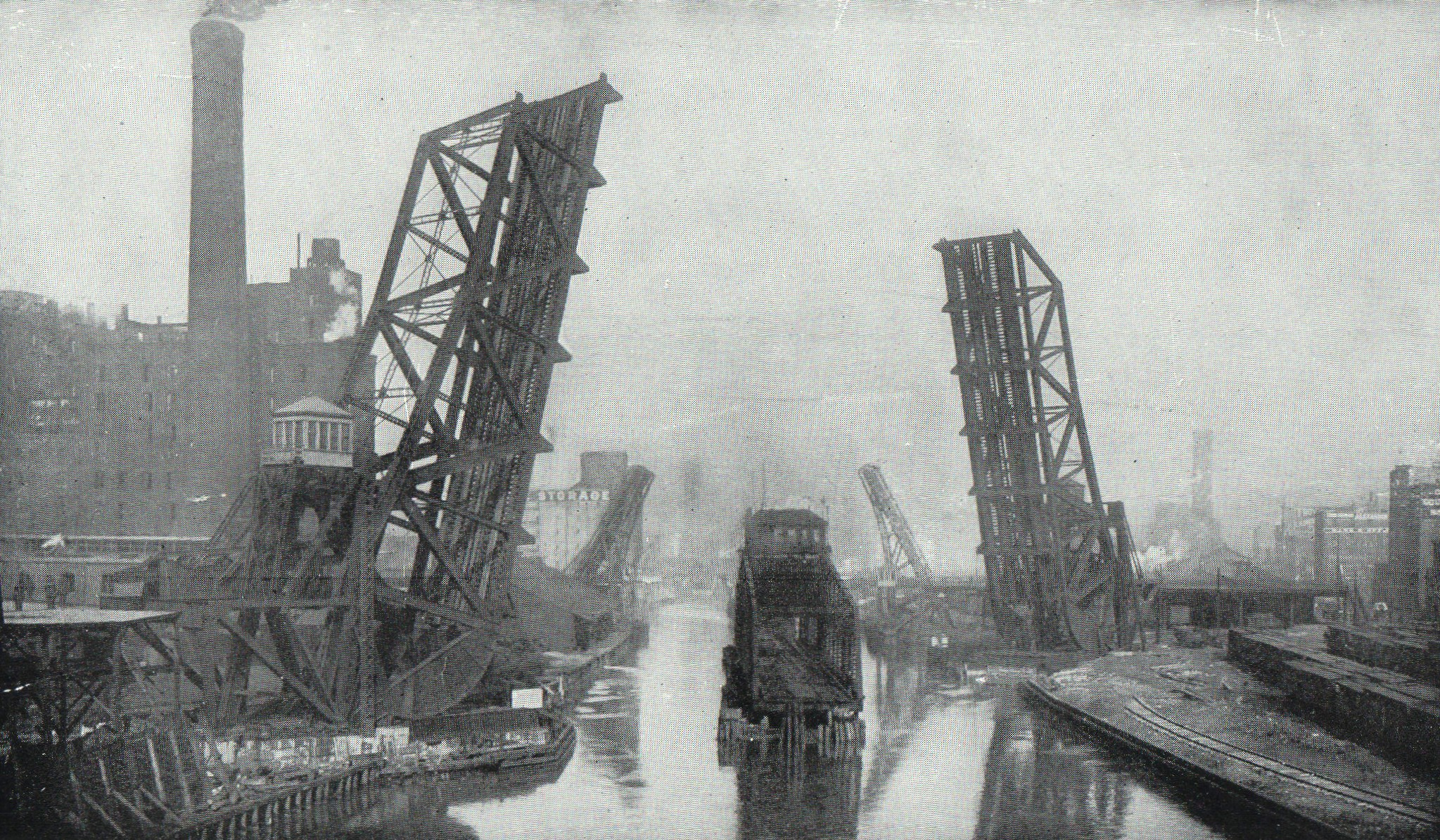
Deux ponts-levis et un pont tournant qui n'existent plus à ce jour. La photo montre l'ancien pont de chemin de fer basculant (construit par l'ingénieur des ponts William Scherzer) qui traversait la rivière Chicago à un angle au nord de la 12th Street (maintenant Roosevelt Road) et au sud de Taylor Street, avec l'ancienne travée pivotante (en position ouverte). En arrière-plan se trouvent les travées basculantes surélevées du pont routier de Taylor Street (vers 1904).

Le premier pont construit sur la rivière Chicago a été achevé en 1832 au niveau de Kinzie Street. C'était un pont en bois qui ne permettait que la circulation à pied. Deux ans plus tard, le premier pont levant conçu pour accueillir des voitures hippomobiles (véhicules tractés par un ou plusieurs chevaux) a été construit au niveau de Dearborn Street. Il ressemblait aux pont-levis traversant les douves des châteaux médiévaux, comportant de grandes chaînes qui permettaient de le soulever. Mais le passage étroit créé par le pont générait des problèmes majeurs pour les bateaux naviguant sur la rivière, de sorte que le pont a été démoli en 1839. Dans les années 1840, la ville a connu de nouveaux problèmes lorsque plusieurs ponts flottants ont été emportés par la rivière Chicago lors d'une crue en 1849. Dans les années qui ont suivi, il y a eu beaucoup d'essais et d'erreurs au fur et à mesure que de nouveaux styles étaient conçus.
En 1857, le premier pont tournant a été achevé au niveau de Rush Street. C'était une grande amélioration par rapport aux ponts en bois antérieurs, le pont tournant à vapeur a été construit en fer et en bois. Il s'ouvrait en pivotant à 90 degrés sur une jetée centrale, s'écartant ainsi du passage des bateaux. Jusqu'à la fin du XIXe siècle, le pont tournant est devenu le type de pont privilégié, mais ce n'était pas sans poser de problèmes. Le 3 novembre 1863, une tragédie eut lieu lorsque le pont de Rush Street s'est effondré sous le poids d'un troupeau de bétail le traversant. Le pont a été réparé mais fut détruit quelques années plus tard par le Grand incendie de Chicago, le 8 octobre 1871. Du fait que ces ponts tournaient au milieu de la rivière, les navires avaient à nouveau du mal à naviguer dans le passage étroit qu'ils créaient. Les collisions étaient fréquentes. Tandis que les ingénieurs cherchaient à apporter des solutions aux problèmes engendrés par certains des ponts de Chicago, la ville est entrée durant cette période dans sa phase expérimentale.
Le premier pont rétractable de Chicago (pont conçu pour se rétracter et se replier sur lui-même) a été construit en 1891 mais a été considéré comme un échec. Le premier pont levant vertical, avec de hautes tours à chaque extrémité et dont le tablier est mobile et peut être levé pour soulever une travée centrale, a été achevé en 1894. Conçu par l'ingénieur William Scherzer en 1895, le Van Buren Street Bridge devient le premier pont basculant/levant.

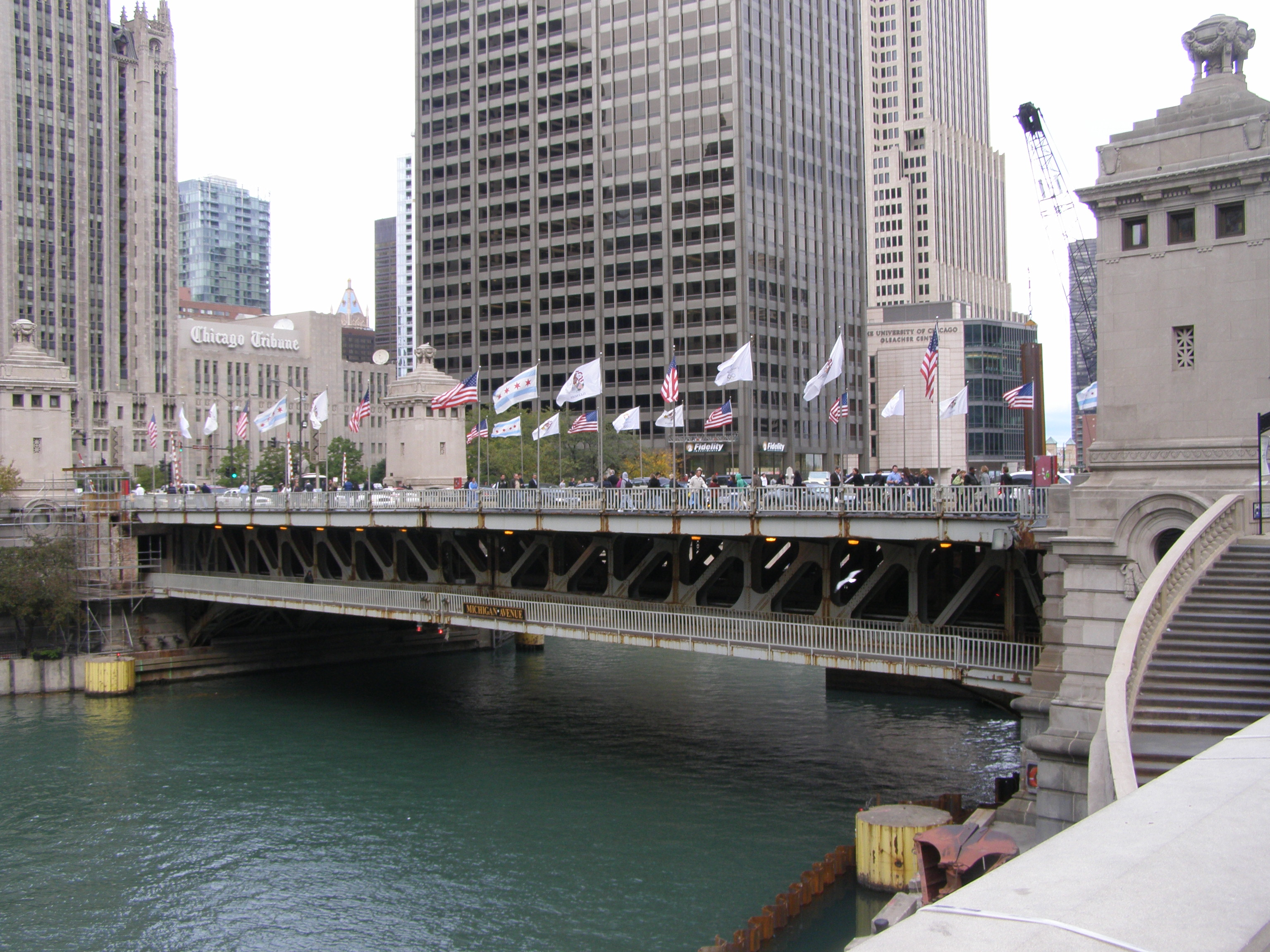
Le pont de Michigan Avenue (1920).

Le type de pont le plus associé à la ville est le pont basculant à tourillons. Le premier pont de ce type aux États-Unis a été inauguré en 1902 sur la branche nord de la rivière Chicago à Cortland Street. Les ponts basculants ont révolutionné beaucoup des types de ponts utilisés jusqu'alors et restent courants aujourd'hui. Ils sont dotés d'un système complexe de contrepoids, d'engrenages et de moteurs électriques, actionné par un pont roulant qui est hissé vers le haut. Dans les années 1910, la Chicago Plan Commission et l'architecte-urbaniste Edward H. Bennett ont amélioré les éléments architecturaux des ponts, y compris les ponts bâtis. Beaucoup de ces ponts sont remarquables de par leurs conceptions, leurs esthétiques et leurs styles architecturaux éclectiques qui intègrent des éléments de styles Art déco, Beaux-Arts, moderne, Chicago et postmoderne. La plupart des ponts basculants ont été construits dans les années 1920 et les années 1930, à l'exception du pont de Dearborn Street qui a été construit en 1962. Au début de la Seconde Guerre mondiale, le nouveau pont de Western Avenue a été temporairement converti en pont levant et des machines ont été installées dans d'autres travées du canal sanitaire et fluvial de Chicago pour permettre aux navires de guerre d'atteindre le golfe du Mexique. Situé sur la branche nord de la rivière Chicago, le pont de Kinzie Street est un vestige du passé industriel de Chicago et se trouve à un point de passage historiquement bien fréquenté. Inauguré en 1908, ce pont est devenu au moment de son achèvement, le pont basculant le plus long et le plus lourd au monde. Depuis 2007, le pont de Kinzie Street est protégé au titre des monuments historiques de la ville de Chicago.
Plusieurs ponts sont inscrits sur la liste des Chicago Landmarks (CL) par la ville de Chicago et sur celle des National Historic Landmarks (NHL) par le National Park Service. Les ponts les plus emblématiques de la rivière Chicago sont les ponts de Madison Street (Madison Street Bridge ; 1922), State Street (State Street Bridge, officiellement Bataan-Corregidor Memorial Bridge ; 1948), Adams Street (Adams Street Bridge ; 1923), Michigan Avenue (Michigan Avenue Bridge, officiellement DuSable Bridge ; 1920), Saint-Charles (St. Charles Air Line Bridge ; 1919), Dearborn Street (Dearborn Street Bridge ; 1962), Kinzie Street (Kinzie Street Bridge officiellement Carroll Ave Railroad Bridge ; 1908), Wabash Avenue (Wabash Avenue Bridge ; 1930), La Salle Street (La Salle Street Bridge ; 1928) et Canal Street (Canal Street Railroad Bridge ; 1914).

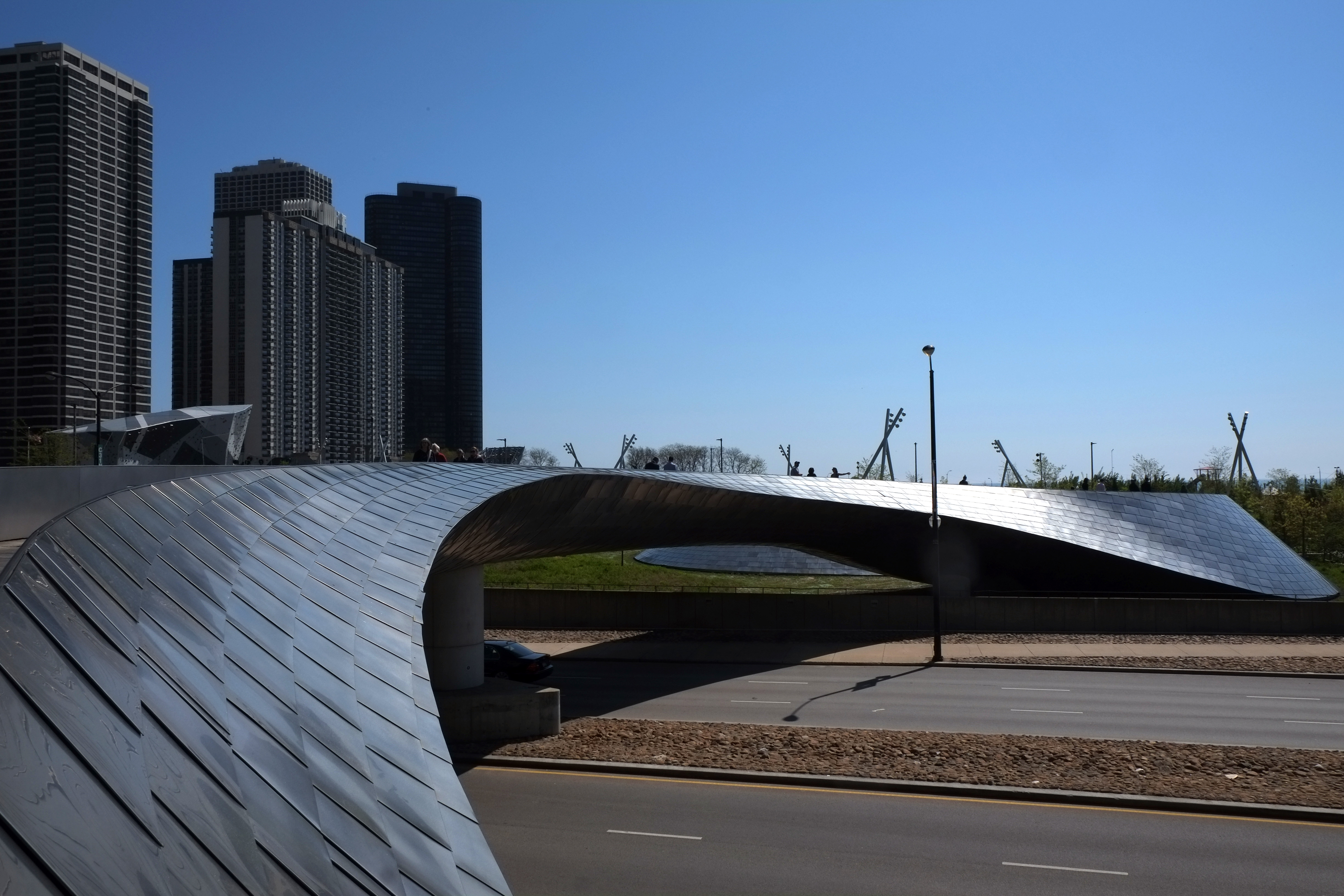
La passerelle BP (2004).

Bien que la majorité des ponts de Chicago soient des ponts historiques de près d'un siècle, il existe des ponts de conception beaucoup plus récente au design futuriste comme la passerelle BP (voir ci-contre). Ce pont piétonnier argenté et écailleux, dont le style est issu du déconstructivisme (un mouvement lié à l'architecture postmoderne), traverse plus de six voies de circulation au-dessus de Columbus Drive. La structure, recouverte par plus de 10 000 panneaux d'acier, permet aux personnes de passer du Millennium Park (à l'ouest) au Maggie Daley Park (à l'est). Achevé en 2004, le pont a été conçu au cœur de Grant Park par l'architecte canadien Frank Gehry, également responsable du pavillon Jay Pritzker situé juste à l'ouest. D'une longueur totale de 285 mètres, il est nommé pour la firme pétrolière britannique BP qui a fait don de 5 millions de dollars US (soit environ 4,7 millions d'euros) à la ville de Chicago pour sa construction,. Premier pont conçu par Gehry, sa forme se dessine comme celle d'un serpent et les panneaux d'acier qui recouvrent la passerelle sont disposés comme les écailles qui émergent du derme d'un animal.
Aujourd'hui, Chicago compte entre 37 et 43 ponts mobiles. Au moins 20 d'entre eux se trouvent dans le centre-ville. Pendant la saison de navigation à Chicago (qui s'étend du 15 avril au 15 novembre), plus de 52 000 bateaux traversent la rivière Chicago et les ponts s'ouvrent près de 30 000 fois dans l'année. La durée de levée et de descente des ponts prend entre huit et douze minutes environ. Les ponts qui enjambent la rivière Chicago au niveau du Loop et de Near North Side (entre Michigan Avenue et Orleans Street) figurent parmi les plus emblématiques de la ville. Ils constituent l'une des plus grandes collections de ponts historiques du pays, et aucune autre ville au monde ne possède autant de ponts mobiles que Chicago,.

### L'architecture résidentielle

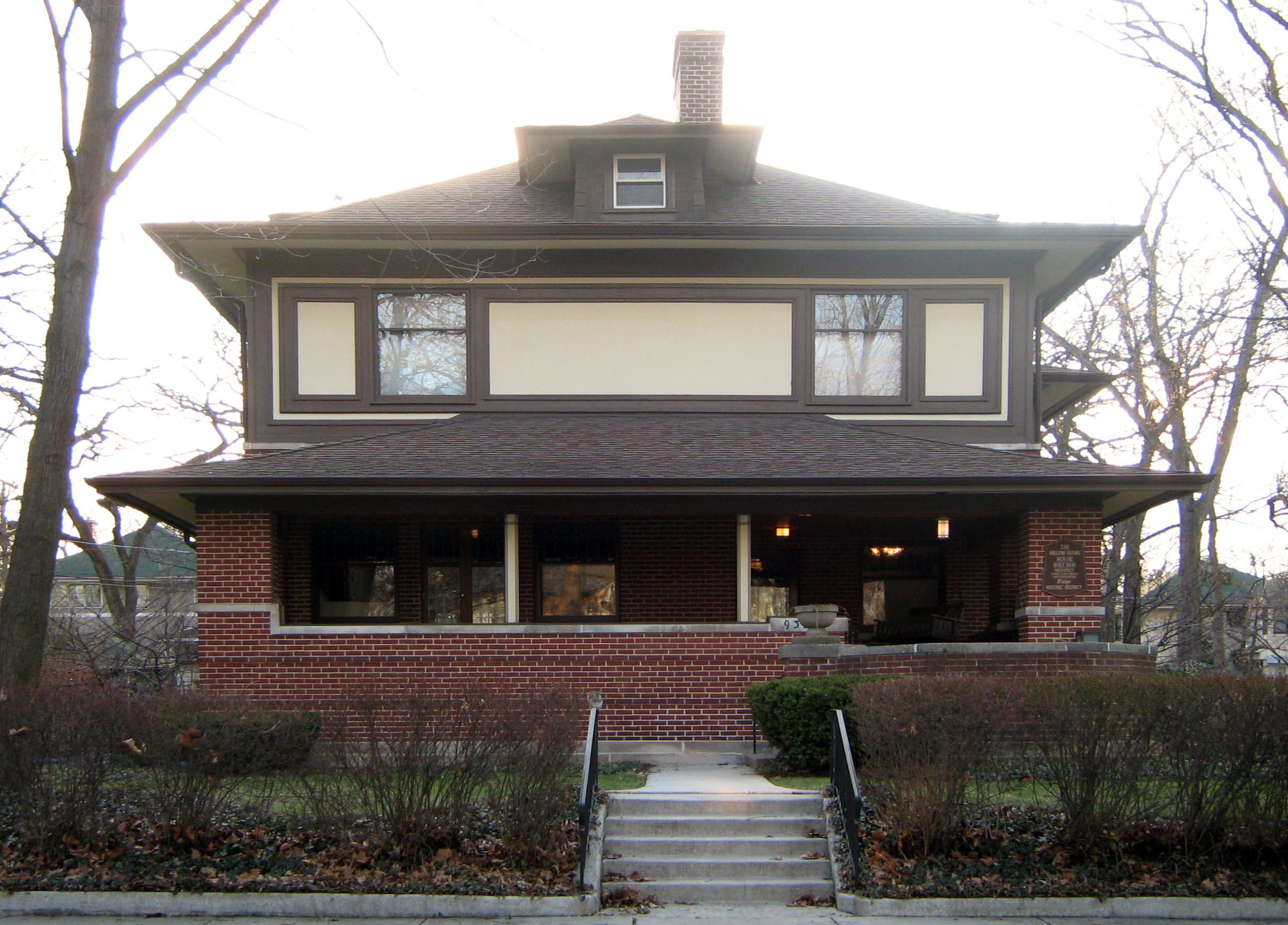
La William and Jessie M. Adams House (1901), l'une des principales réalisations de Frank Lloyd Wright, s'inspire de l'architecture japonaise.

Chicago possède de nombreux types de maisons (individuelles, mitoyennes, cottages ou de types duplex et triplex ; c'est-à-dire comportant plusieurs étages) aux styles architecturaux et aux conceptions aussi divers que variés. Plusieurs d'entre elles bénéficient d'une protection patrimoniale, à la fois au niveau municipal (Chicago Landmark) et fédéral (National Historic Landmark et Registre national des lieux historiques). L'école de la Prairie, un courant architectural ayant émergé dans le Midwest, compte plusieurs maisons de style Prairie houses dont la plupart ont été conçues par l'architecte Frank Lloyd Wright. On retrouve ce style, que l'on nomme communément le « style Prairie », principalement dans les secteurs de Rogers Park, Hyde Park et Beverly, ainsi que dans la petite ville voisine d'Oak Park.
Le style bungalow à Chicago se caractérise par sa vaste façade avant, des corps de bâtiments décalés l’un par rapport à l’autre, des variantes à toit plat à faible pente de style Bauhaus, le tout surmonté d'une lucarne symétrique. Il s'agit généralement de maisons unifamiliales de plain-pied. Les bungalows ont souvent un étage et demi sur un sous-sol, avec une grande baie vitrée à l'avant et une entrée latérale. Bien que le plan d'étage présente peu de déviations, les bungalows peuvent être revêtus de presque tous les matériaux, de la brique à la terre cuite, et présentent des éléments de conception inspirés du mouvement Arts and Crafts ou d'autres styles plus classiques. Aujourd'hui, il y a plus de 80 000 bungalows à Chicago qui constituent environ 1/3 des maisons individuelles à travers la ville.

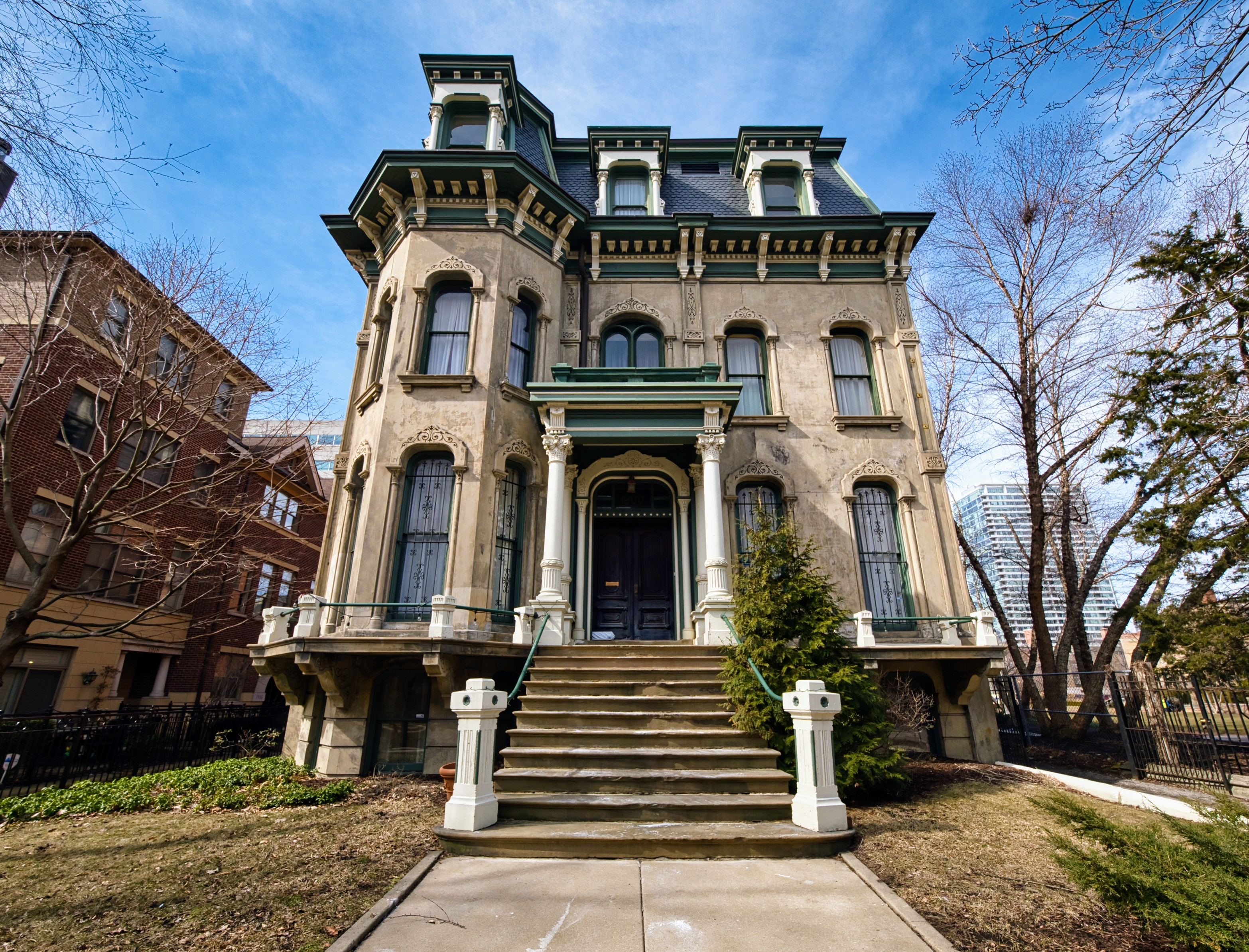
Maison de style Second Empire (1870), située sur Prairie Avenue.

Les rowhouses sont typiques des villes américaines et sont souvent construites en briques. On trouve des rowhouses dans presque tous les quartiers et secteurs de la ville. Après le Grand incendie de 1871, le style Second Empire (voir photo ci-contre) connut un important succès dans les constructions civiles et se caractérise par l’utilisation d’un toit mansardé ou brisé, à deux ou à quatre versants, avec un terrasson à pente douce et un brisis presque vertical percé de lucarnes, son rez-de-chaussée est surélevé, ses ouvertures sont réparties en travée régulière et ses façades sont articulées par des tourelles (secteurs de Near North Side, Near South Side, Edgewater et Lincoln Park). La fin du XIXe siècle fut également marquée par l'architecture néocoloniale (secteurs de South Shore, Forest Glen et Beverly), le style néo-roman (Palmer Mansion, 1885) et le style Queen Anne (secteurs de Hyde Park et Lakeview). Le style brownstone est prédominant dans certains secteurs de la ville, il s'agit d'un type de construction qu'il n'est pas rare de retrouver dans l'architecture des bâtiments résidentiels de Chicago. Il s'agit d'un type de maisons urbaines dont le matériau utilisé pour la construction est le grès rouge de Trias largement utilisé au milieu du XIXe siècle dans les villes du Nord-Est des États-Unis comme Boston et Philadelphie.
Entre les années 1870 et les années 1910, les maisons en rangée de type cottages étaient habitées essentiellement par des familles de travailleurs des usines et des abattoirs de la ville. Offrant un accès à la propriété plus abordable que les maisons individuelles traditionnelles, les cottages sont généralement caractérisés par leur petite taille et leur pignon orienté vers l'avant, et peuvent comporter un ou deux étages, le premier étant souvent en dessous du niveau de la rue. Les toitures de ces maisons sont abruptes et pointues, prenant la forme d’un « V » inversé avec une inclinaison d’au moins 30 degrés. En raison de leur taille et de leur faible coût, ces habitations ont toujours été flexibles en fonction des besoins et des désirs de leurs occupants, faisant de l'âge et du type de décoration, et même des matériaux de revêtement et des fenêtres, une coupe transversale des matériaux à travers le temps.

Différents types de maisons et de résidences
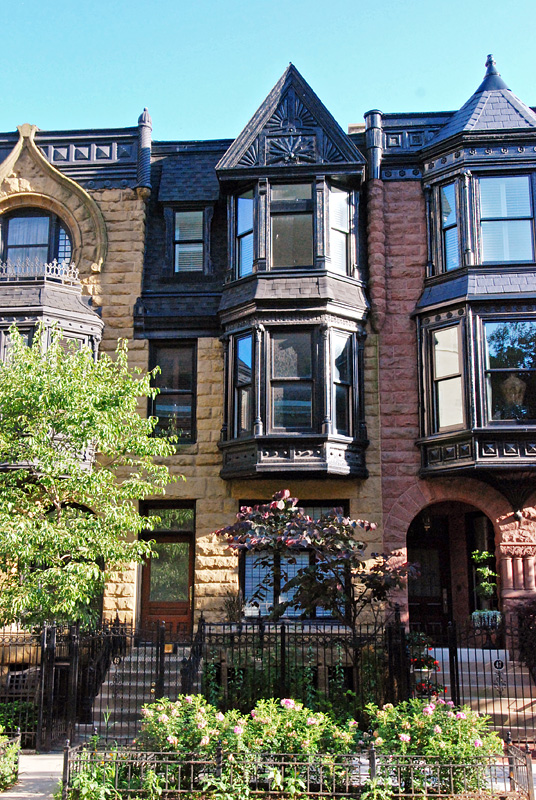
Maisons de ville du quartier historique de Gold Coast Historic District.
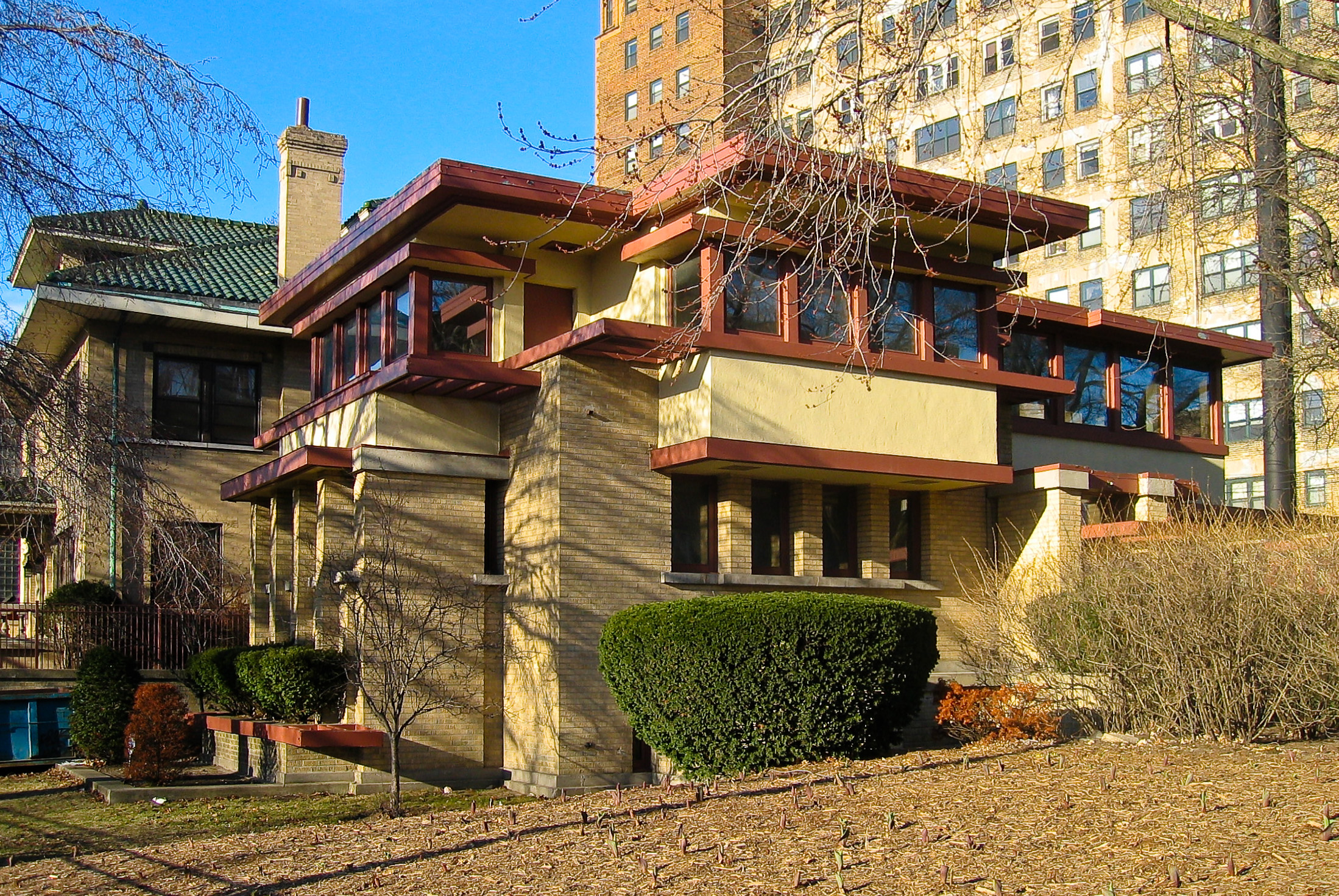
La Emil Bach House (1915), par Frank Lloyd Wright.
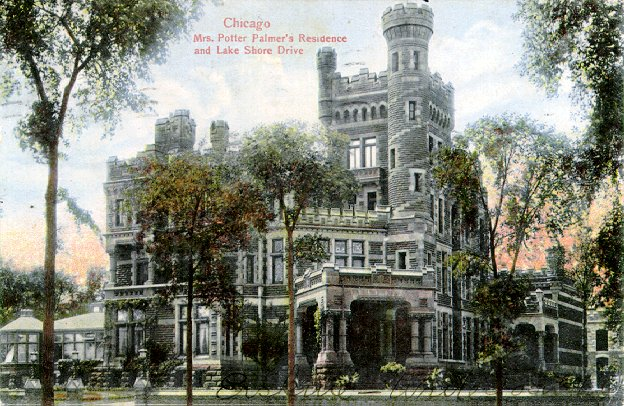
La Palmer Mansion fut l'une des plus grandes résidences privées de l'époque.
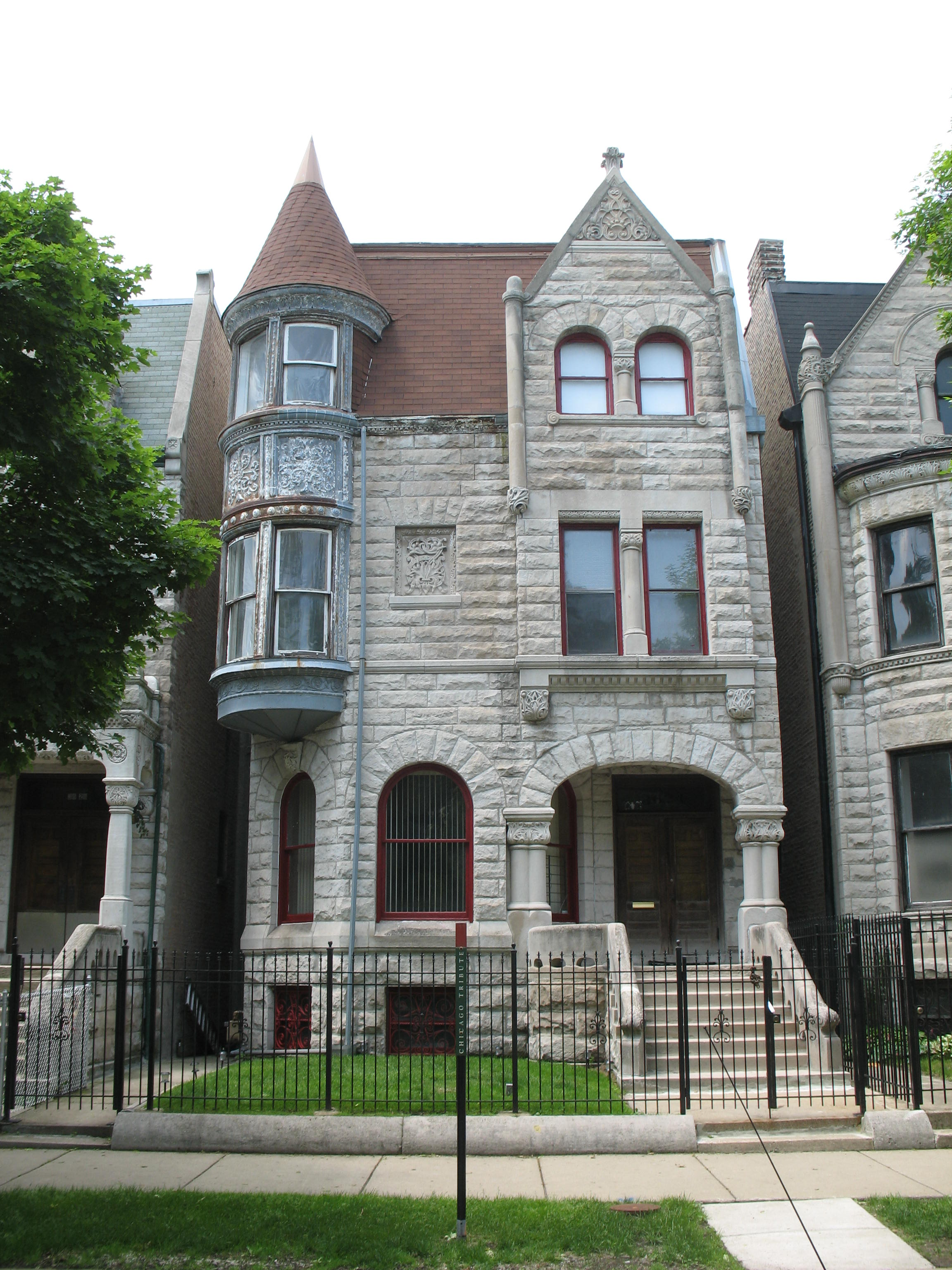
La Ida B. Wells-Barnett House (1889), dans le quartier de Bronzeville.
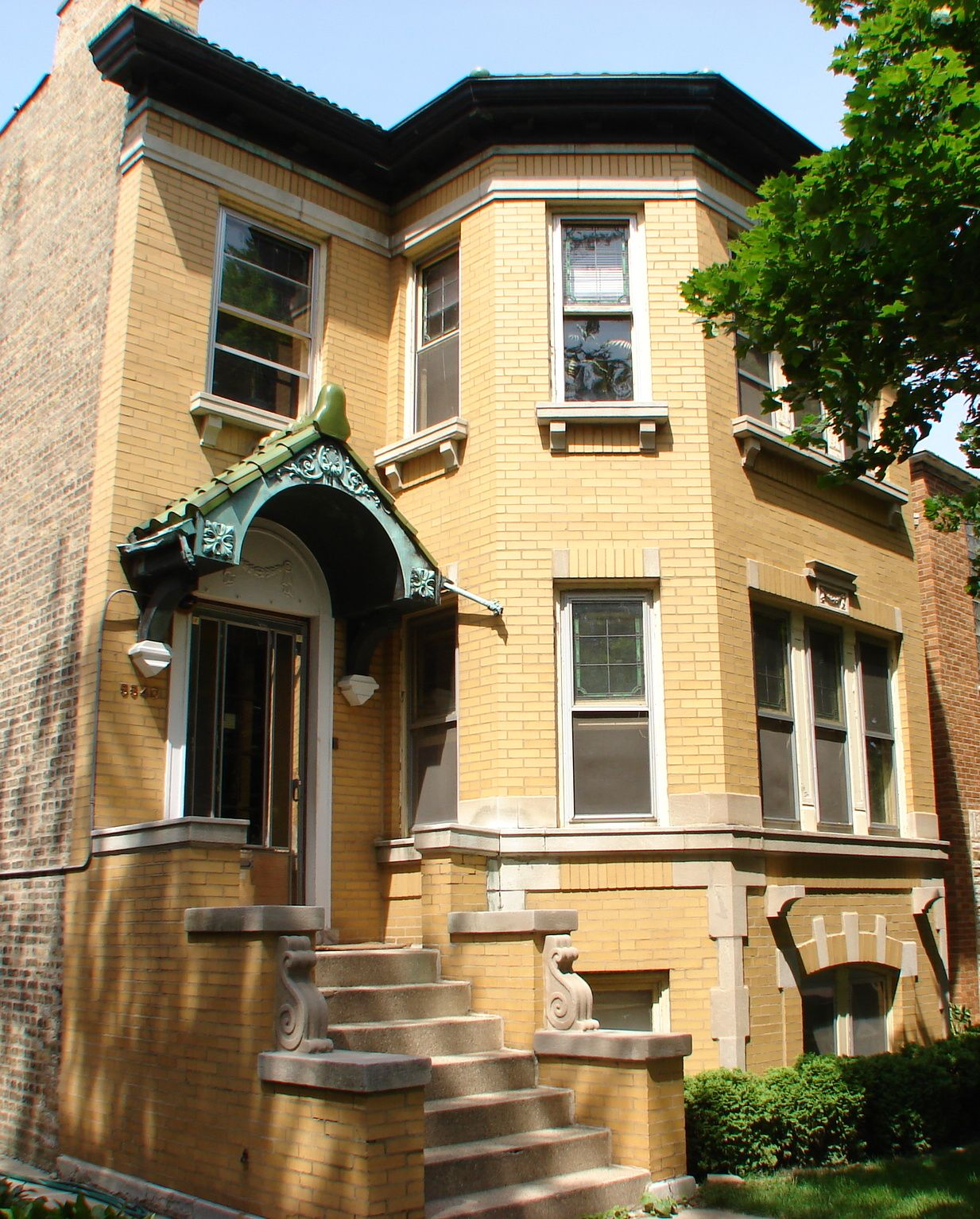
Un duplex typique du secteur de Portage Park.

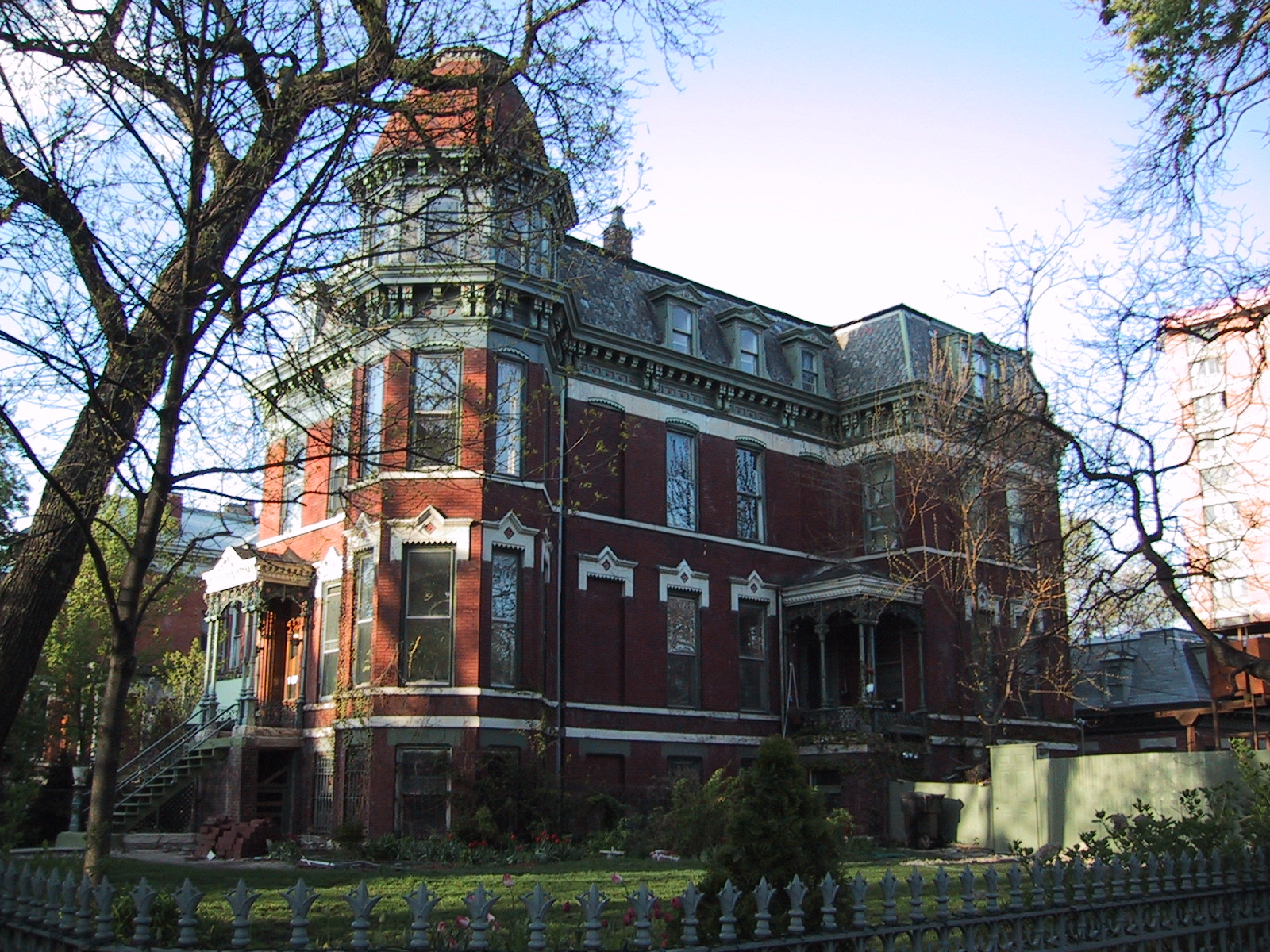
Manoir du XIXe siècle, dans le quartier de Wicker Park.
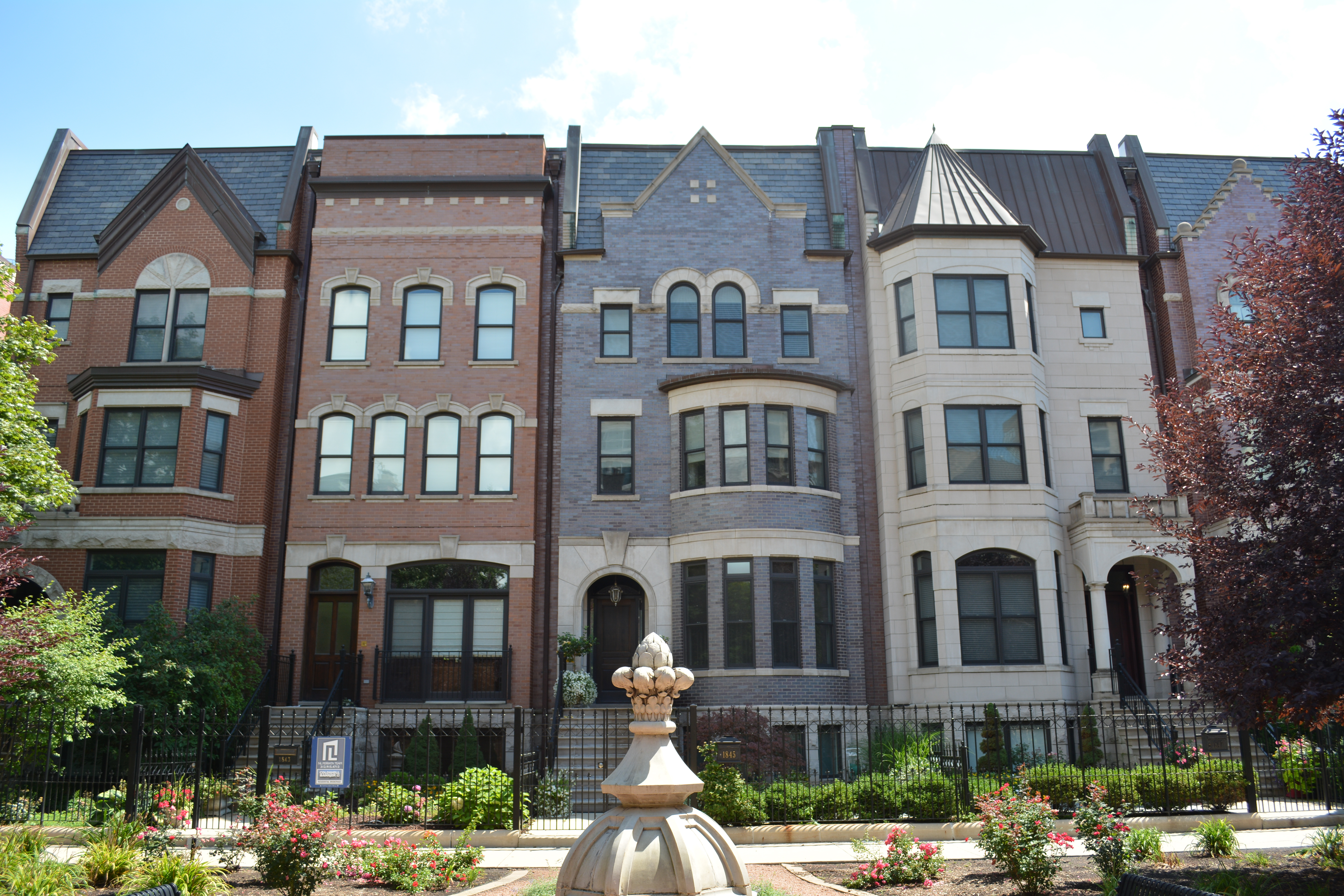
Rangée de triplex dans le secteur de Hyde Park.
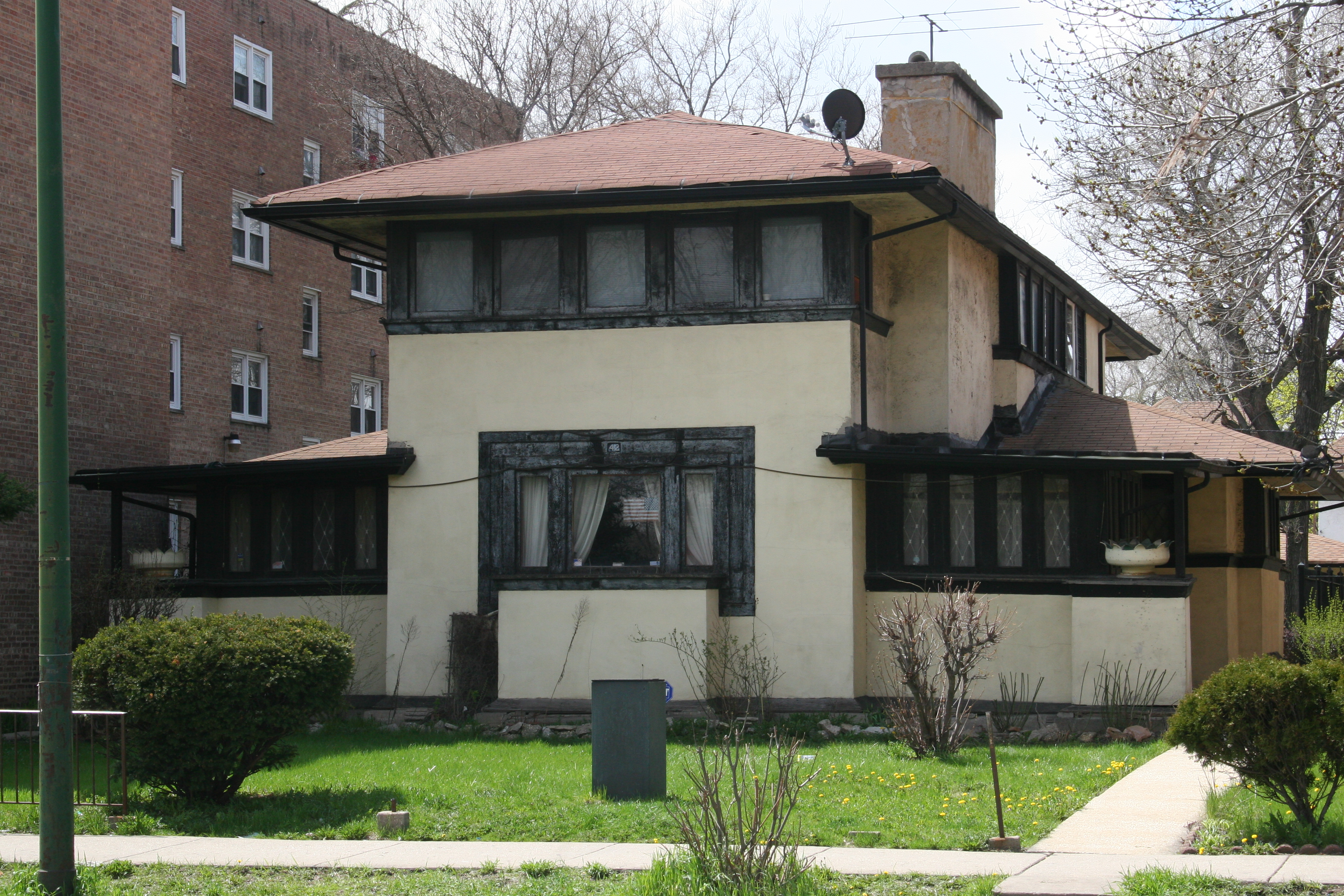
La J.J. Walser Jr. residence (1903), par Frank Lloyd Wright.
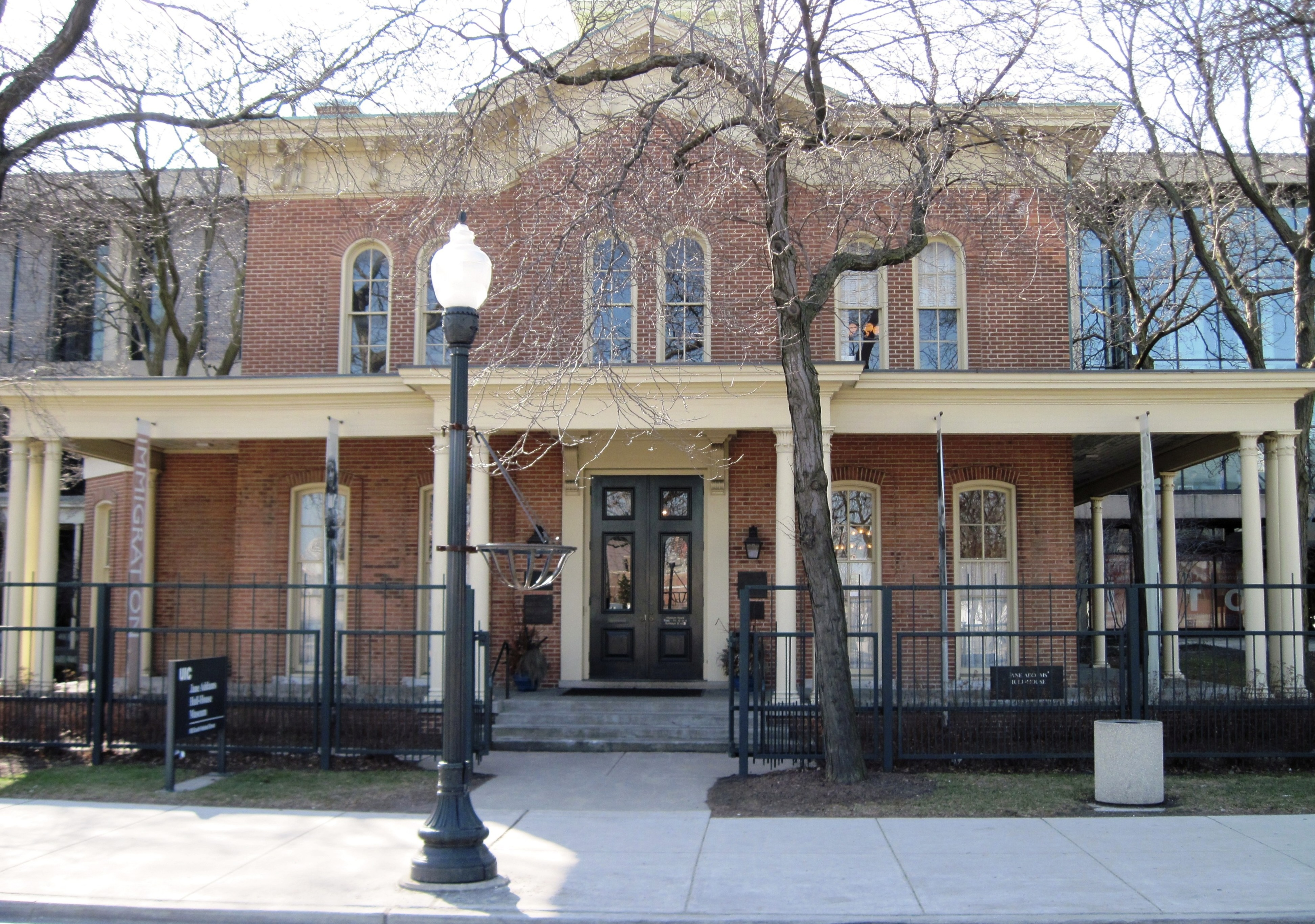
La Hull House (1889), par Irving Kane Pond et Allen Bartlitt Pond.
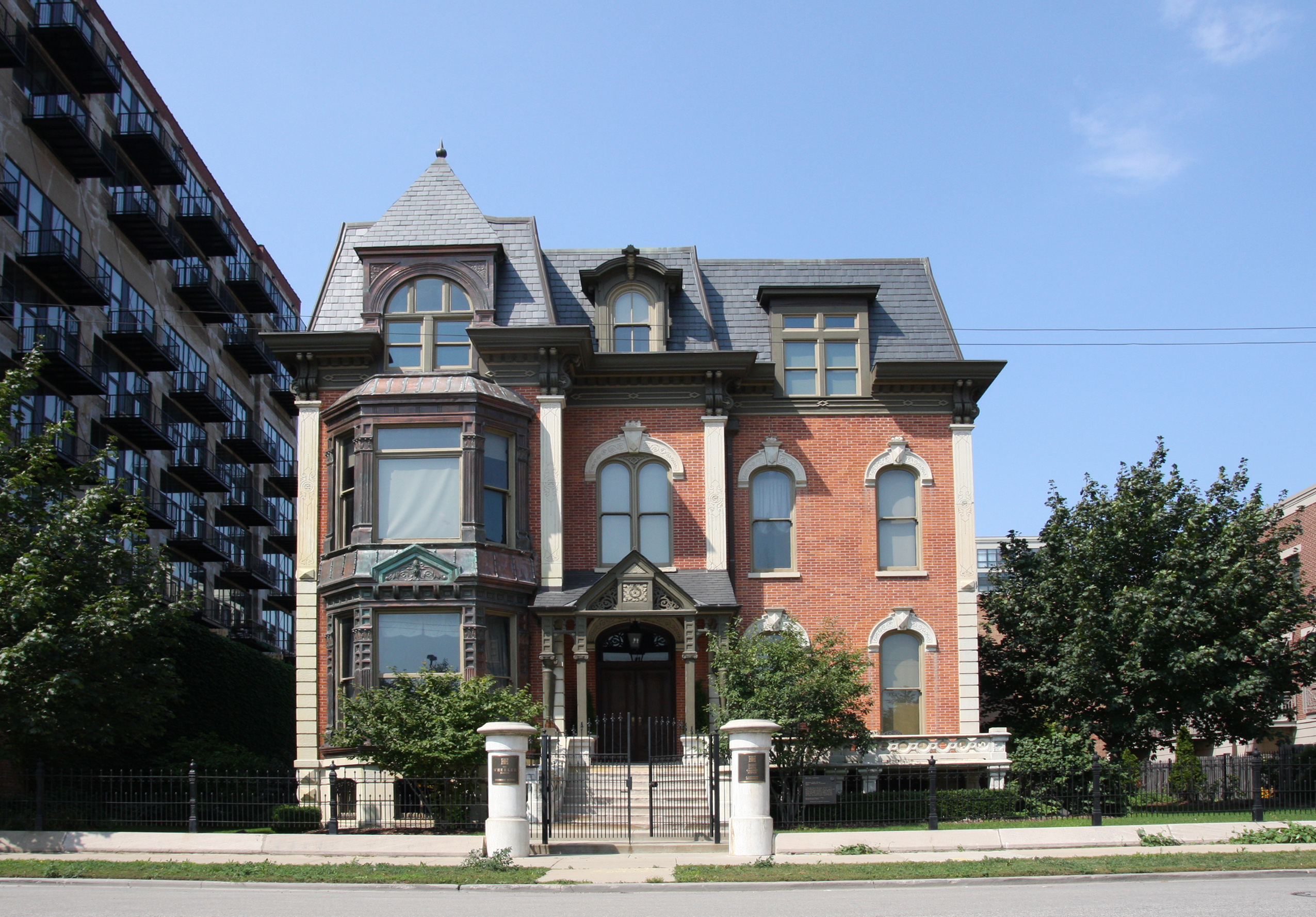
La Wheeler-Kohn House (1870), par Otis L. Wheelock.

### Grands projets urbains

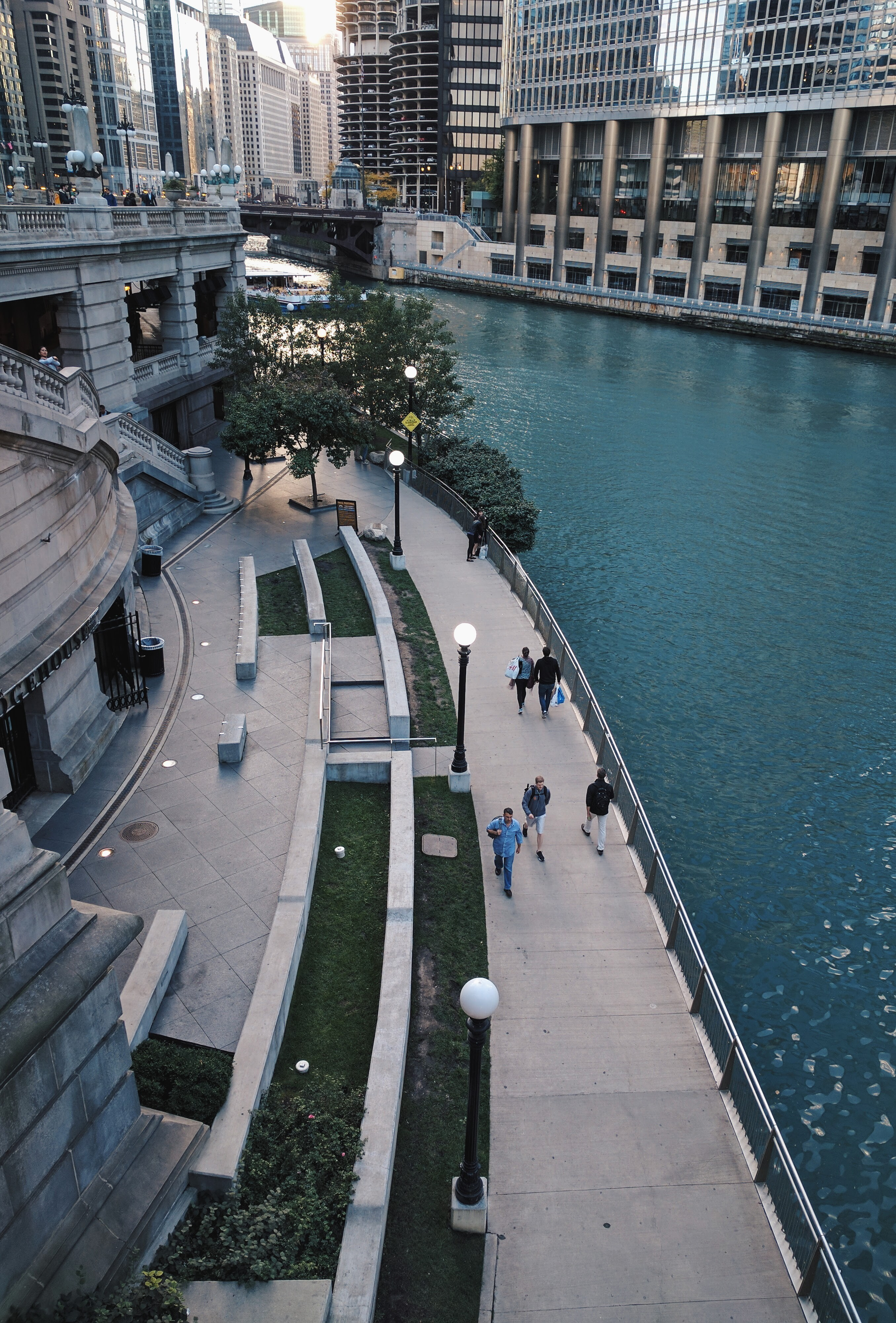
La Chicago Riverwalk, une promenade arborée longeant la rivière Chicago, fut l'un des projets urbains les plus importants de ces vingt dernières années (vue depuis le pont de Michigan Avenue).

De l'inversion du cours de la rivière Chicago à la construction des premiers gratte-ciel et de la Willis Tower (plus haute tour du monde de 1973 à 1998), en passant par le Plan Burnham, l'aménagement du Museum Campus et de la Chicago Riverwalk, la construction de la jetée Navy ou encore la création du Millennium Park, l'histoire du développement architectural et urbanistique de Chicago est riche d'ingénierie. Du début des années 1970 jusqu'à aujourd'hui, cette tradition de mégaprojets urbains et de constructions innovantes se perpétue à Chicago grâce à ses nombreuses ambitions et à son usage des techniques les plus récentes.
À la fin du XXe siècle, un grand nombre de nouveaux gratte-ciel sortirent de terre, manifestant ainsi la prospérité économique de Chicago. La superficie des espaces verts s'élargit et le centre-ville est rendu plus sûr la nuit. L'un des grands projets de la municipalité fut la Chicago Spire. Les travaux commencèrent en juin 2007 et durent s'achever en 2012, cependant la construction fut annulée à la suite de plusieurs conséquences liées à la crise économique mondiale de 2008. Le gratte-ciel, un immeuble résidentiel de forme hélicoïdale devant contenir environ 1 200 appartements, était l'œuvre de l'architecte espagnol Santiago Calatrava Valls et devait être le plus haut du continent américain avec 150 étages et 609,60 mètres de hauteur.
Le Old Chicago Main Post Office Redevelopment est un projet de gratte-ciel situé le long de la rivière Chicago dans la partie sud-ouest de Downtown Chicago, dont les travaux de construction se réaliseront en plusieurs phases étalées sur une période de dix ans. Ce projet coûtera environ 3,5 milliards de dollars et comprendra la rénovation du bâtiment historique du Old Chicago Main Post Office, ainsi que la construction de résidences, de commerces, de lieux de divertissement et de bureaux. Le plan comprend la construction de plusieurs tours, dont un double gratte-ciel. La plus haute des tours jumelles sera une tour mixte d'une hauteur d'environ 600 mètres (à hauteur du toit) pour 120 étages, dépassant à son achèvement le One World Trade Center à New York. Le 18 juillet 2013, le conseil municipal de Chicago vota et approuva ce projet qui deviendra à son achèvement le plus haut bâtiment des États-Unis et de l'hémisphère ouest.
Aménagée entre 2001 et 2016, la Chicago Riverwalk est une promenade arborée le long de la Main Branch (le bras principal) de la rivière Chicago et constitue l'un des plus grands projets urbains du centre de Chicago de ces vingt dernières années. Développée et financée par la ville de Chicago, elle fut construite et aménagée par le Chicago Department of Transportation (CDOT) sous la supervision de la municipalité et de la firme Skidmore, Owings and Merrill. Communément appelée « The Walk » (en français « la promenade ») par les Chicagoans, elle s'étend le long de la rivière Chicago, entre le quartier de New Eastside à l'est (au niveau du pont de la voie rapide de Lake Shore Drive) et le quartier de Wolf Point à l'ouest (au niveau du pont de Lake Street, à la confluence de la Main Branch, de la South Branch et de la North Branch de la rivière Chicago),. Elle comprend six sections ouvertes au public. La Riverwalk constitue à la fois une voie piétonnière et un lieu de détente bordé par des restaurants avec terrasses, des bars, des buvettes, des squares, des parcs, des aires de jeux pour les enfants, des points d'arrêts de bateau-bus, des stations de bateaux taxis, etc.
The 78, un projet de développement de 25 hectares dans la moitié ouest de Near South Side, consistera en plusieurs tours de bureaux et d'habitation, des gratte-ciel, des zones commerciales, et comprendra une promenade sur la branche sud de la rivière Chicago. L'appellation « The 78 » fait référence aux 77 secteurs communautaires de la ville de Chicago et le méga-développement vise à augmenter ce nombre d'une unité. La firme immobilière Related Companies, L.P. développera le site, et Skidmore, Owings and Merrill concevra le plan directeur du projet. Related Companies, L.P. a acquis le terrain en 2016,. D'un coût estimé à 7 milliards de dollars, le projet comprendra 10 000 unités résidentielles.

## Réalisations notables à Chicago

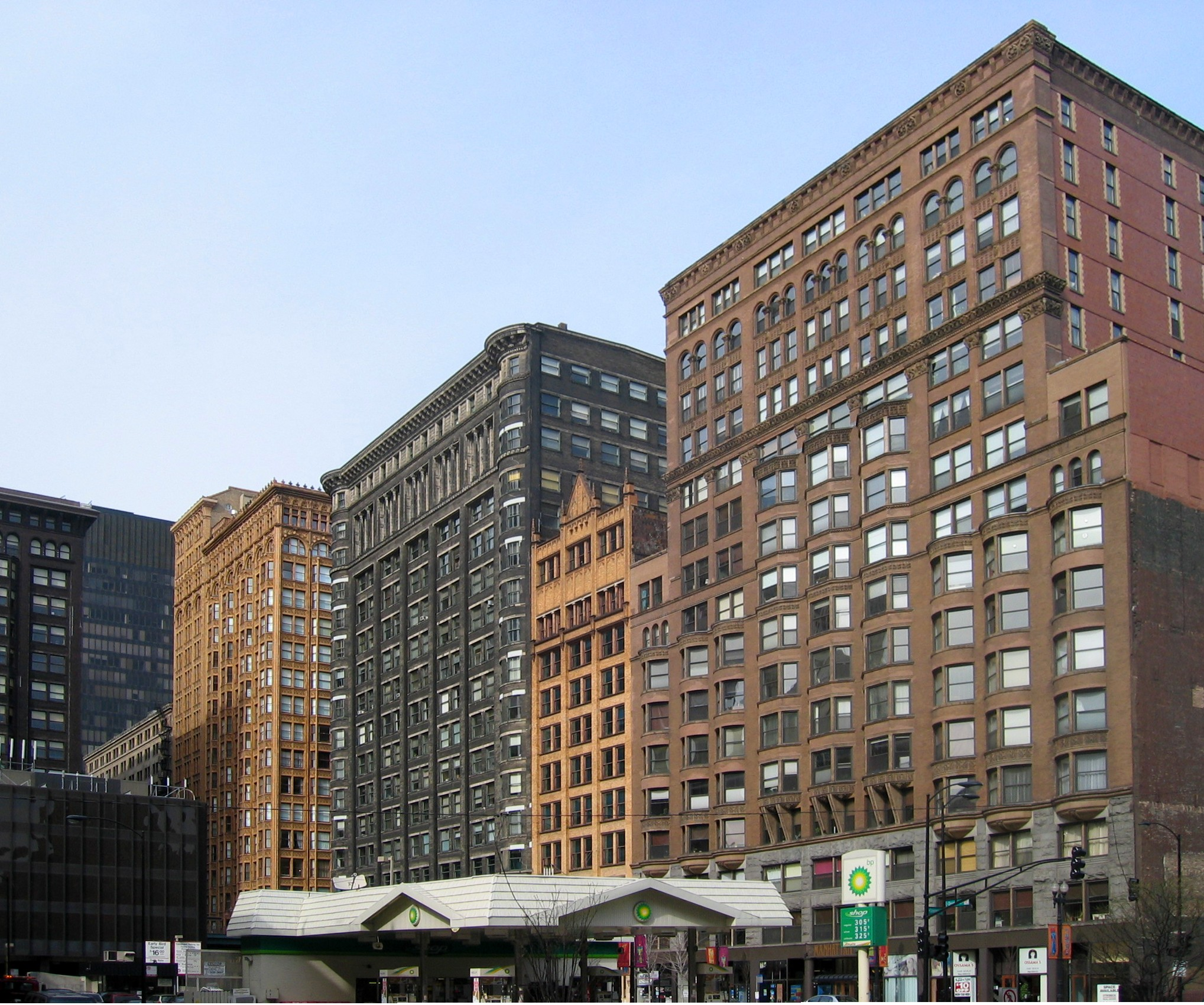
Le Manhattan Building.

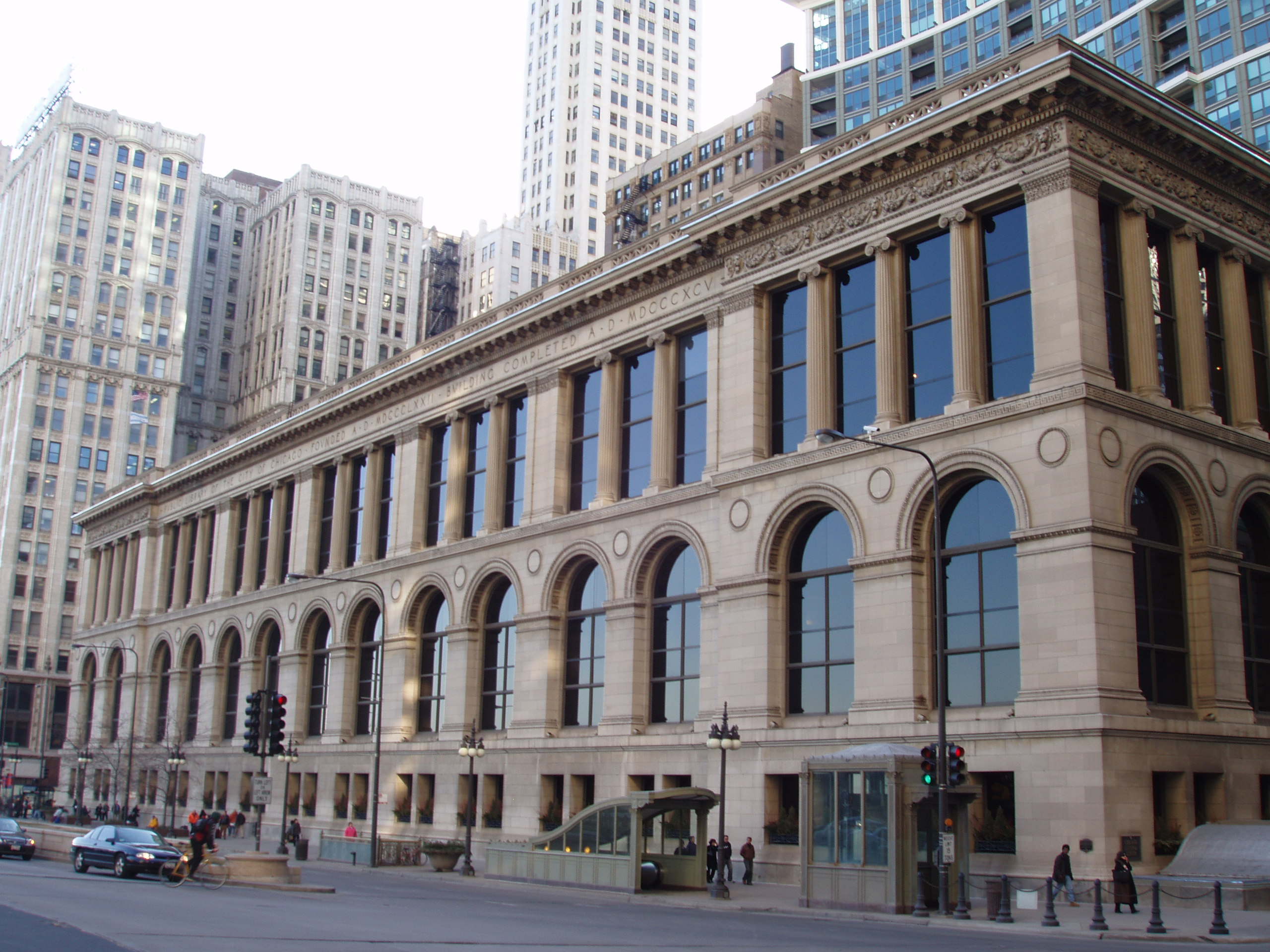
Le Chicago Cultural Center.

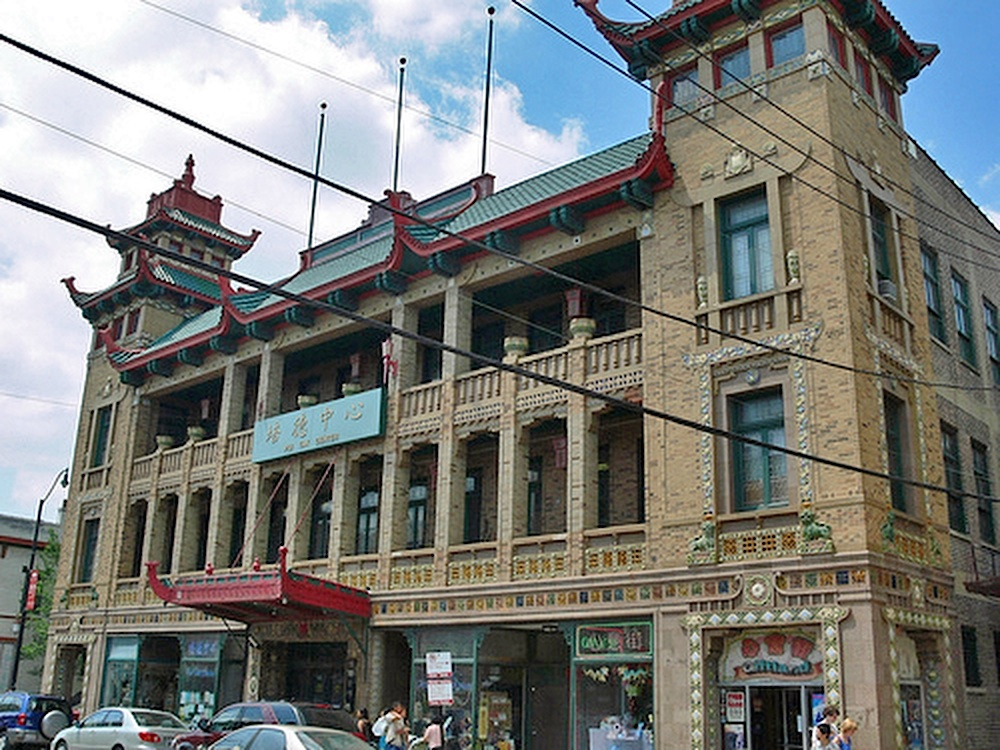
Le Pui Tak Center, un bâtiment emblématique de Chinatown.

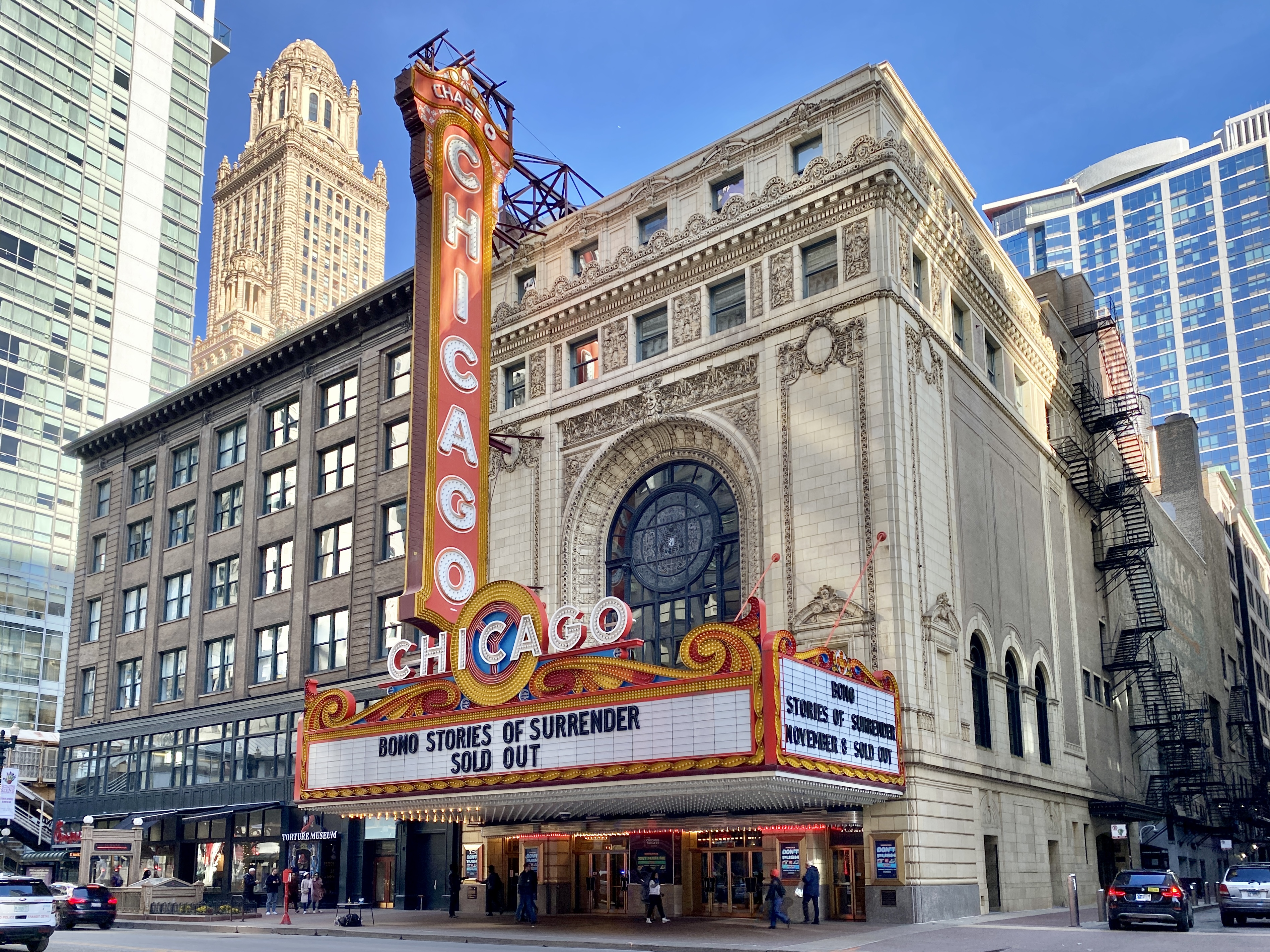
Le Chicago Theatre.

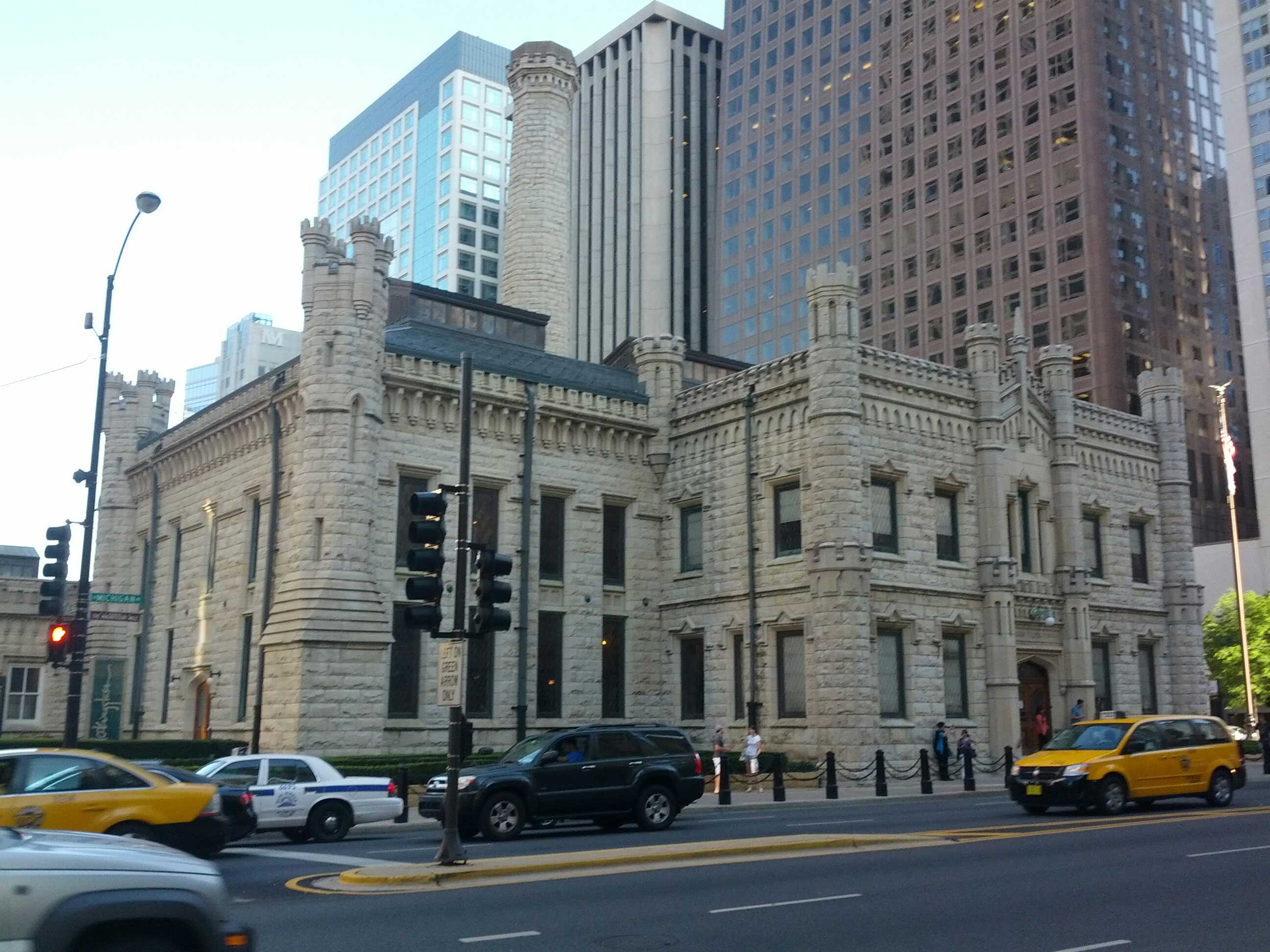
La Pumping Station.

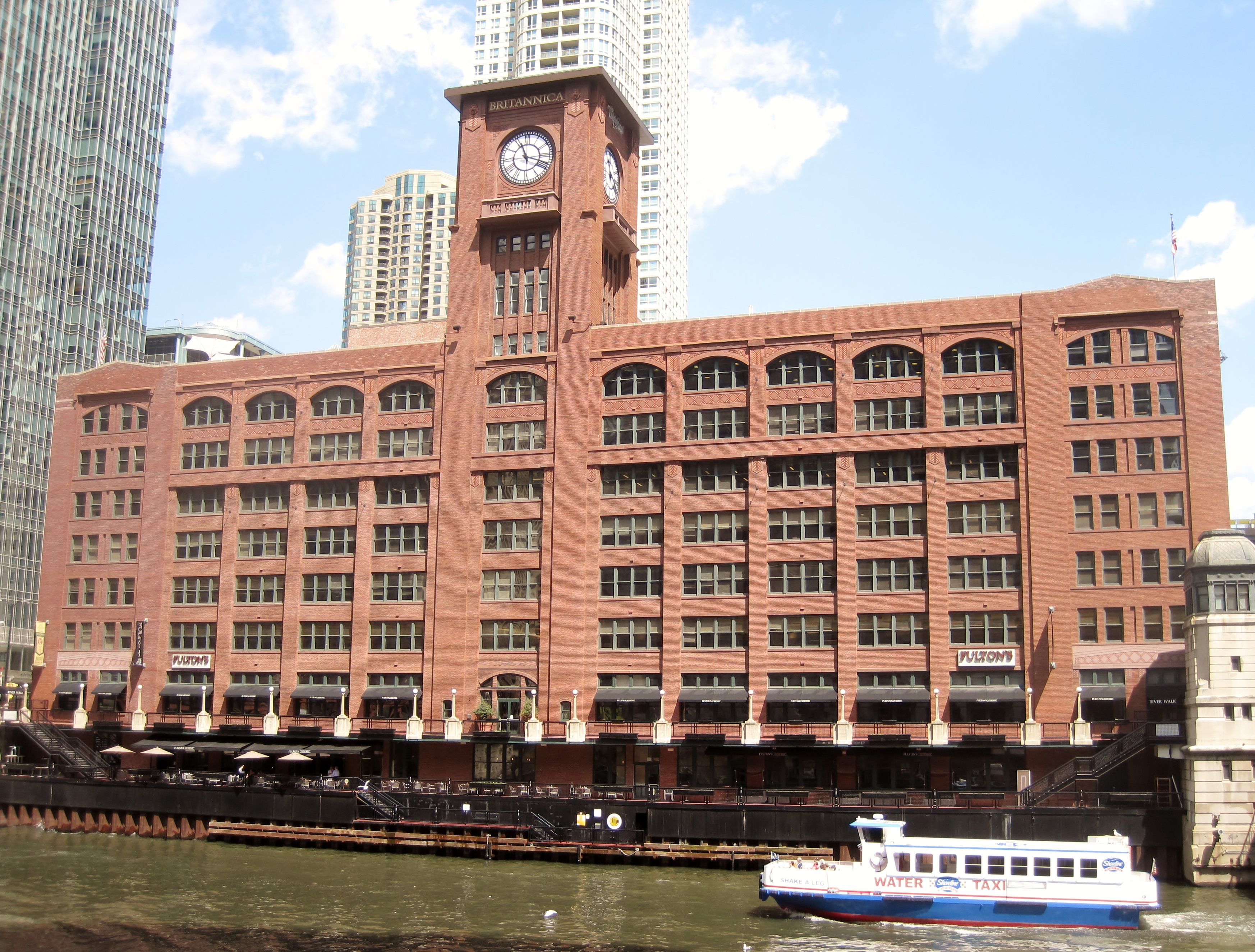
Le Reid, Murdoch & Co. Building.

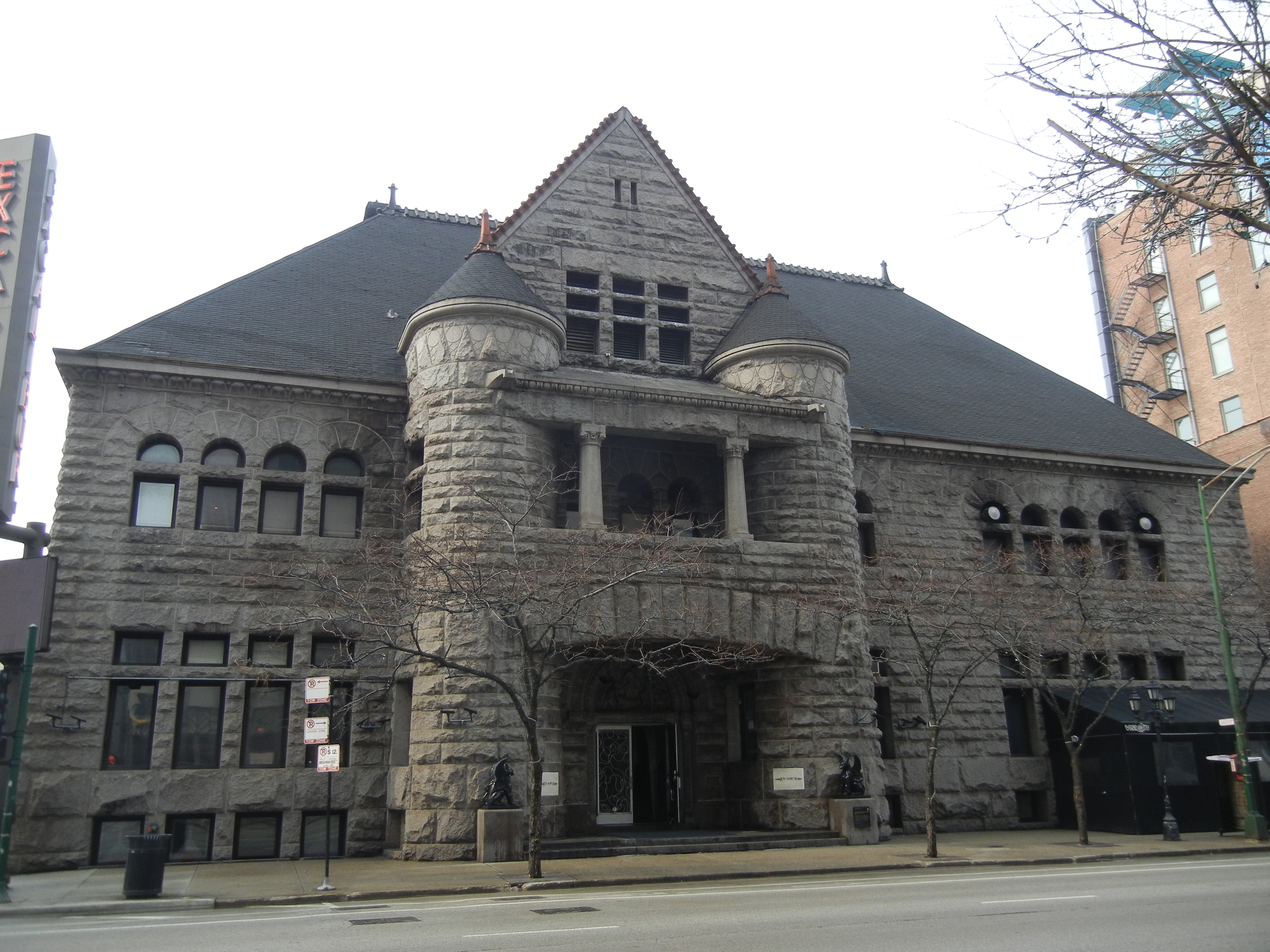
Le Former Chicago Historical Society Building.

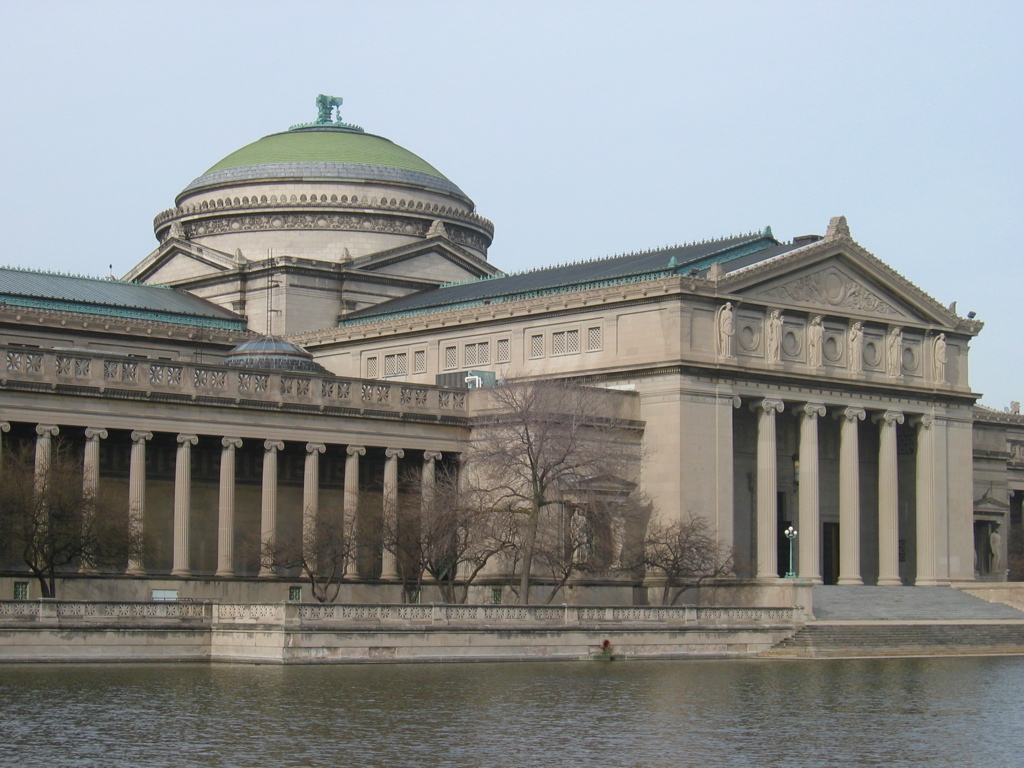
Le musée des Sciences et de l'Industrie.

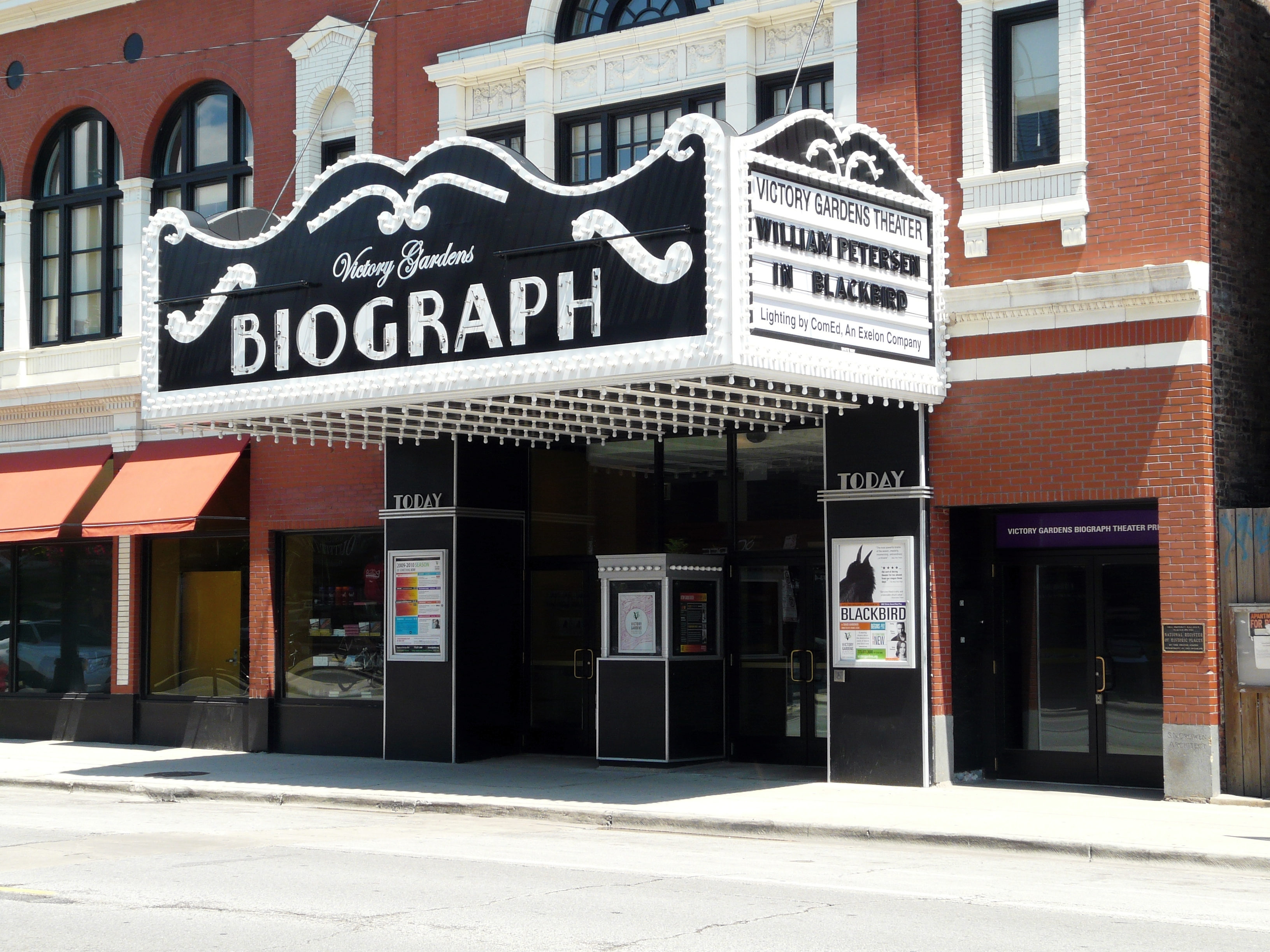
Le Biograph Theater.

Ci-dessous se dresse une liste des principaux édifices et/ou sculptures notables à Chicago, classés par ordre chronologique d'année de construction, avec le style architectural entre parenthèses, et le nom du/des architecte(s) ou cabinet(s) d'architecture(s). Les bâtiments démolis, les sculptures et les fontaines sont en italique.
- 1836 : Henry B. Clarke House (École de la prairie), John Rye
- 1857-1863 : Cathédrale Saint-Jacques (style néogothique), Edward J. Burling et William Backus
- 1869 : Chicago Water Tower (style néogothique), William W. Boyington
- 1869 : Pumping Station (style néogothique), William W. Boyington
- 1872 : Second Presbyterian Church (style néogothique), James Renwick
- 1872 : Delaware Building (Renaissance italienne), Wheelock & Thomas
- 1874-1915 : Cathédrale du Saint-Nom (style néogothique), Patrick Charles Keely
- 1883 : Gare de Dearborn (style néo-roman), Cyrus L. W. Eidlitz
- 1883 : Montauk Building (style Chicago), Daniel Burnham et John Wellborn Root ; démoli en 1902
- 1884 : Fine Arts Building (Art nouveau), Solon Spencer Beman
- 1885 : Home Insurance Building (style Chicago), William Le Baron Jenney ; plus haut gratte-ciel du monde (1885-1890) ; démoli en 1931
- 1885 : Palmer Mansion (style néo-roman), Henry Ives Cobb et Charles Sumner Frost
- 1887 : Marshall Field's Wholesale Store (style roman richardsonien), Henry Hobson Richardson ; démoli en 1930
- 1888 : Rookery Building (styles néo-roman, Queen Anne et Chicago), John Wellborn Root et Daniel Burnham
- 1889 : Auditorium Building (Art nouveau et style Chicago), Louis Sullivan et Dankmar Adler.
- 1889-1891 : Monadnock Building (style Chicago), Daniel Burnham et John Wellborn Root
- 1890 : Basilique Notre-Dame-des-Douleurs (style néo-Renaissance), Henry Engelbert
- 1890 : Gare de Grand Central (style néo-roman), Solon Spencer Beman ; démolie en 1971
- 1890-1894 : Reliance Building (style Chicago), firme de Daniel Burnham
- 1891 : Second Leiter Building (style Chicago), William Le Baron Jenney
- 1891 : Manhattan Building (style Chicago), William Le Baron Jenney
- 1892 : Masonic Temple Building (style Chicago), John Wellborn Root ; plus haut gratte-ciel du monde (1892-1894) ; démoli en 1939
- 1892 : Former Chicago Historical Society Building (styles néo-roman et néogothique), Henry Ives Cobb
- 1892 : Ludington Building (style Chicago), William Le Baron Jenney
- 1893 : Musée Field d'Histoire Naturelle (style néo-classique), Daniel Burnham
- 1893 : Congress Plaza Hotel (Art nouveau et style Chicago), Clinton J. Warren, Louis Sullivan et Dankmar Adler
- 1893 : Administration Building (éclectisme), Richard Morris Hunt ; démoli la même année
- 1893 : Phare de Chicago, phare maritime, United States Lighthouse Board
- 1893 : Musée des Sciences et de l'Industrie (éclectisme), Charles B. Atwood
- 1893 : Courthouse Place (style néo-roman), Otto H. Matz
- 1893 : Chicago Stock Exchange Arch, sculpture monumentale, Louis Sullivan et Dankmar Adler
- 1897 : Chicago Cultural Center (style néo-classique), Shepley, Rutan and Coolidge
- 1899 : Carson, Pirie, Scott and Company Building (style Chicago), Louis Sullivan
- 1903 : Cathédrale de la Sainte-Trinité (Art nouveau et Arts & Crafts), Louis Sullivan
- 1903-1904 : Railway Exchange Building (style Chicago), Frederick P. Dinkelberg
- 1904 : Symphony Center (style georgien), Daniel Burnham
- 1904-1905 : Chicago Savings Bank Building (style Chicago), Holabird and Root
- 1905 : Chicago Federal Building (style Beaux-Arts), Henry Ives Cobb ; démoli en 1965
- 1907 : Montgomery Ward Company Complex (style Chicago), Schmidt, Garden and Martin
- 1908-1910 : Blackstone Hotel (styles Beaux-Arts et Second Empire), Marshall and Fox
- 1909 : Colvin House (École de la prairie), George W. Maher
- 1909 : Robie House (École de la prairie), Frank Lloyd Wright
- 1911 : Peoples Gas Building (style Chicago), Daniel Burnham
- 1911 : Hôtel de ville de Chicago (styles néo-classique et Greek Revival), Holabird and Root
- 1911 : Wabash Avenue YMCA, centre communautaire, Robert C. Berlin
- 1911-1914 : Weeghman Park (renommé Wrigley Field en 1926), stade, Zachary Taylor Davis
- 1912-1914 : Biograph Theater (style néo-classique), Samuel Crowen
- 1913-1914 : Reid, Murdoch & Co. Building (style Chicago), George C. Nimmons
- 1914-1916 : Jetée Navy, Daniel Burnham et Edward H. Bennett
- 1916 : Edgewater Beach Hotel (style renouveau colonial espagnol), Marshall and Fox ; démoli en 1970
- 1919-1924 : Wrigley Building (Renaissance française), Graham, Anderson, Probst & White
- 1920 : Pont de Michigan Avenue, Edward H. Bennett
- 1921 : Chicago Theatre (styles Beaux-Arts et Chicago), Cornelius W. Rapp and George L. Rapp
- 1922 : Krause Music Store (Art nouveau), Louis Sullivan
- 1924 : Edgewater Beach Apartments (style Beaux-Arts), Marshall and Fox
- 1924 : Soldier Field, stade, Holabird and Root ; extension et rénovation (2003), Ben Wood et Carlos Zapata
- 1924 : Metropolitan Tower (style néo-classique), Graham, Anderson, Probst & White
- 1924 : Chicago Temple Building (style néogothique), Holabird and Root
- 1925 : Uptown Theatre (styles Tudor et Renouveau colonial espagnol), Cornelius W. Rapp and George L. Rapp
- 1925 : Tribune Tower (style néogothique), John Mead Howells et Raymond Hood
- 1925 : 35 East Wacker (style néo-classique), Frederick P. Dinkelberg
- 1926-1927 : Pui Tak Center (architecture chinoise et orientalisme), Christian S. Michaelsen et Sigurd A. Rognstad
- 1926 : Aragon Ballroom (baroque churrigueresque), Ralph D. Huszagh et Boyd Hill
- 1927 : Victory Monument, monument aux morts, John A. Nyden et Leonard Crunelle
- 1927 : 300 West Adams Building (style néogothique), Jens J. Jensen
- 1928 : Mather Tower (style néogothique), Herbert Hugh Riddle
- 1929 : Palmolive Building (Art déco), Holabird and Root
- 1929 : Powhatan Apartments (Art déco), Robert S. DeGolyer et Charles L. Morgan
- 1929 : InterContinental Chicago Magnificent Mile (style néo-mauresque), Walter W. Ahlschlager
- 1929 : Carbide & Carbon Building (Art déco), Daniel Burnham
- 1930 : Aquarium John G. Shedd (style néo-classique), Graham, Anderson, Probst & White
- 1930 : Chicago Board of Trade Building (Art déco), Holabird and Root
- 1930 : Merchandise Mart (Art déco), Graham, Anderson, Probst & White
- 1930 : Copernicus Center (styles maniériste et baroque), Rapp and Rapp
- 1934 : Field Building (Art déco), Graham, Anderson, Probst & White
- 1934-1960 : Institut de technologie de l'Illinois, SOM ; contient le Crown Hall (1956) de Ludwig Mies van der Rohe
- 1941 : The Aquitania (style néo-classique), Ralph C. Harris et Byron H. Jillson
- 1949-1952 : Appartements 860 et 880 Lake Shore Drive (style international), Ludwig Mies van der Rohe
- 1957 : Inland Steel Building (style international), Skidmore, Owings and Merrill
- 1961 : Pillar of Fire, sculpture monumentale, Egon Weiner
- 1964 : Marina City (architecture moderne), Bertrand Goldberg
- 1967 : Chicago Picasso, sculpture monumentale, Pablo Picasso
- 1968 : Lake Point Tower (style international), John Heinrich et George Schipporeit
- 1969 : 875 North Michigan Avenue (architecture expressionniste), Skidmore, Owings and Merrill
- 1973 : Flamingo, sculpture monumentale, Alexander Calder
- 1973 : Aon Center (moderne), Edward Durell Stone
- 1973 : Willis Tower (style international), Skidmore, Owings and Merrill ; plus haut gratte-ciel du monde (1973-1998) ; des États-Unis (1973-2013)
- 1975 : Kluczynski Federal Building (style international), Ludwig Mies van der Rohe
- 1979-1985 : James R. Thompson Center (architecture postmoderne), Helmut Jahn
- 1980 : Man Enters the Cosmos, sculpture monumentale, cadran équatorial, Henry Moore
- 1982 : NBC Tower (Art déco), Skidmore, Owings and Merrill
- 1984 : Monument à la bête debout, sculpture monumentale, Jean Dubuffet
- 1988-1990 : Two Prudential Plaza (style international), Loebl Schlossman & Hackl
- 1989 : Leo Burnett Building (postmoderne), Kevin Roche-John Dinkeloo and Associates
- 1989 : 900 North Michigan (postmoderne), Kohn Pedersen Fox
- 1991 : Harold Washington Library (postmoderne), Thomas Beeby
- 1991 : U.S. Cellular Field (renommé Guaranteed Rate Field en 2016), stade, Thornton Tomasetti
- 1991 : Musée d'Art contemporain de Chicago (moderne), Joseph Paul Kleihues
- 1992 : 77 West Wacker Drive (moderne), Ricardo Bofill
- 1999-2004 : Pavillon Jay Pritzker (déconstructivisme), Frank Gehry
- 2004 : Millennium Park, Frank Gehry et Kathryn Gustafson ; contient la Crown Fountain (2004) de Jaume Plensa, le pavillon Jay Pritzker (2004) et la Cloud Gate (2004) d'Anish Kapoor
- 2009 : Trump International Hotel and Tower (style international), Skidmore, Owings and Merrill
- 2021 : St. Regis Chicago (moderne), Jeanne Gang.

## Galerie d'images

### Bâtiments et monuments

Bâtiments et monuments historiques notables
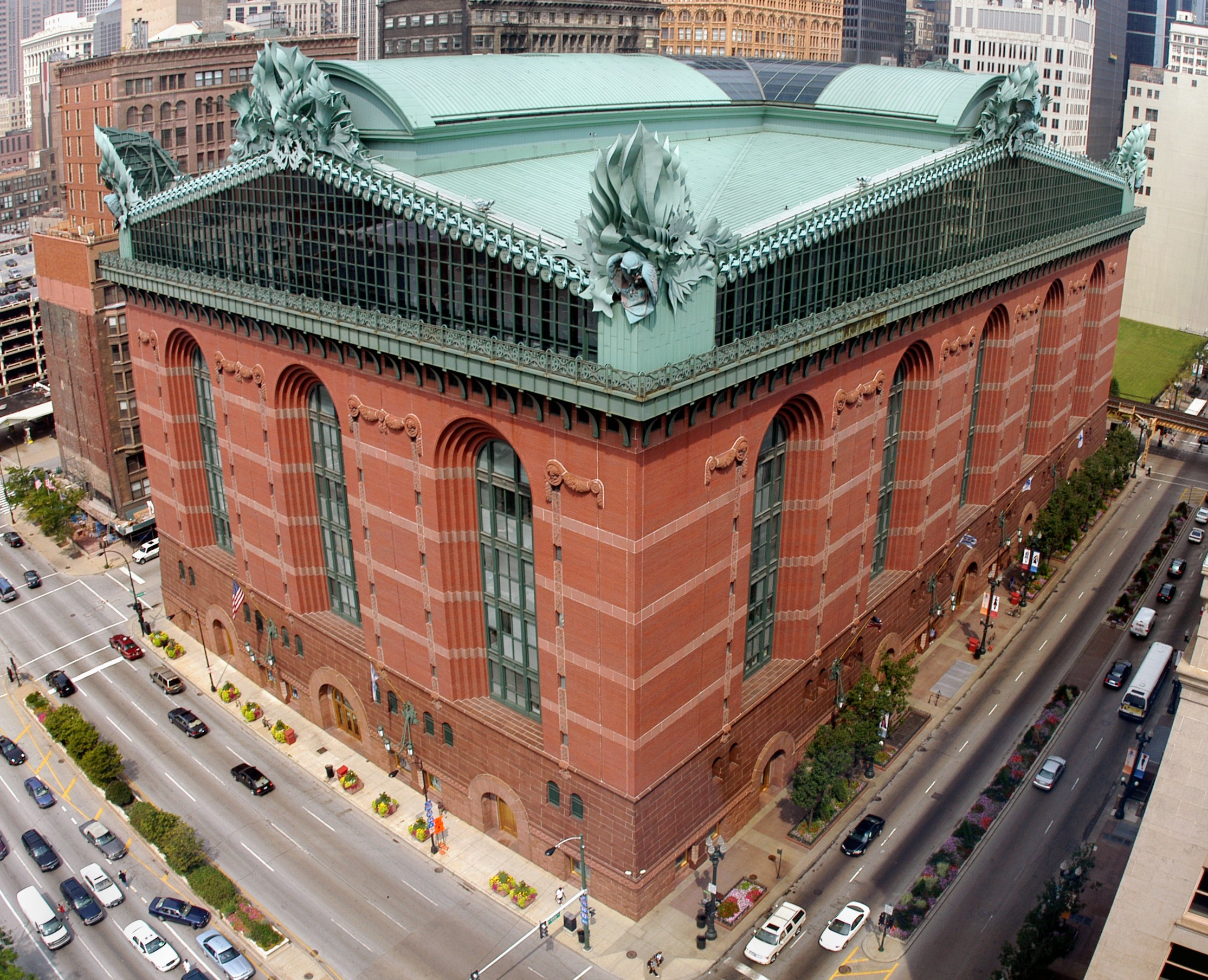
La Harold Washington Library, mouvement postmoderne.
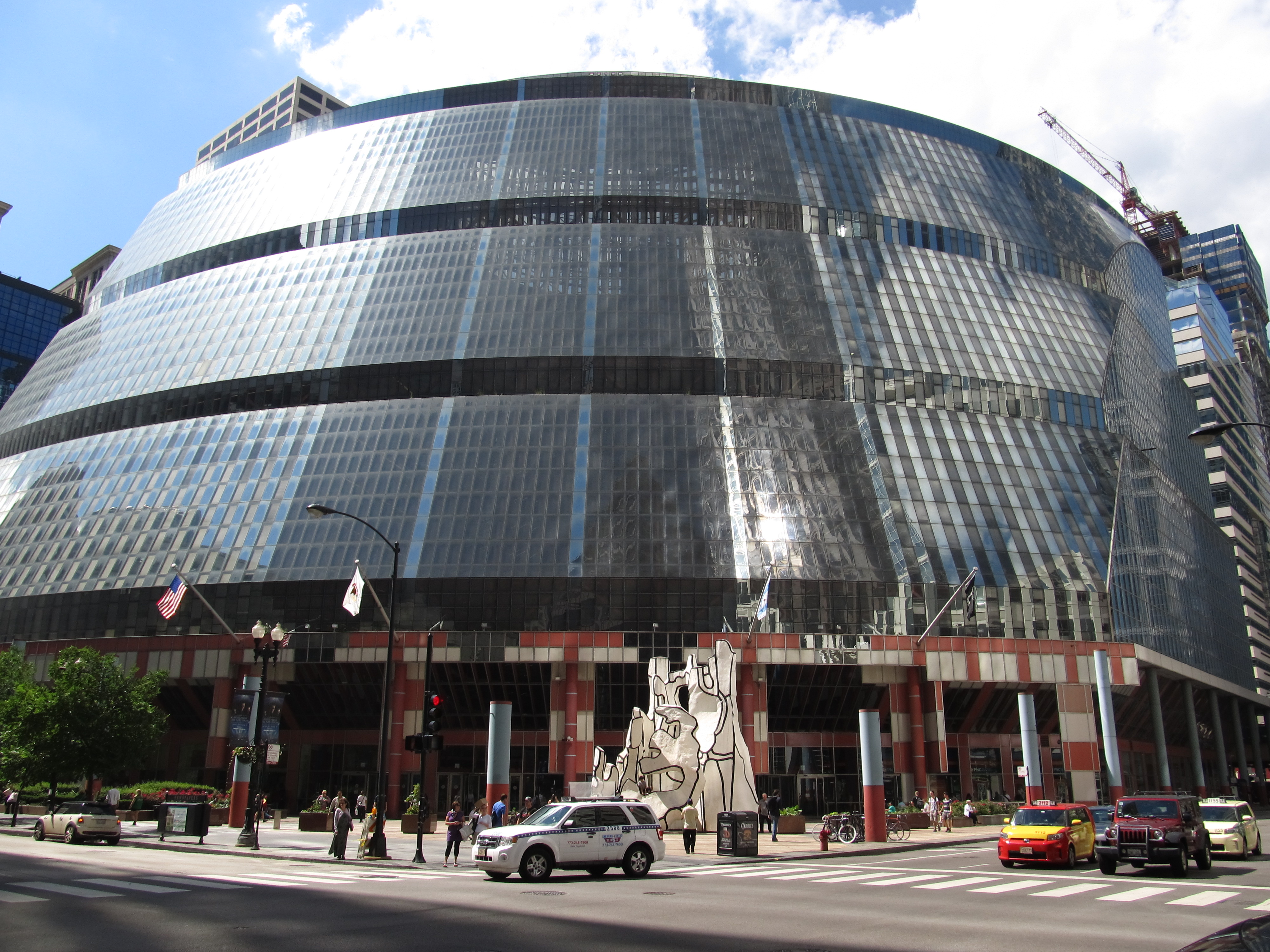
Le James R. Thompson Center, dans le secteur financier du Loop.
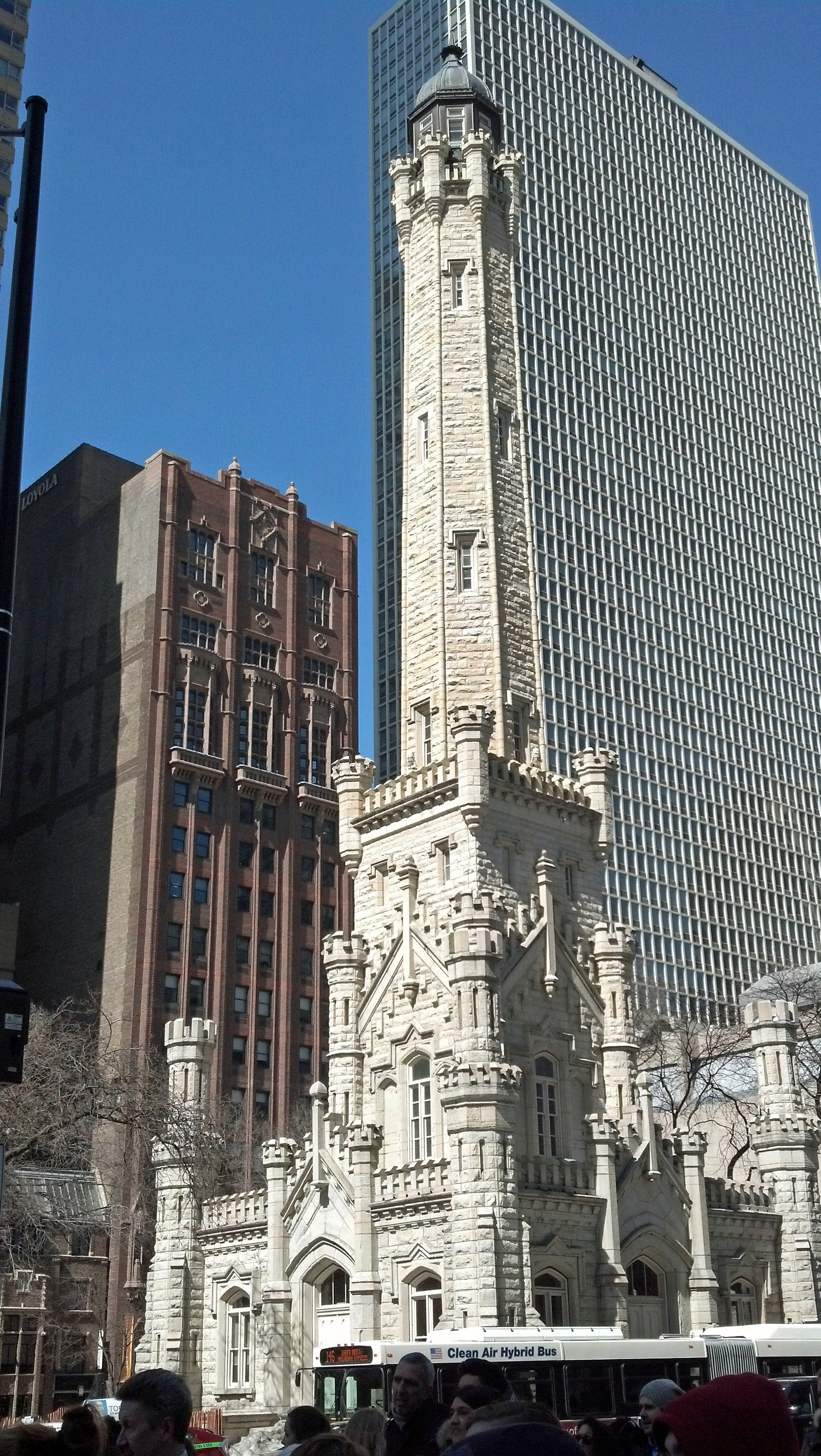
La Water Tower, un exemple du style néogothique, sur le Magnificent Mile.
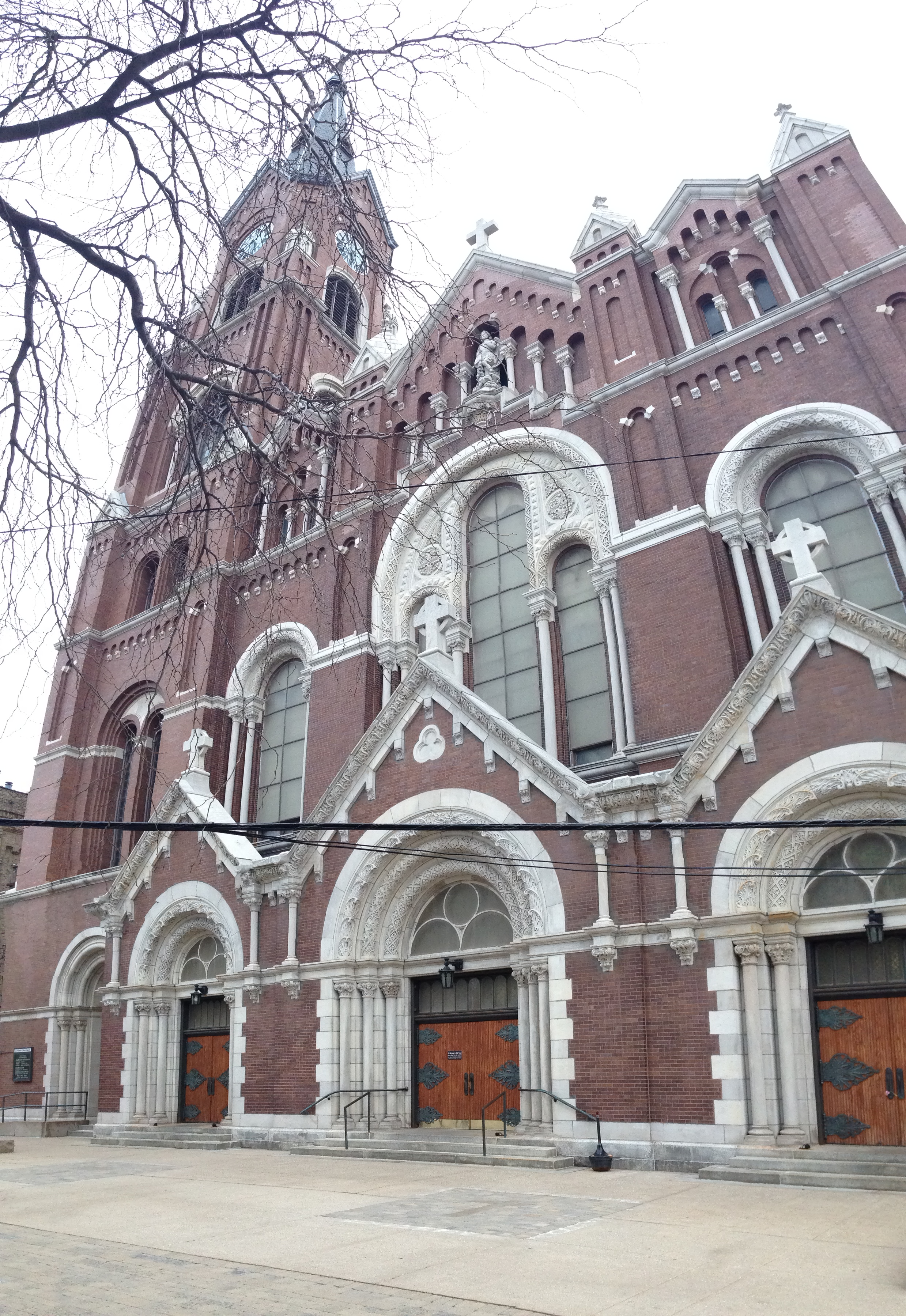
L'église Saint-Michel, de style néo-roman, dans le quartier de Old Town.
Le 35 East Wacker, un exemple du style néo-classique.

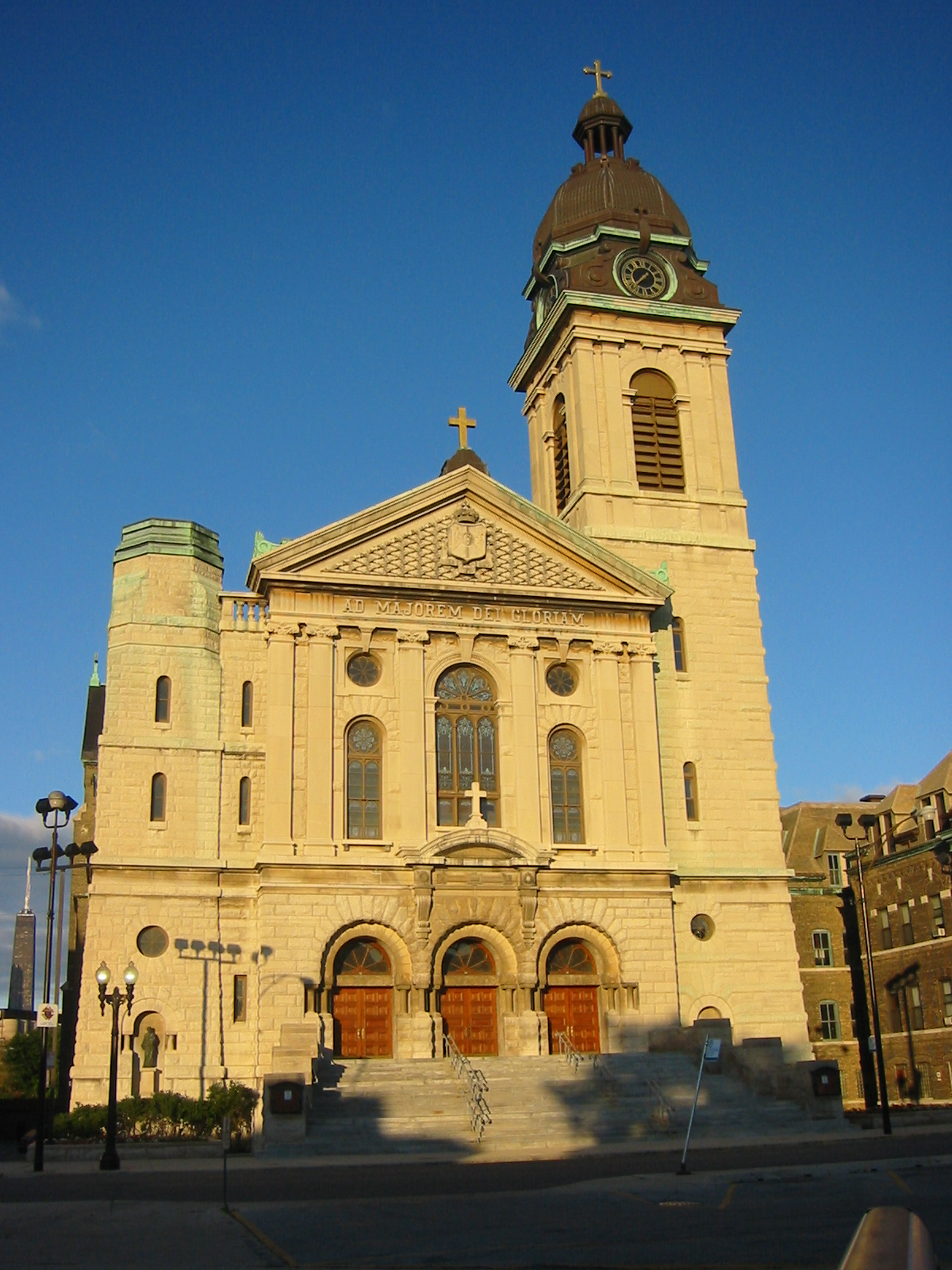
L'église Saint-Jean-de-Kenty, l'une des nombreuses églises polonaises de la ville.
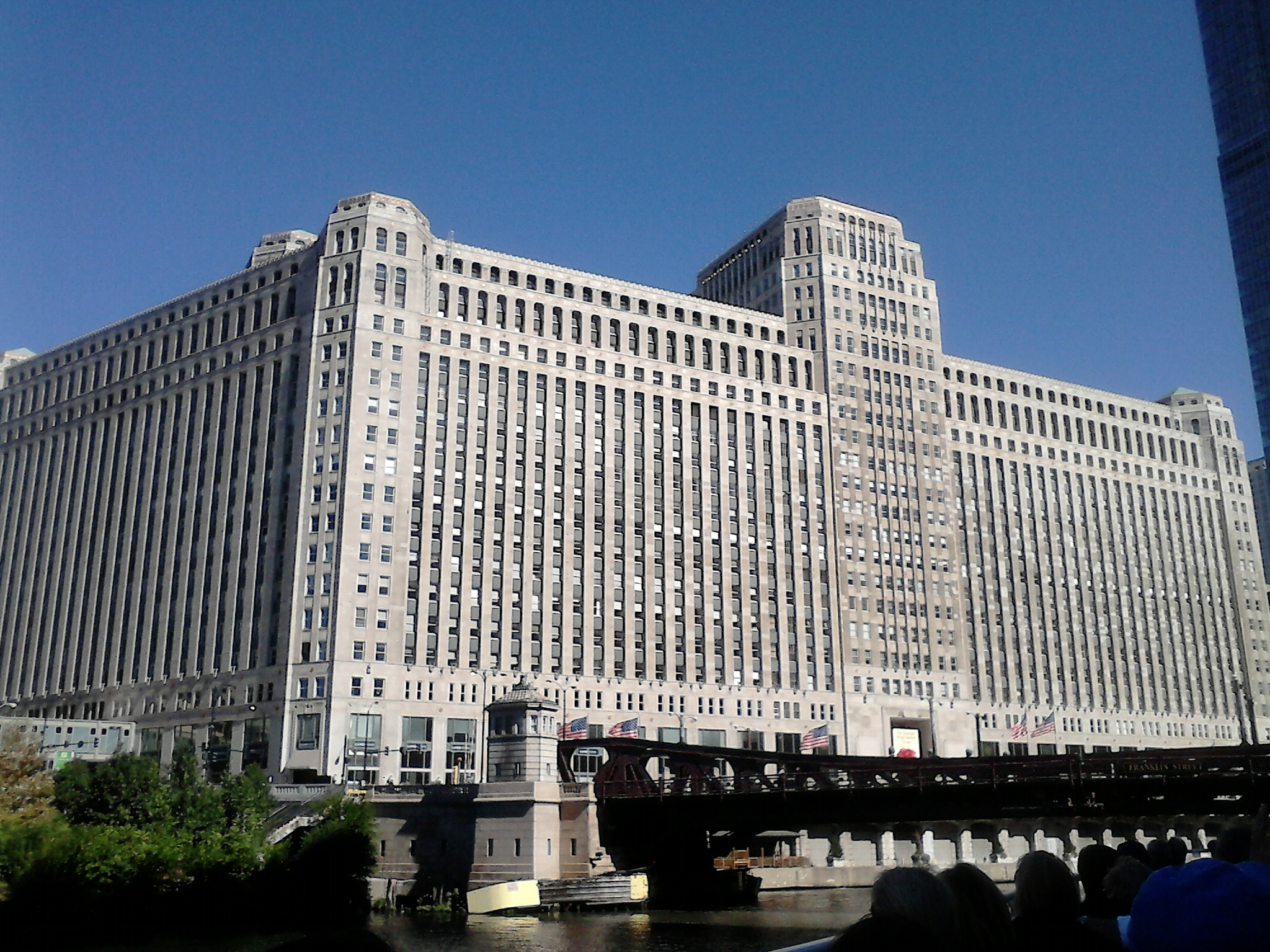
Le Merchandise Mart devient en 1930 le plus grand bâtiment au monde.
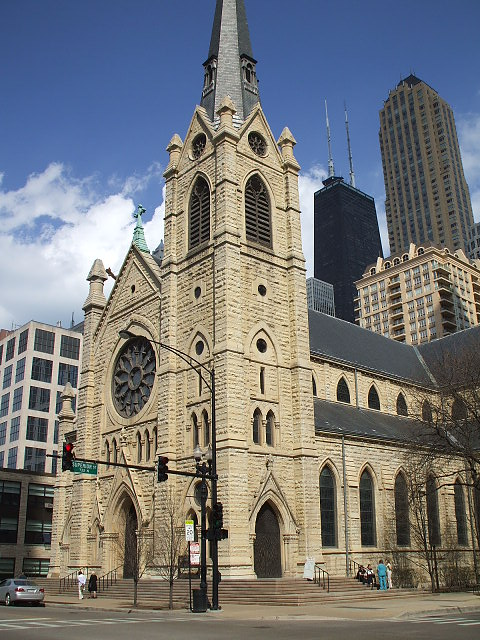
La cathédrale du Saint-Nom, de style néogothique.
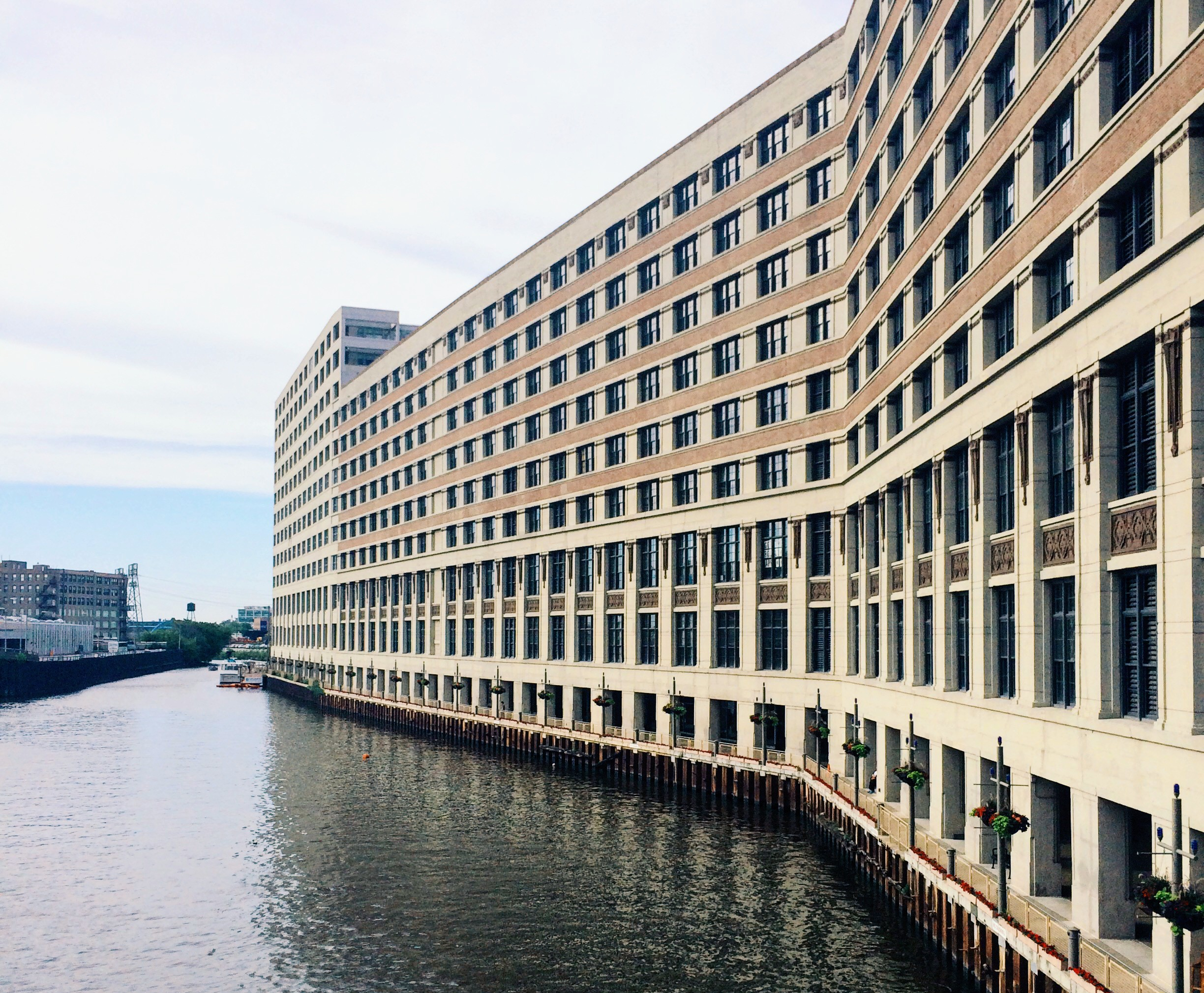
Le Montgomery Ward Company Complex, un exemple du style Chicago.
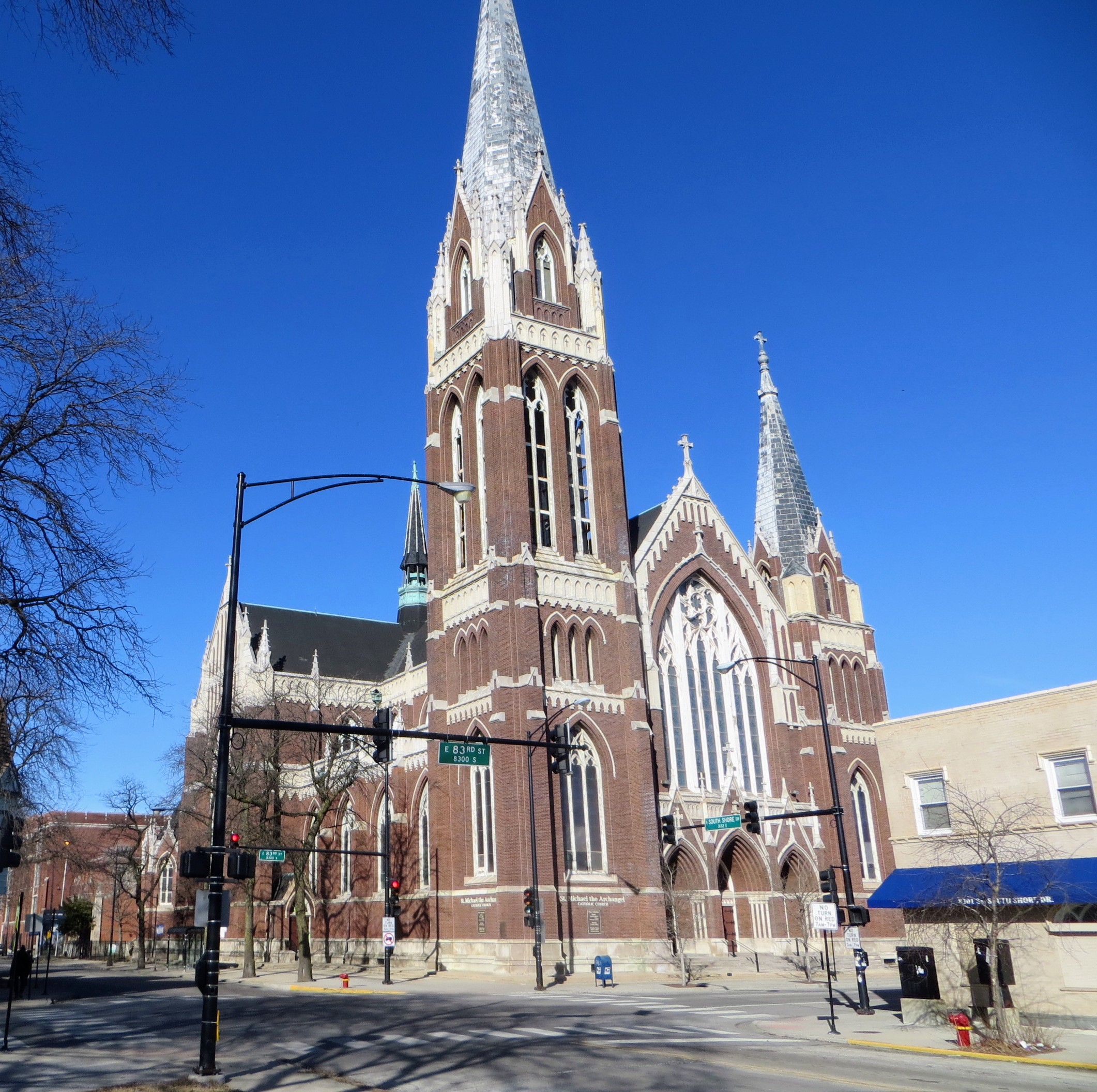
L'église Saint-Michel-Archange, de style gothique.

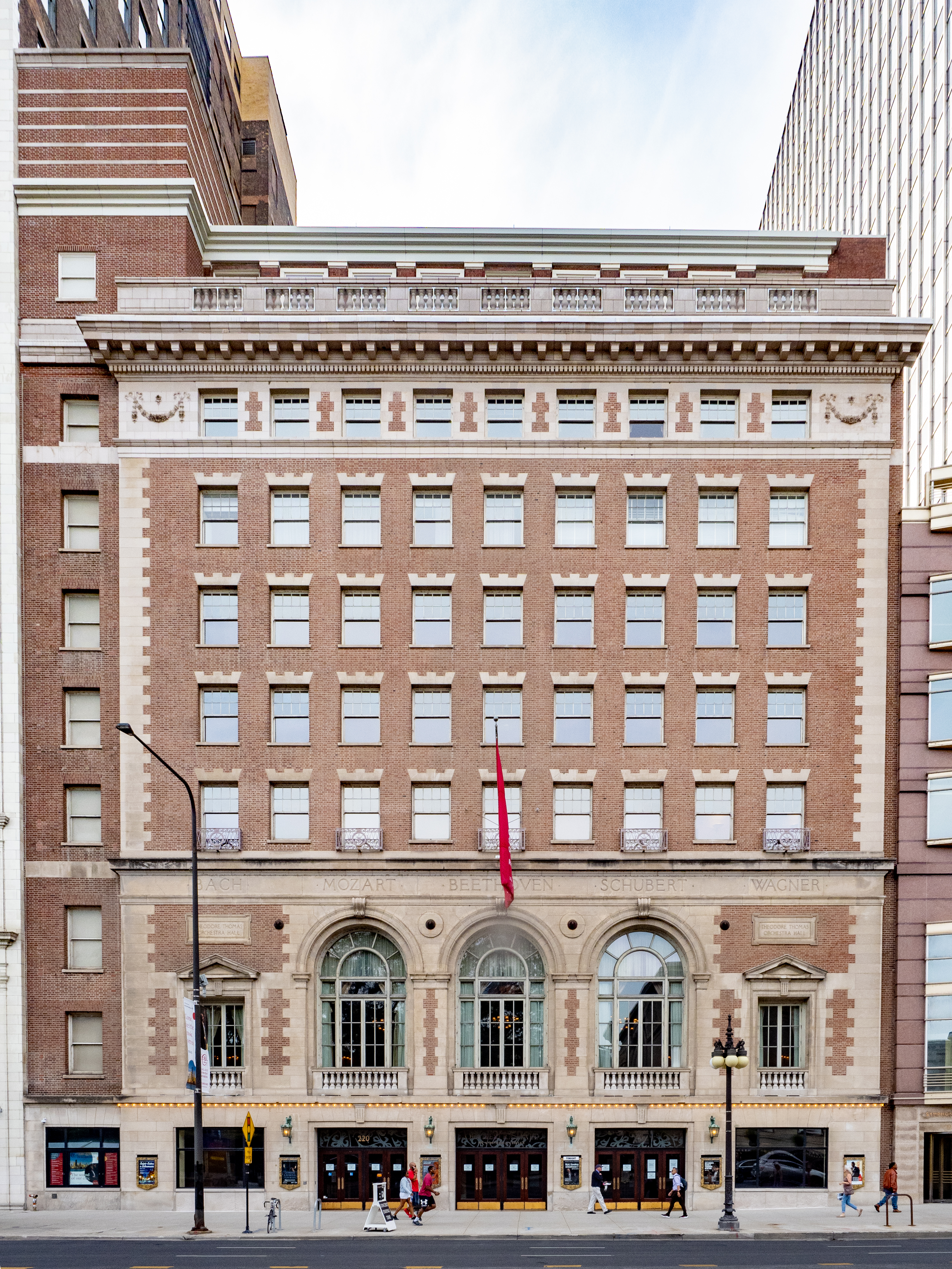
Le Symphony Center, un exemple du style georgien.
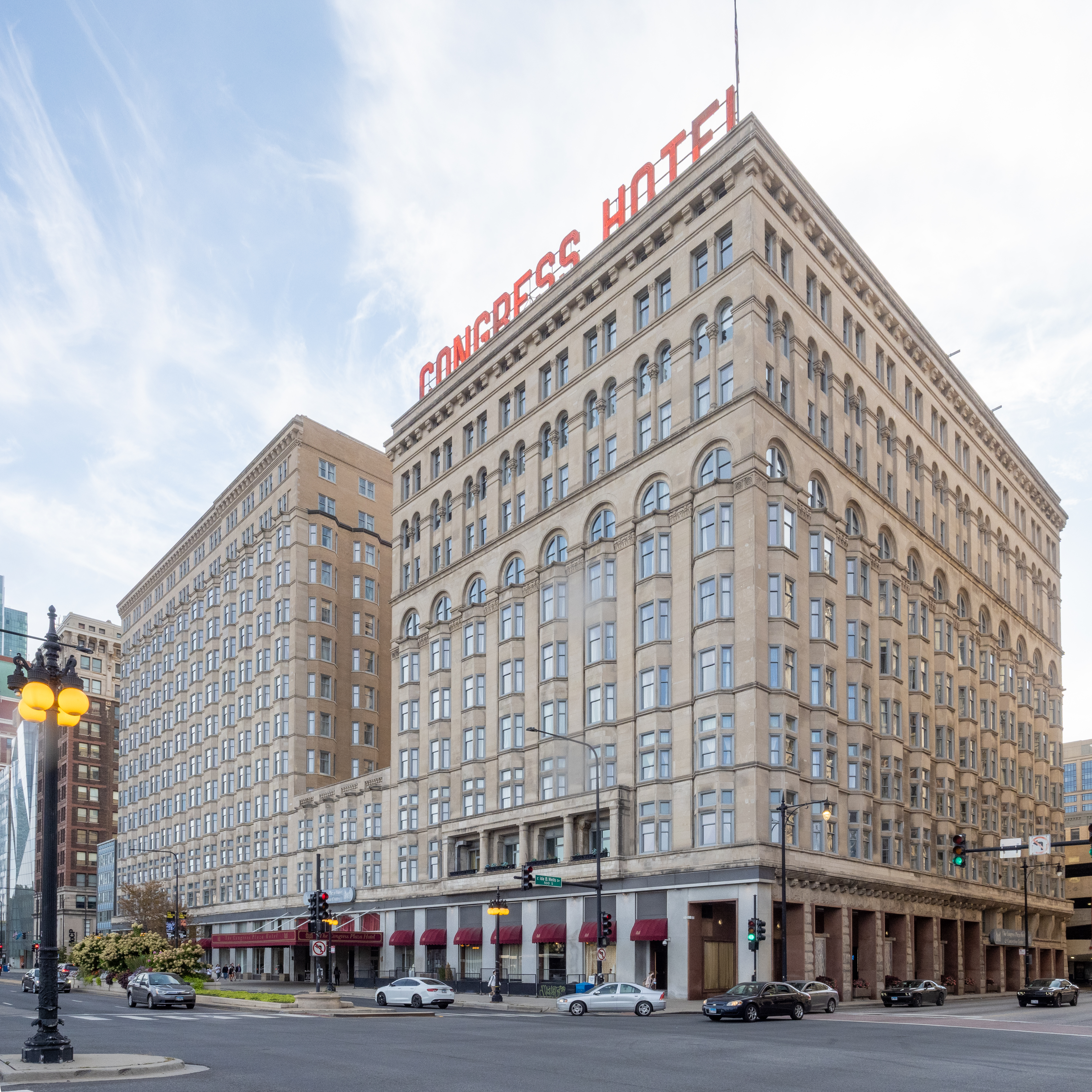
Le Congress Plaza Hotel mêle Art nouveau et style Chicago.
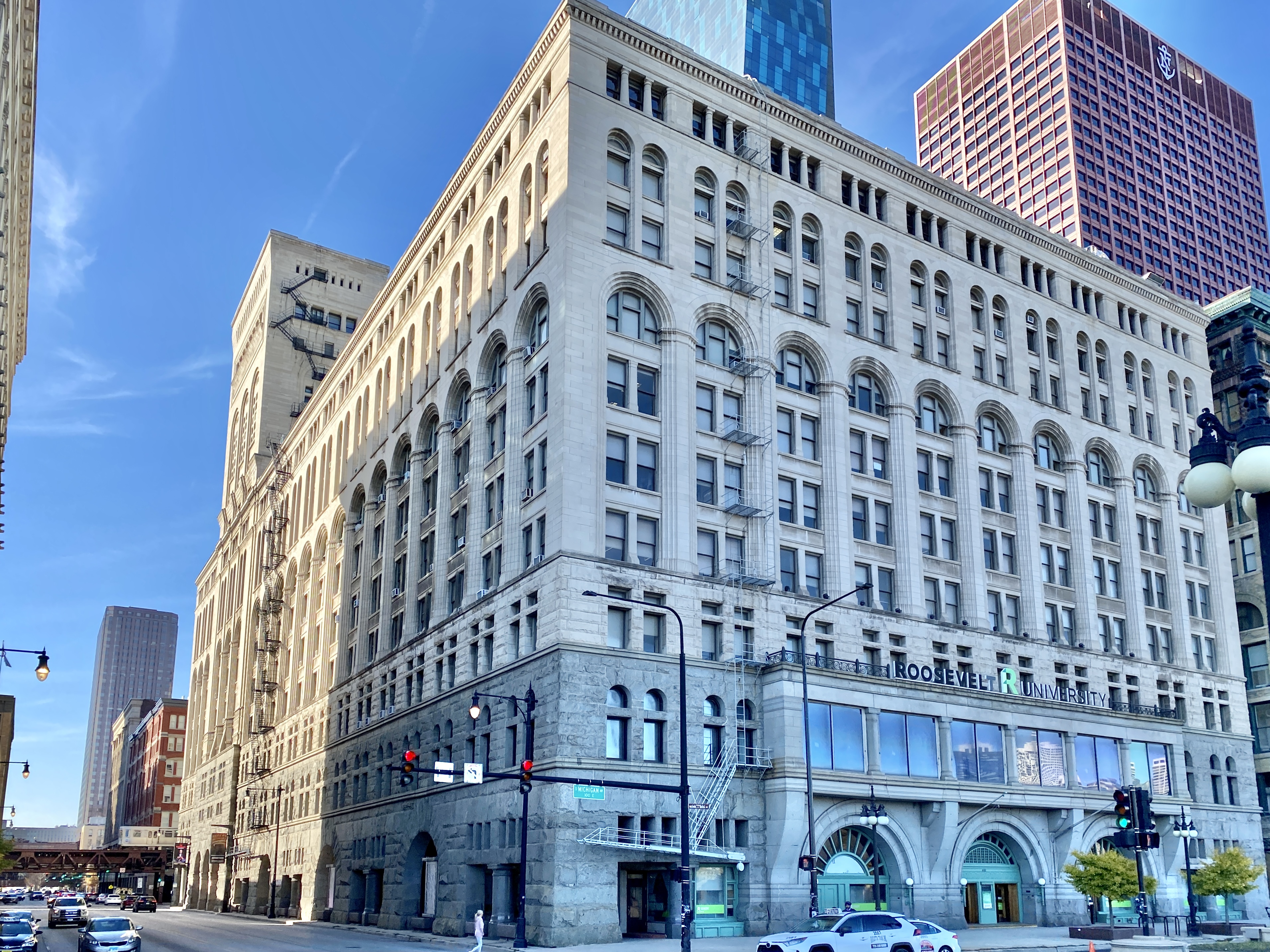
L'Auditorium Building mêle Art nouveau et style Chicago.
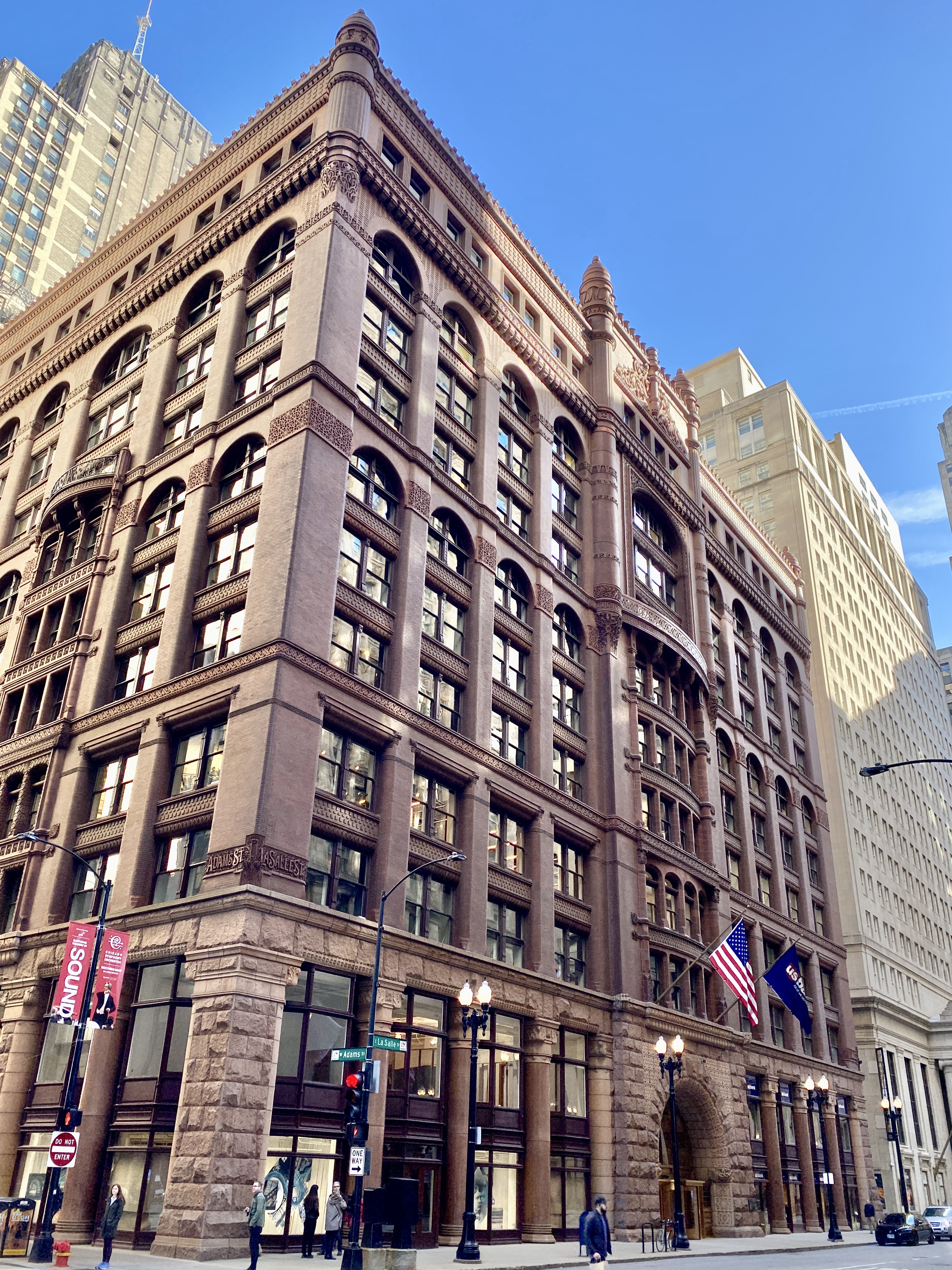
Le Rookery Building mêle les styles néo-roman, Queen Anne et Chicago.
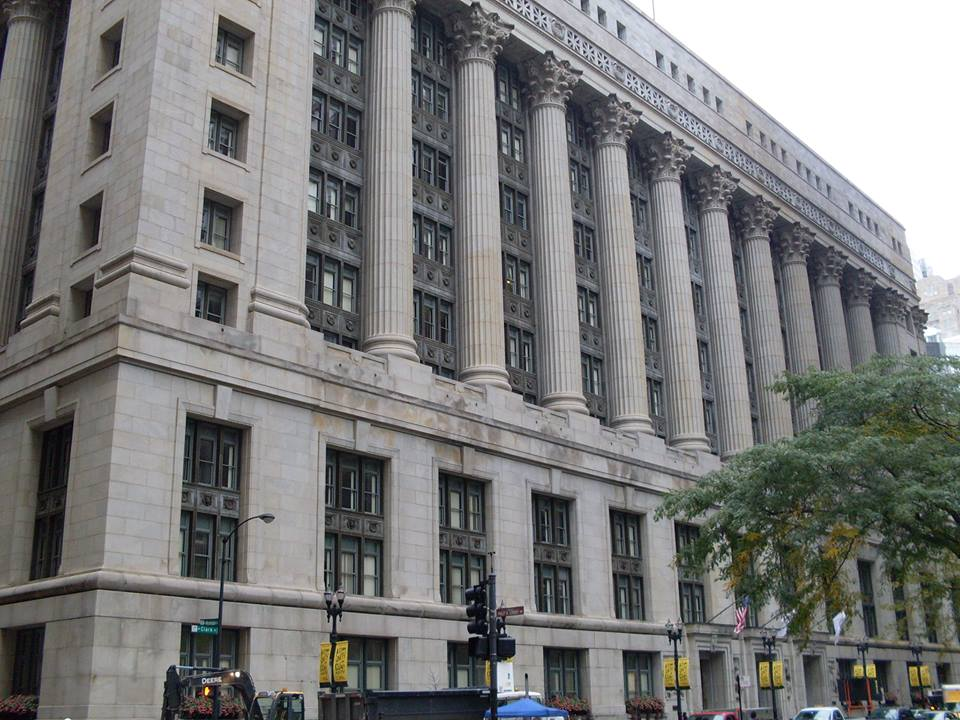
L'hôtel de ville de Chicago mêle les styles néo-classique et Greek Revival.

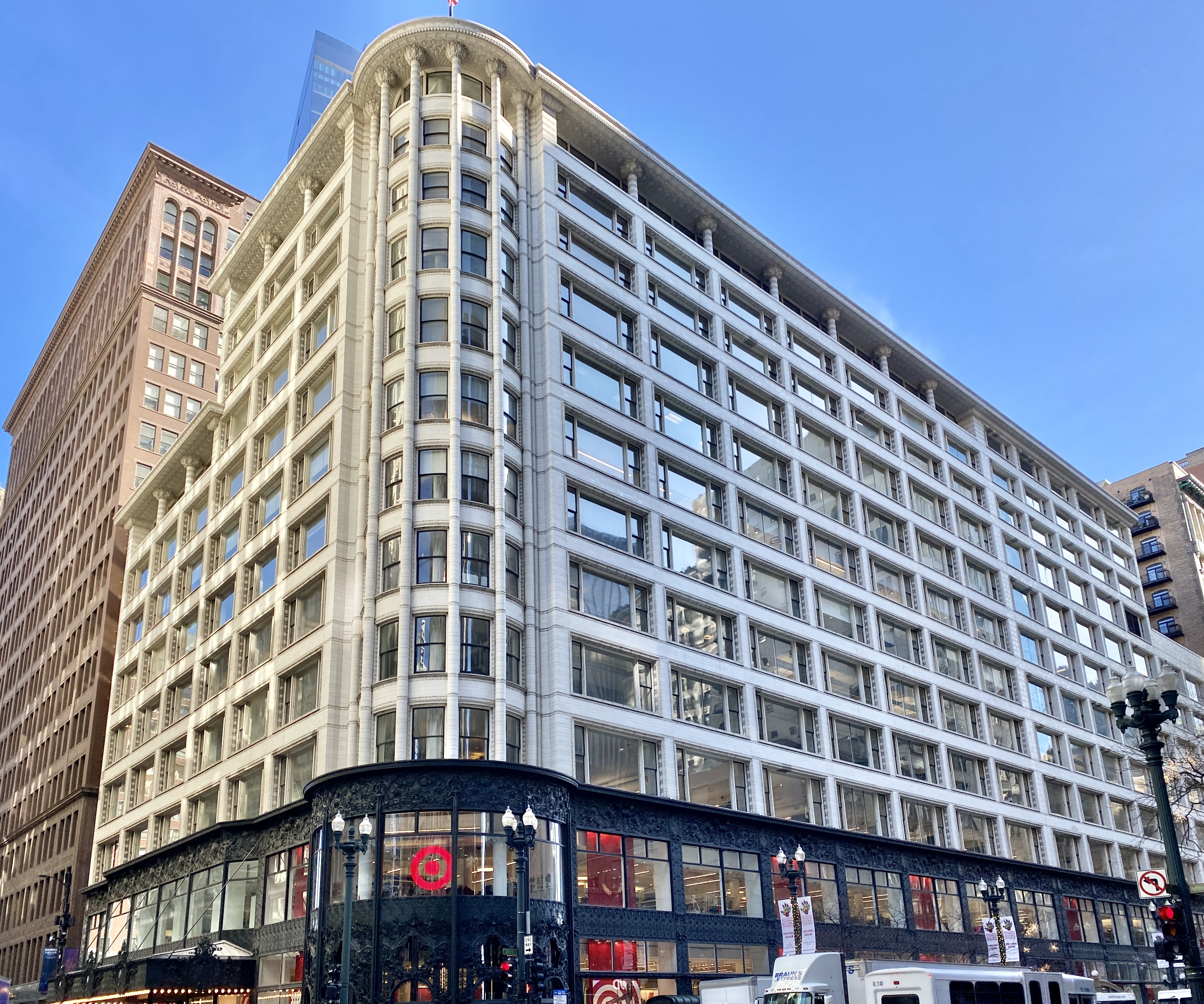
Le Carson, Pirie, Scott and Company Building.
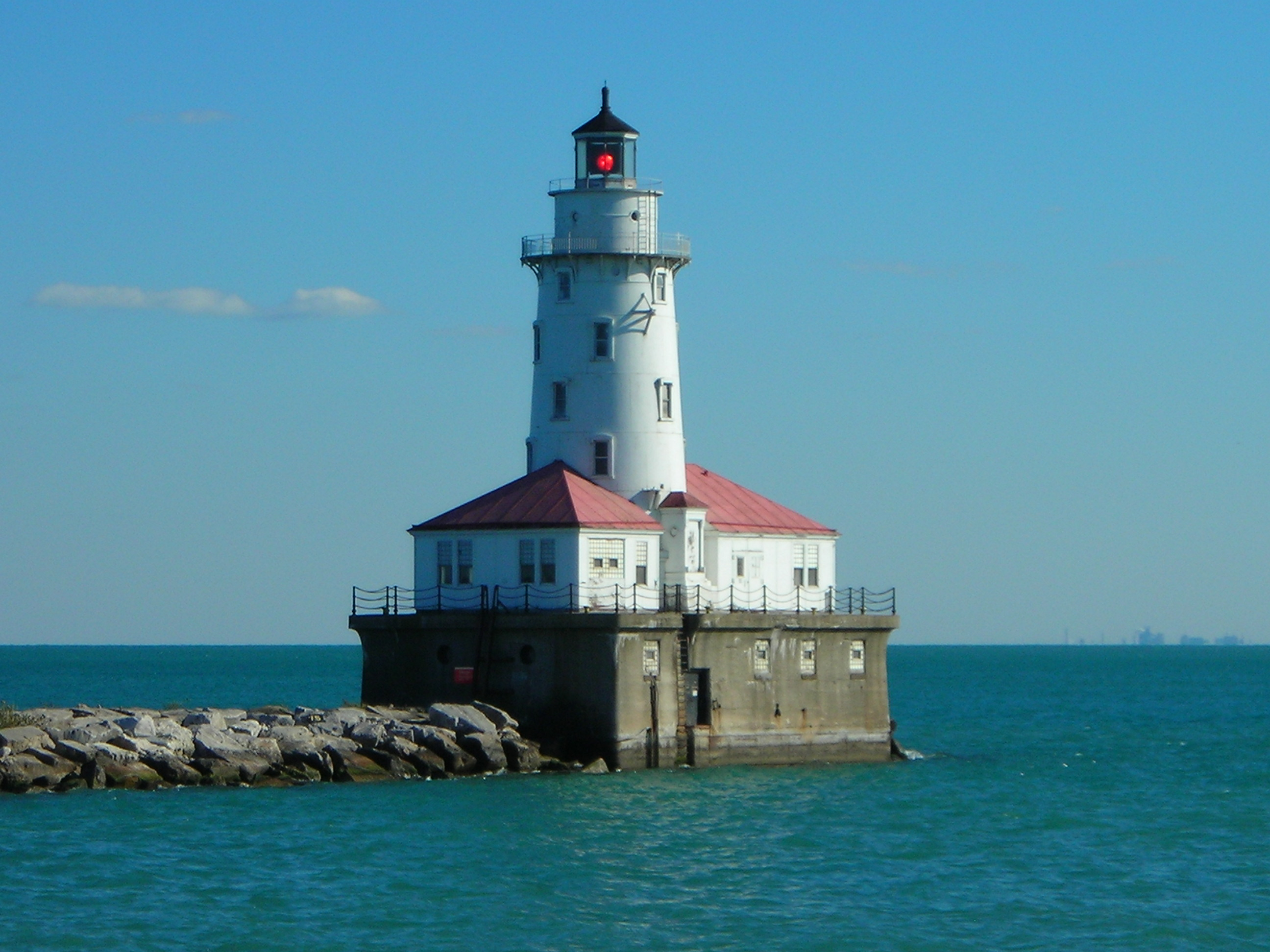
Le phare de Chicago à l'entrée du port de Chicago.
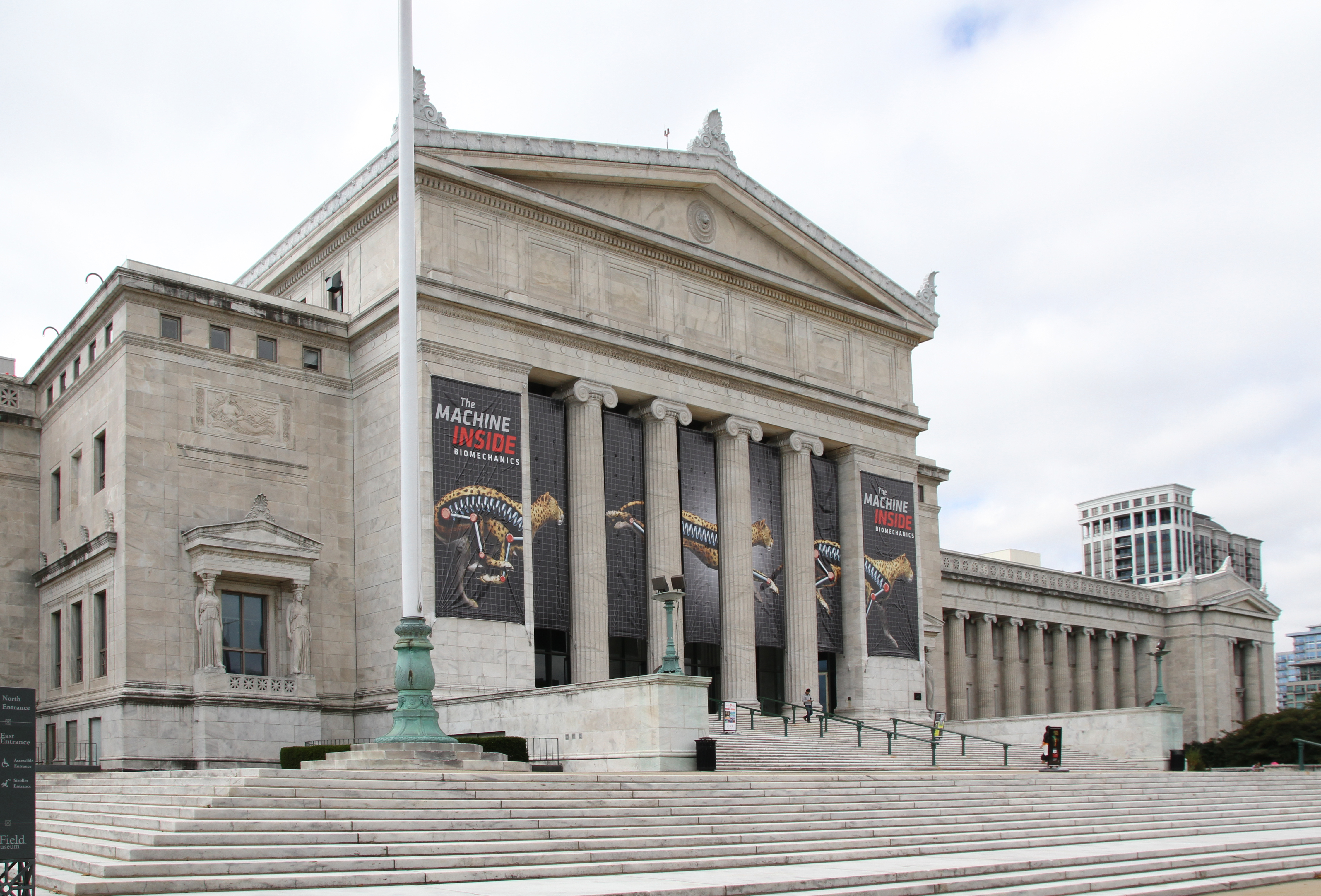
Le musée Field d'histoire naturelle, de style néo-classique.
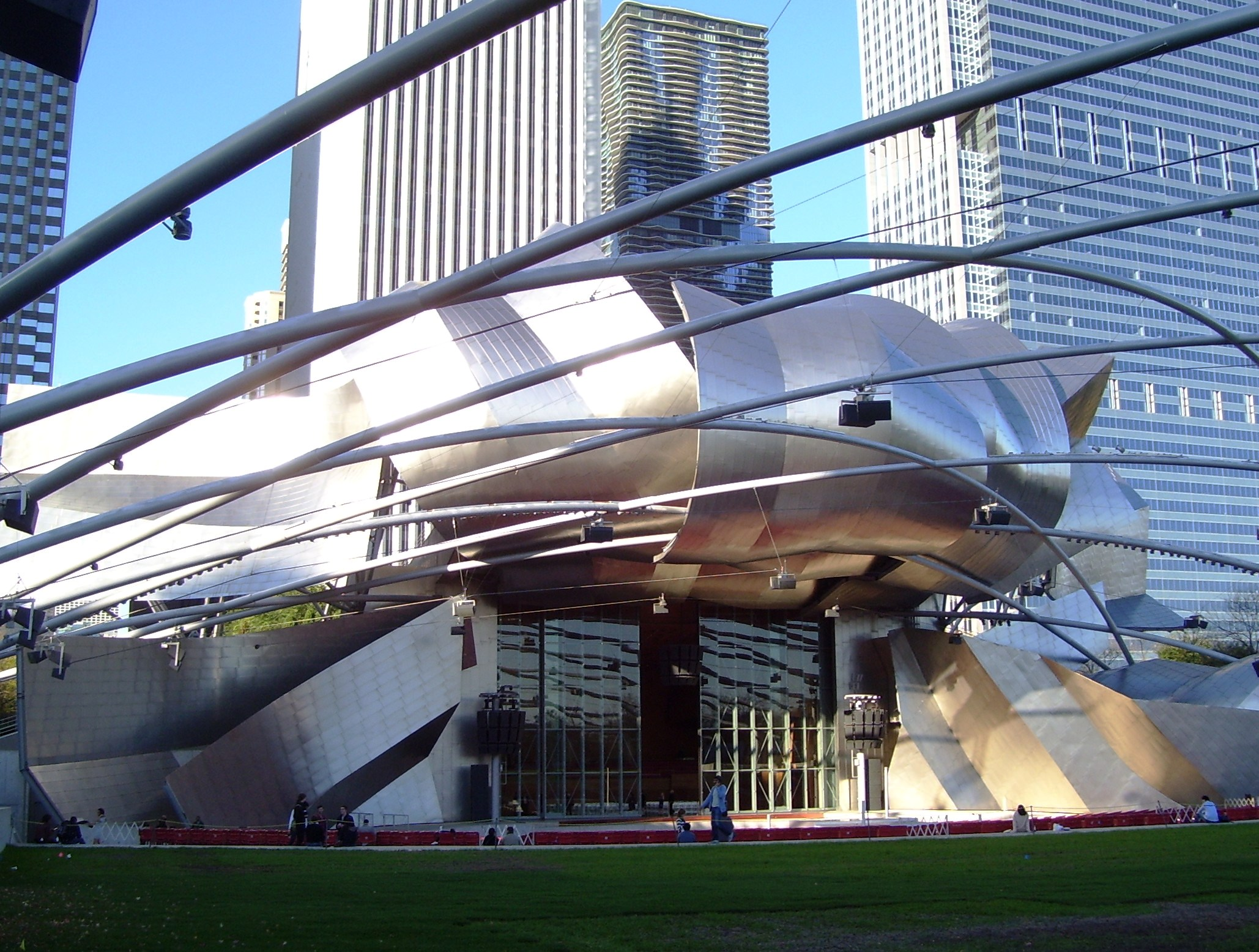
Le pavillon Jay Pritzker au Millennium Park.
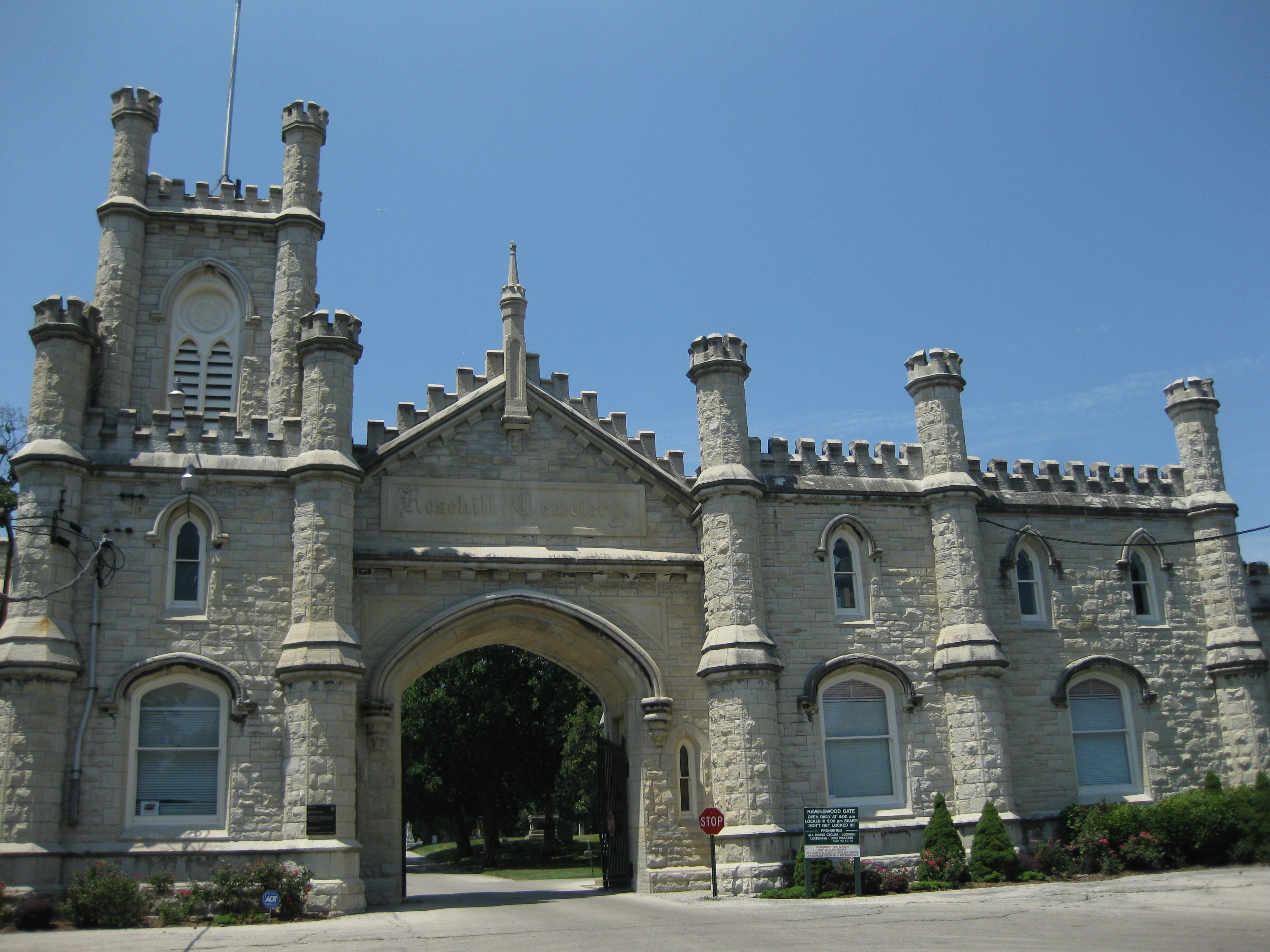
La porte d'entrée du cimetière de Rosehill, de style néogothique.

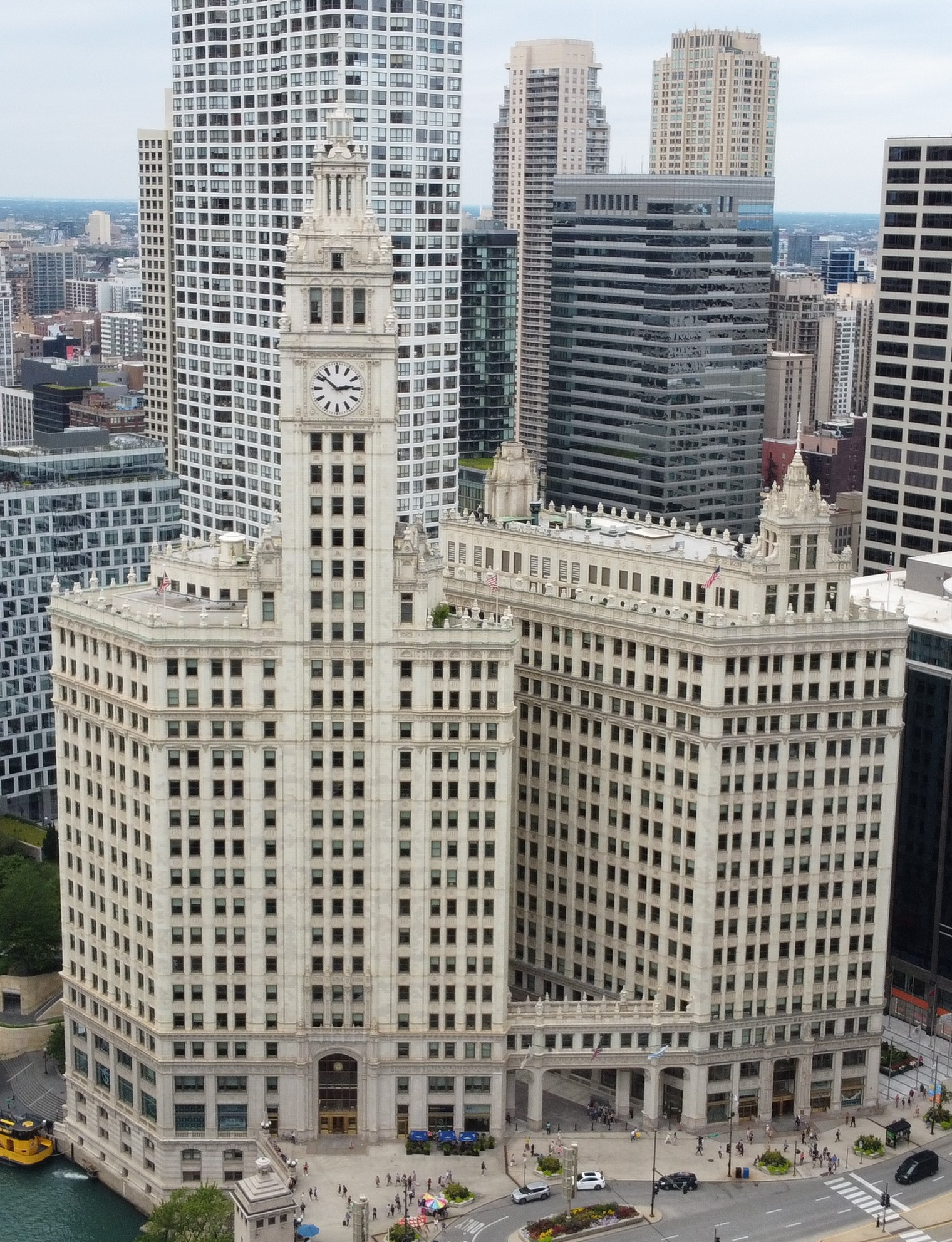
Le Wrigley Building s'inspire de la Renaissance française.
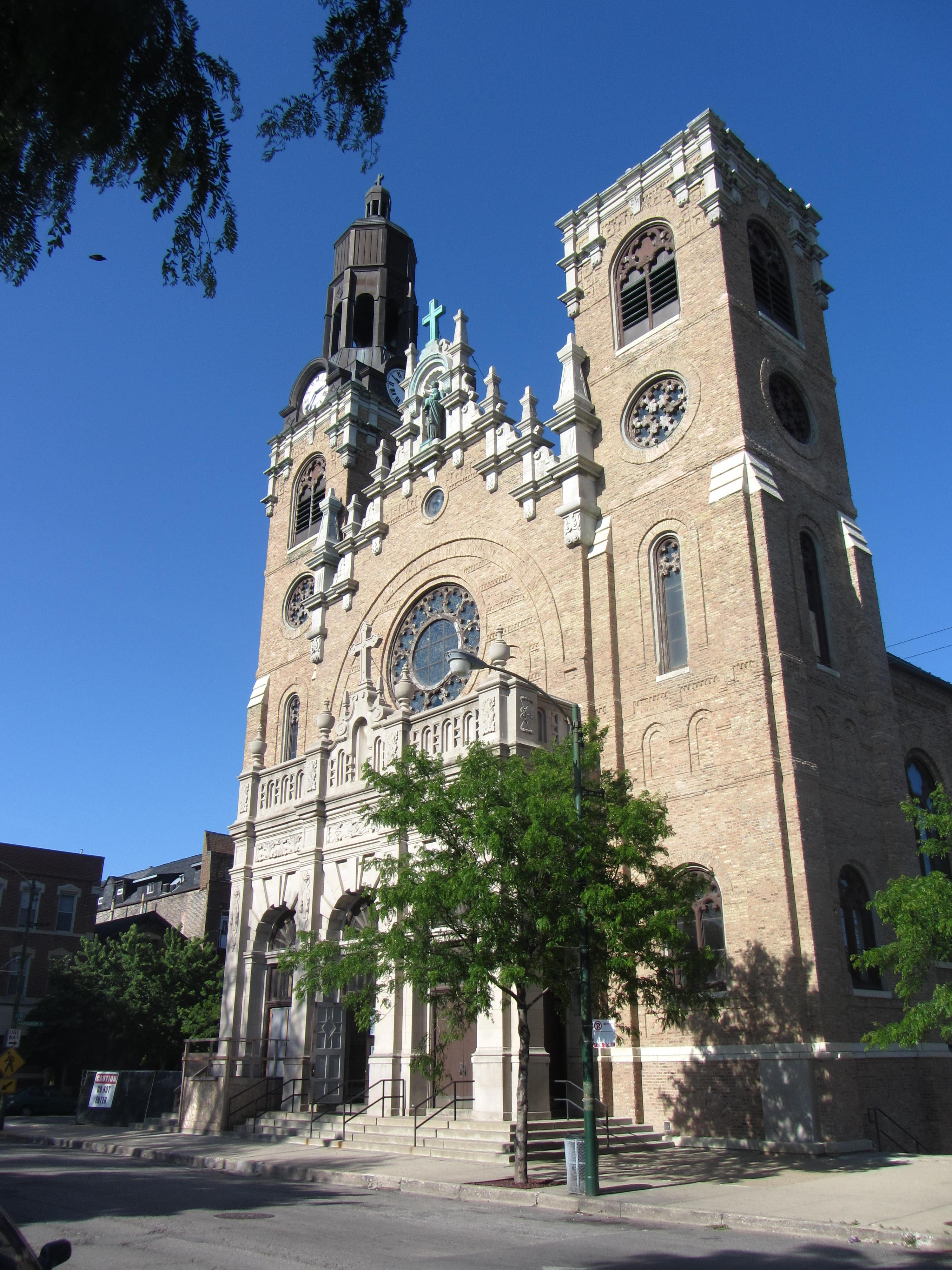
L'église Saint-Stanislas-Kostka, un exemple du style néo-Renaissance.
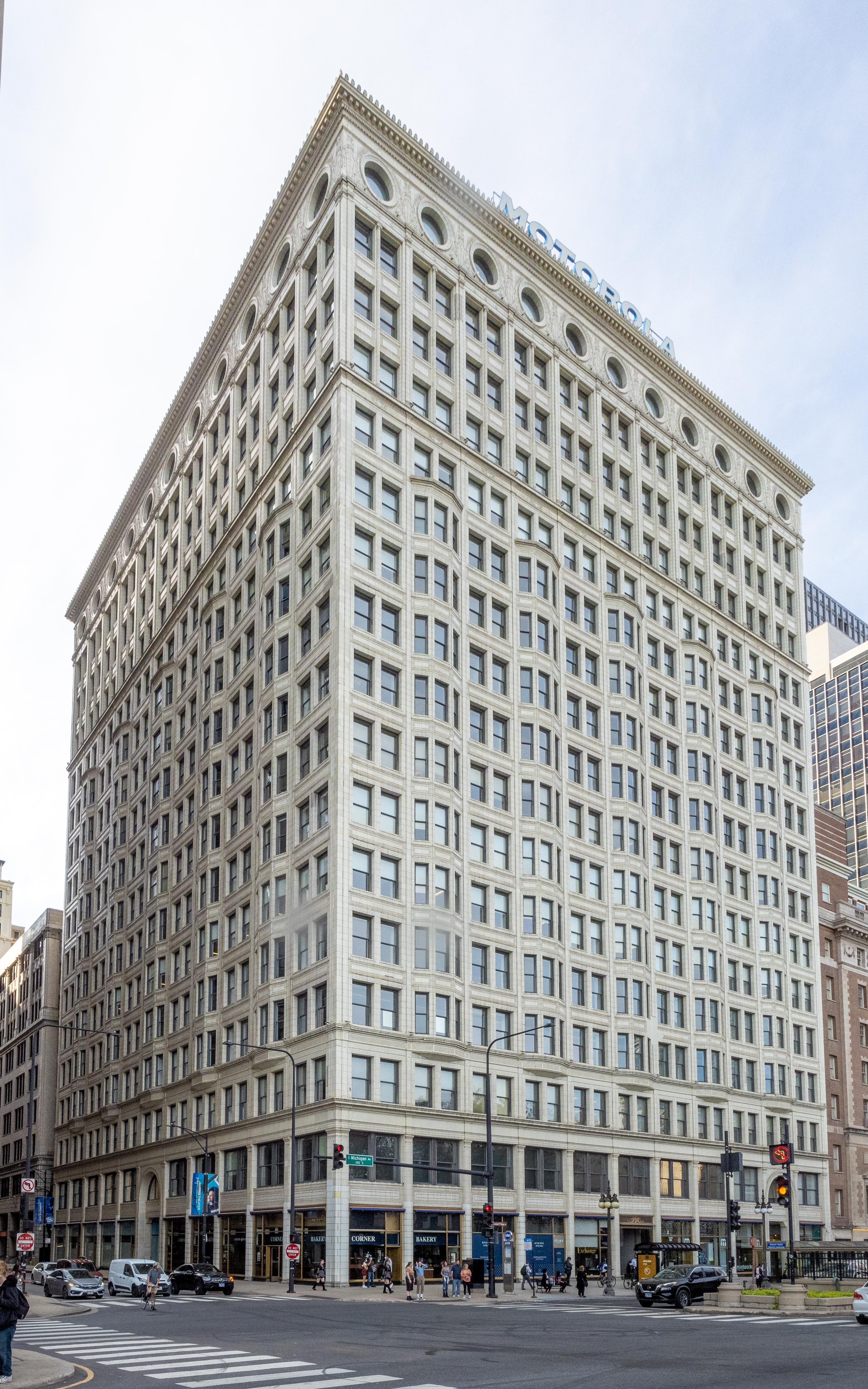
Le Railway Exchange Building, un exemple du style Chicago.
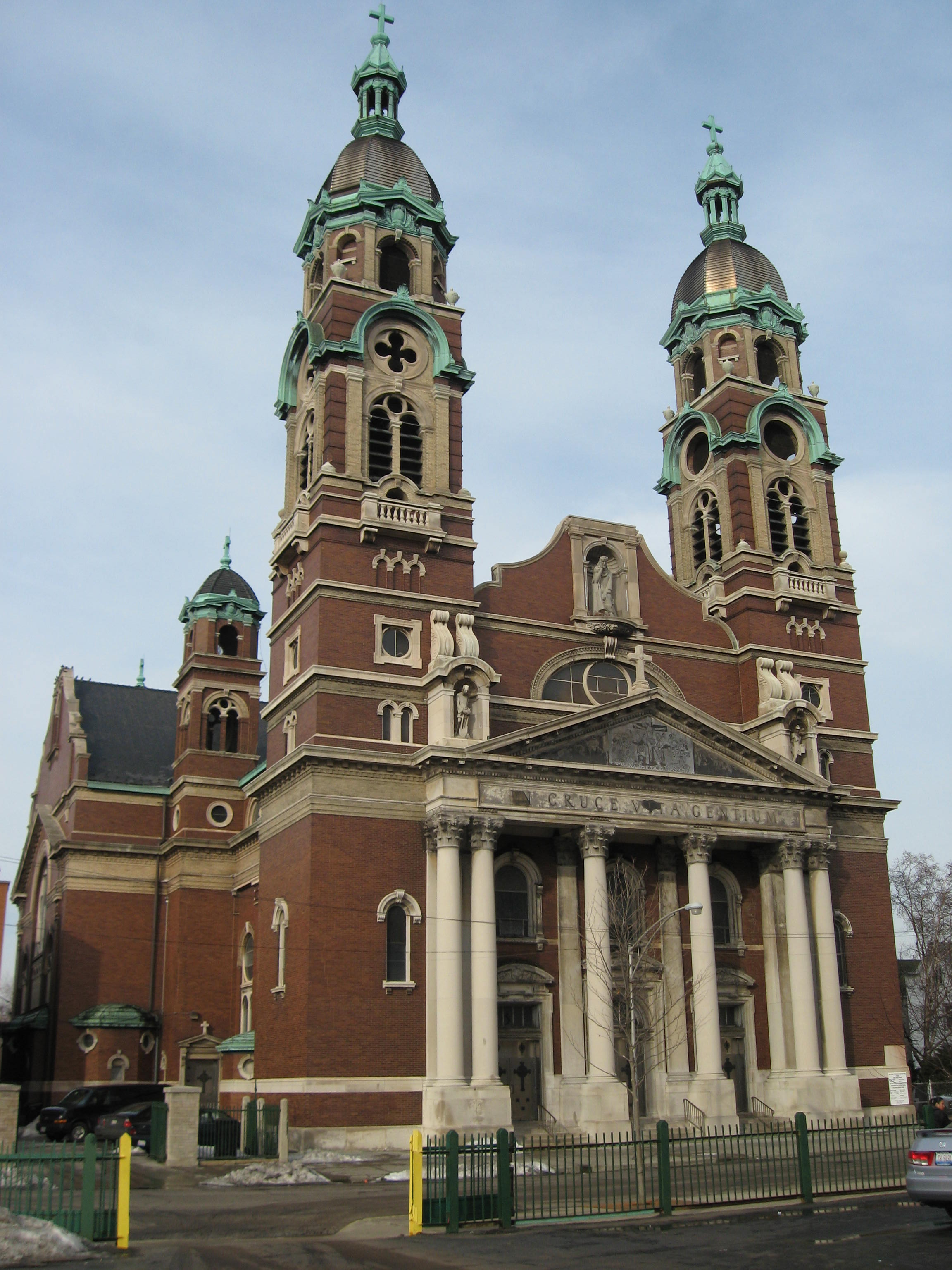
L'église de la Sainte-Croix, de styles classico-baroque.
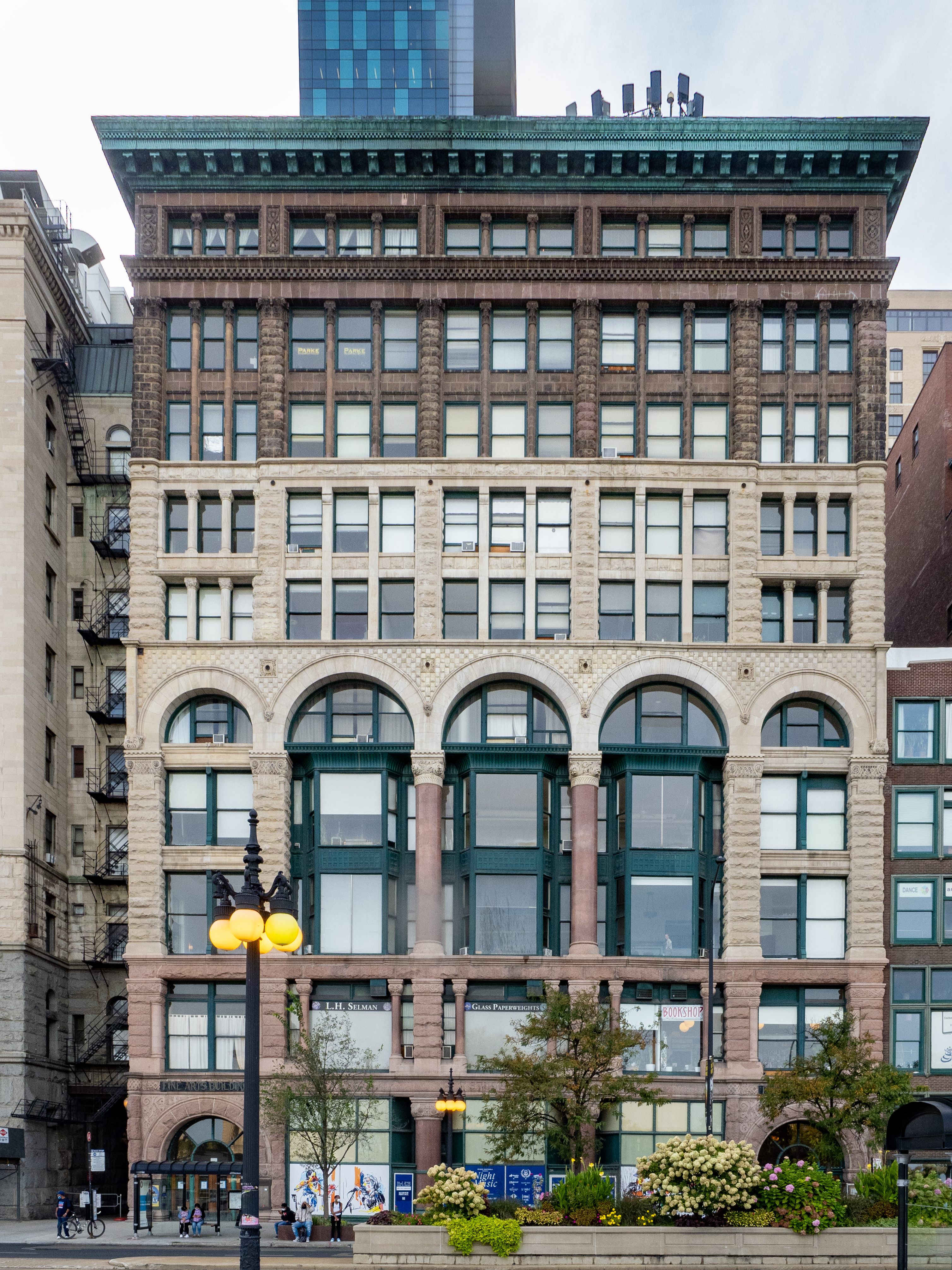
Le Fine Arts Building, un exemple du mouvement Art nouveau.

Immeubles et gratte-ciel notables
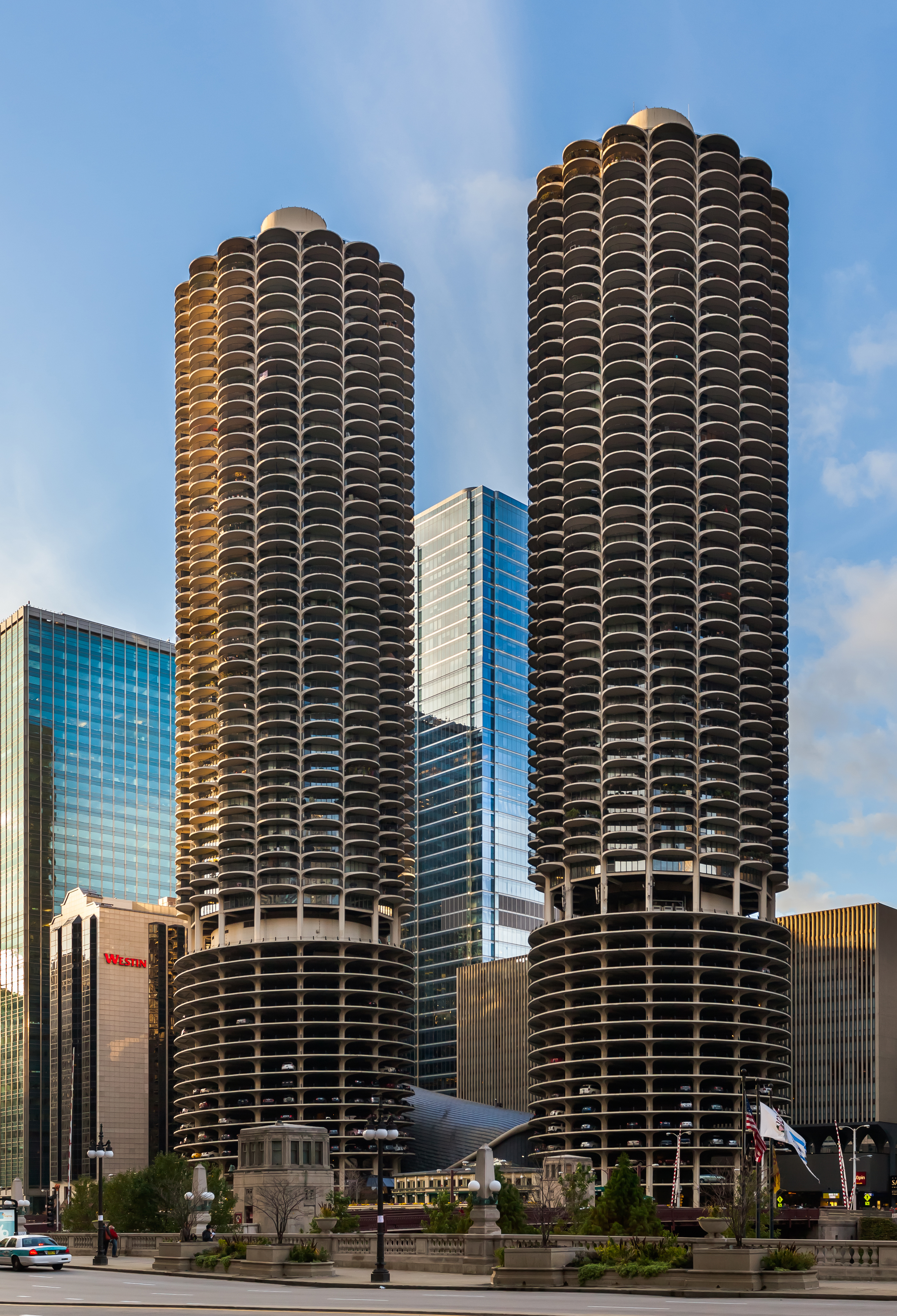
Les tours jumelles de Marina City ont la particularité d'avoir la forme d'un épi de maïs.
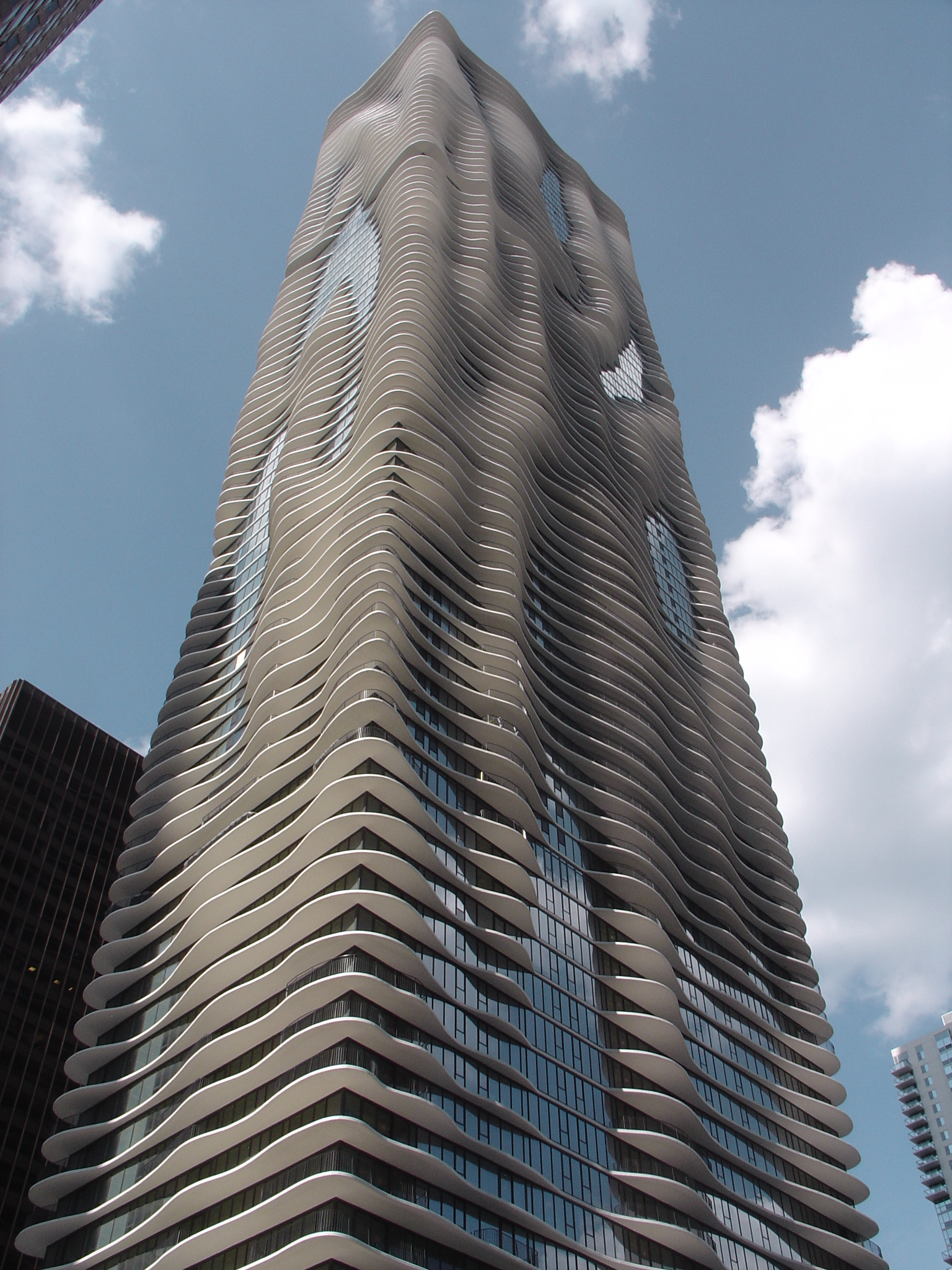
L'Aqua Building, dans le quartier de New Eastside.
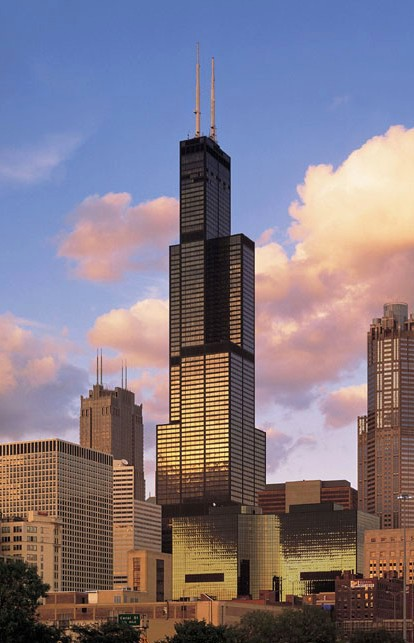
La Willis Tower, plus haut gratte-ciel du monde de 1973 à 1998.
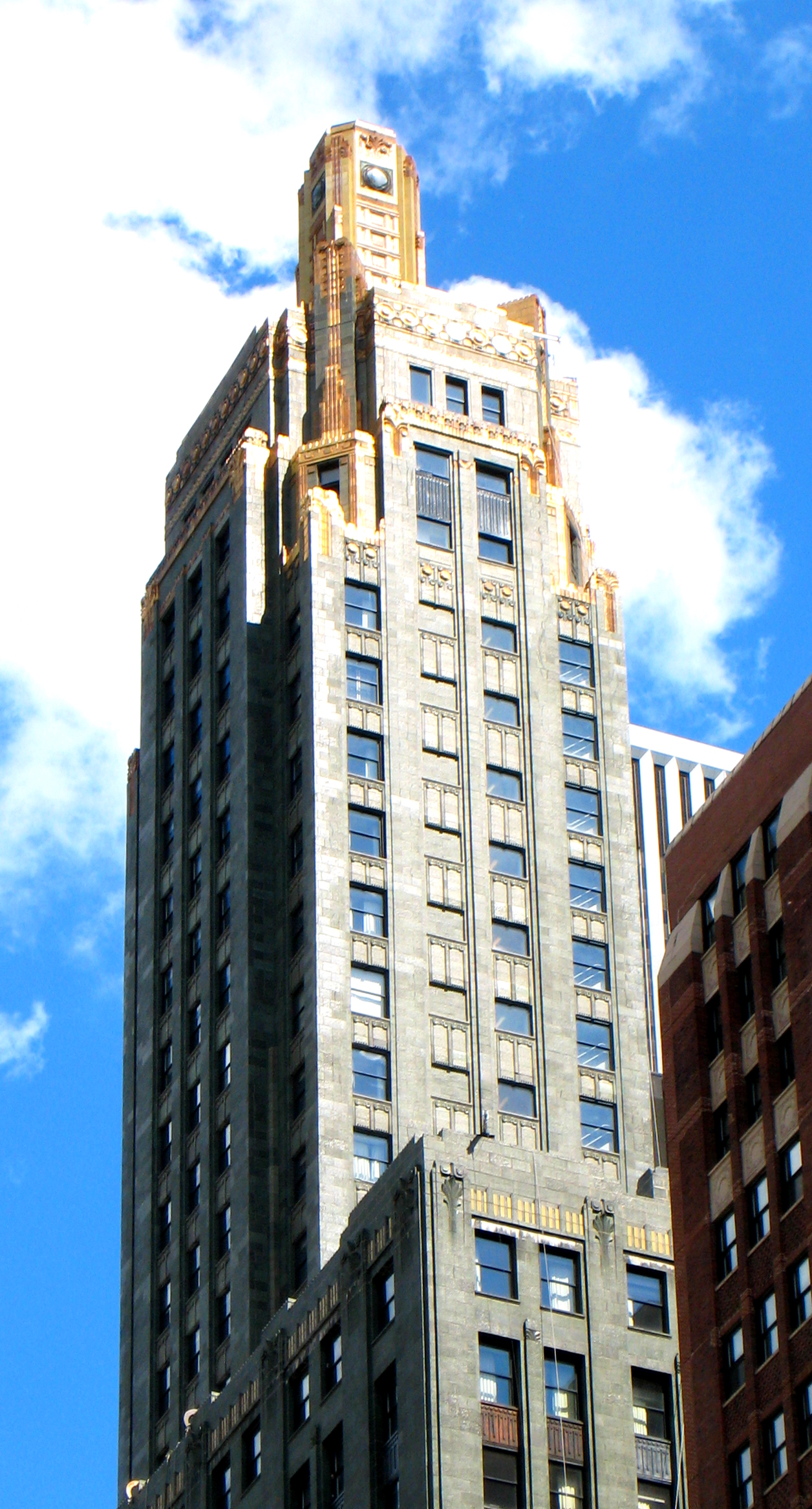
Le Carbide & Carbon Building, un exemple de l'architecture Art déco.
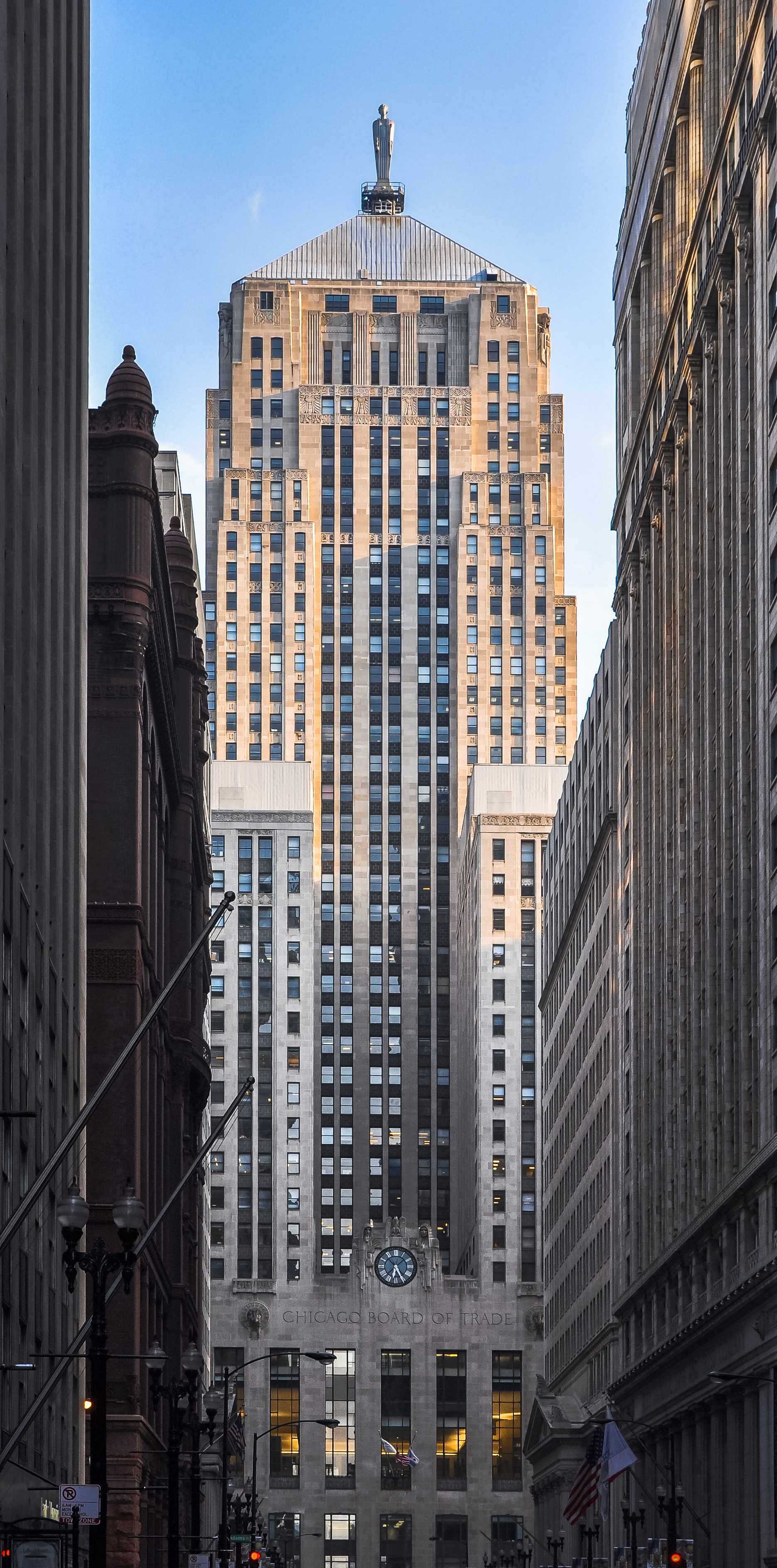
Le Chicago Board of Trade Building, siège du CBOT.

### Sculptures, statues et fontaines

Sculptures monumentales
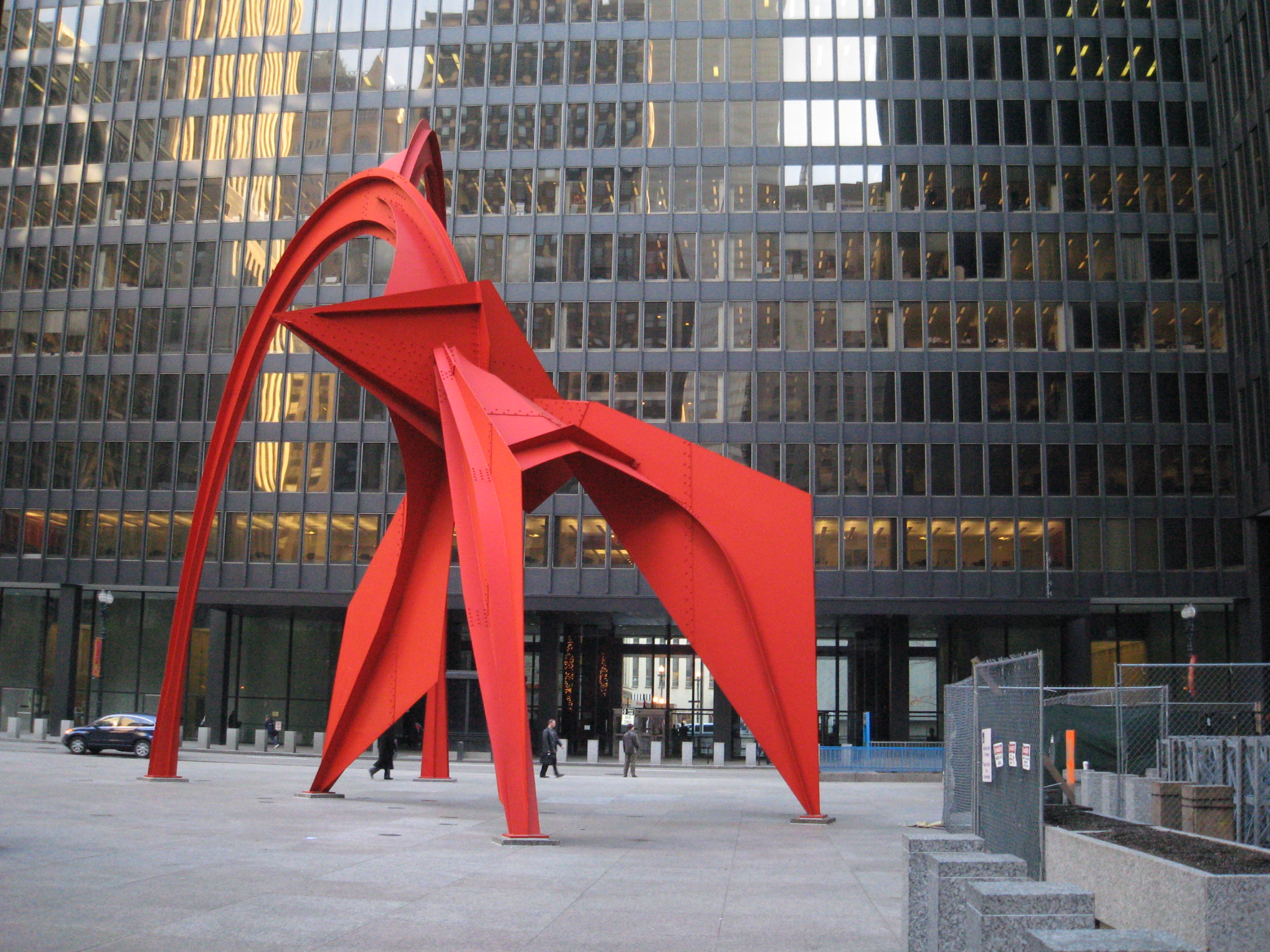
Le Flamingo, sur la Federal Plaza.
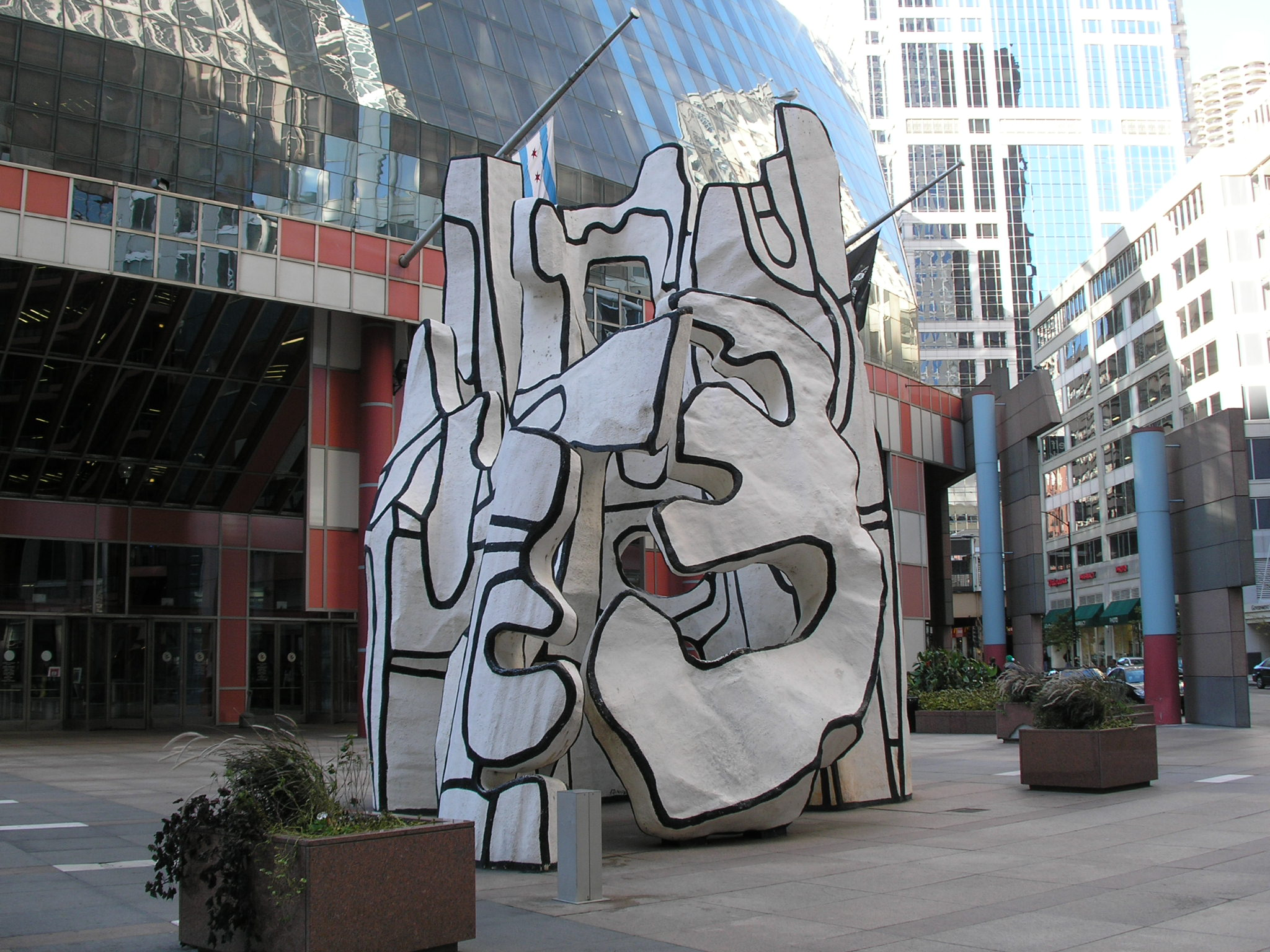
Le Monument à la bête debout.
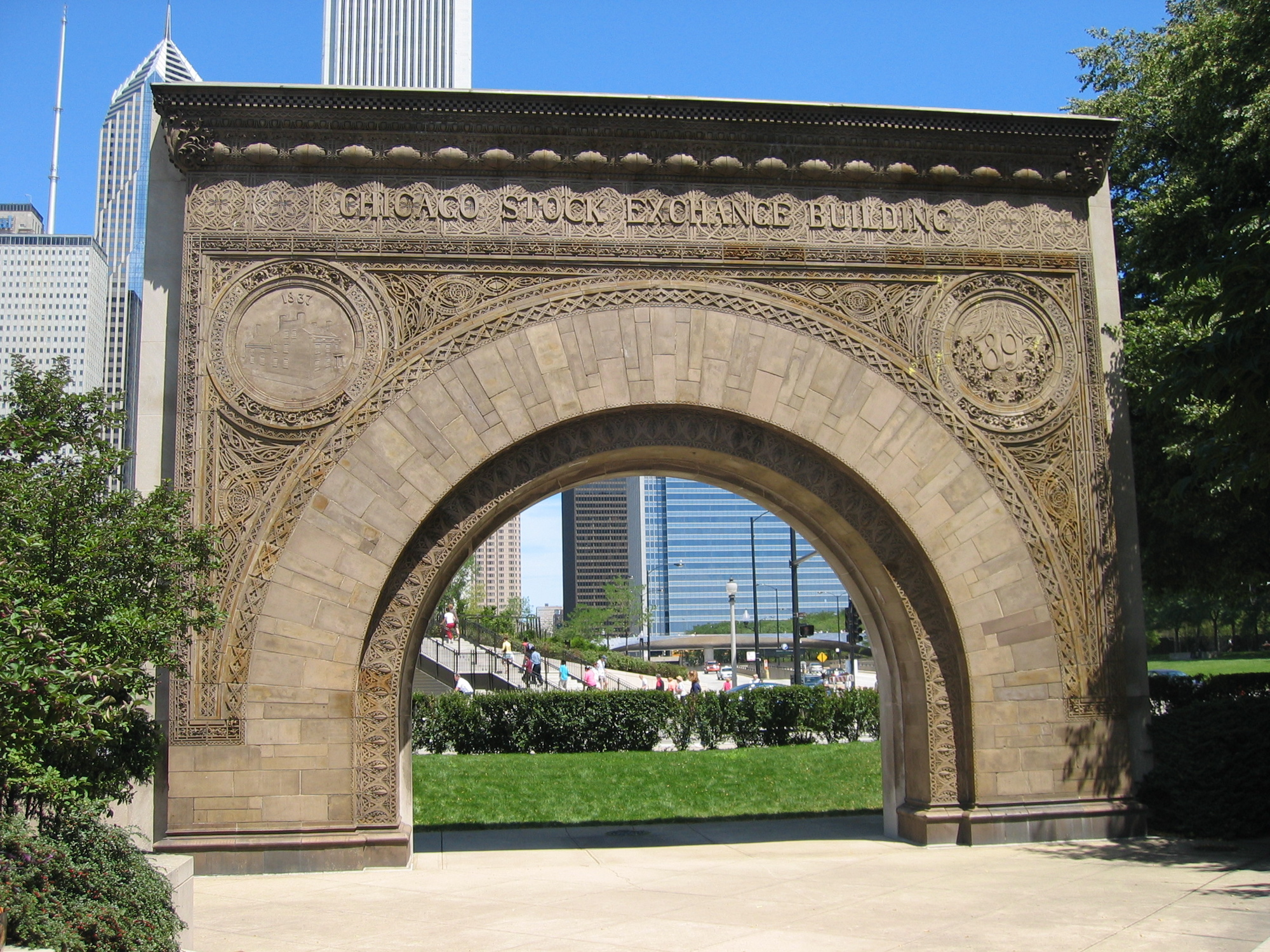
La Chicago Stock Exchange Arch.
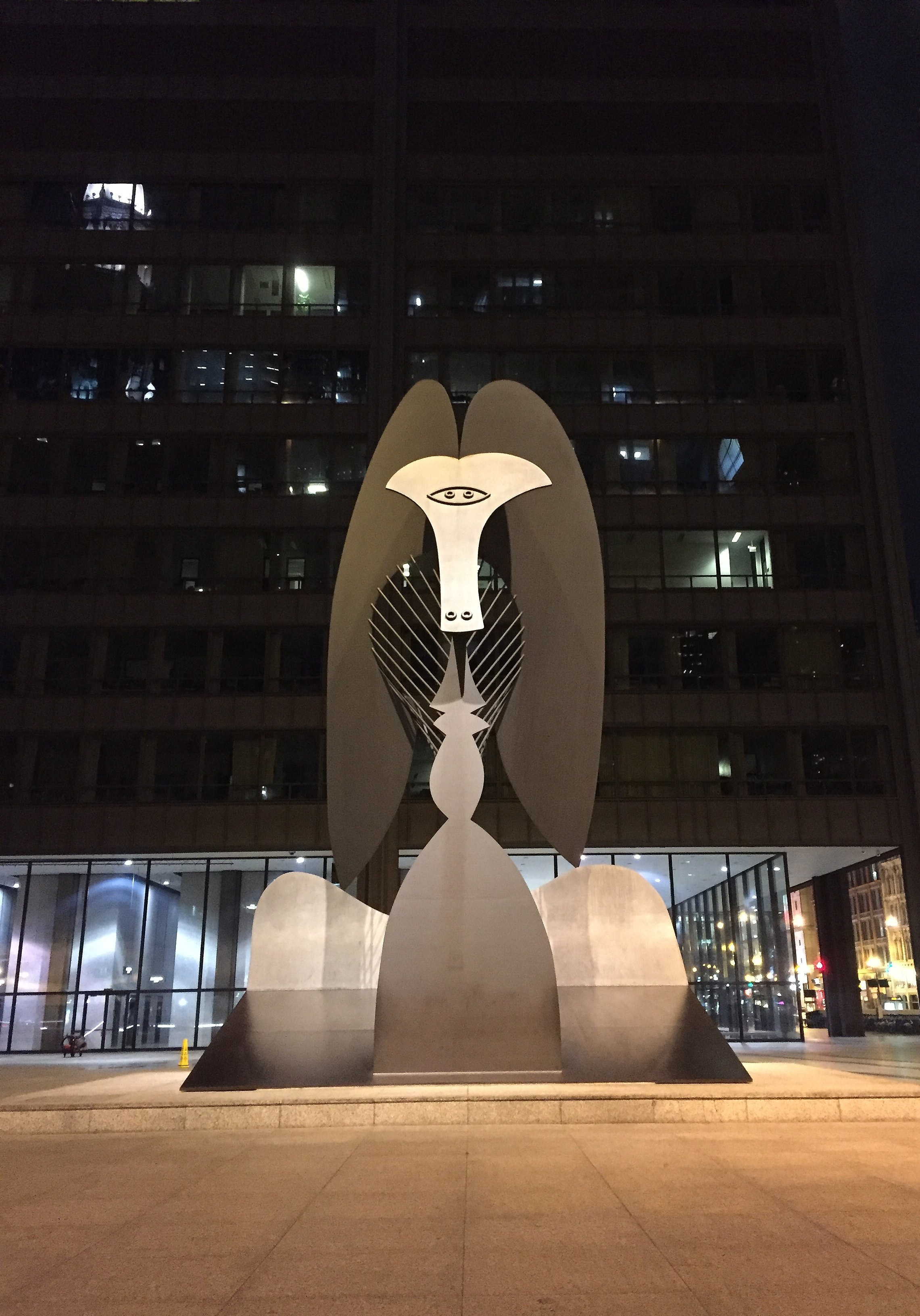
Le Chicago Picasso.
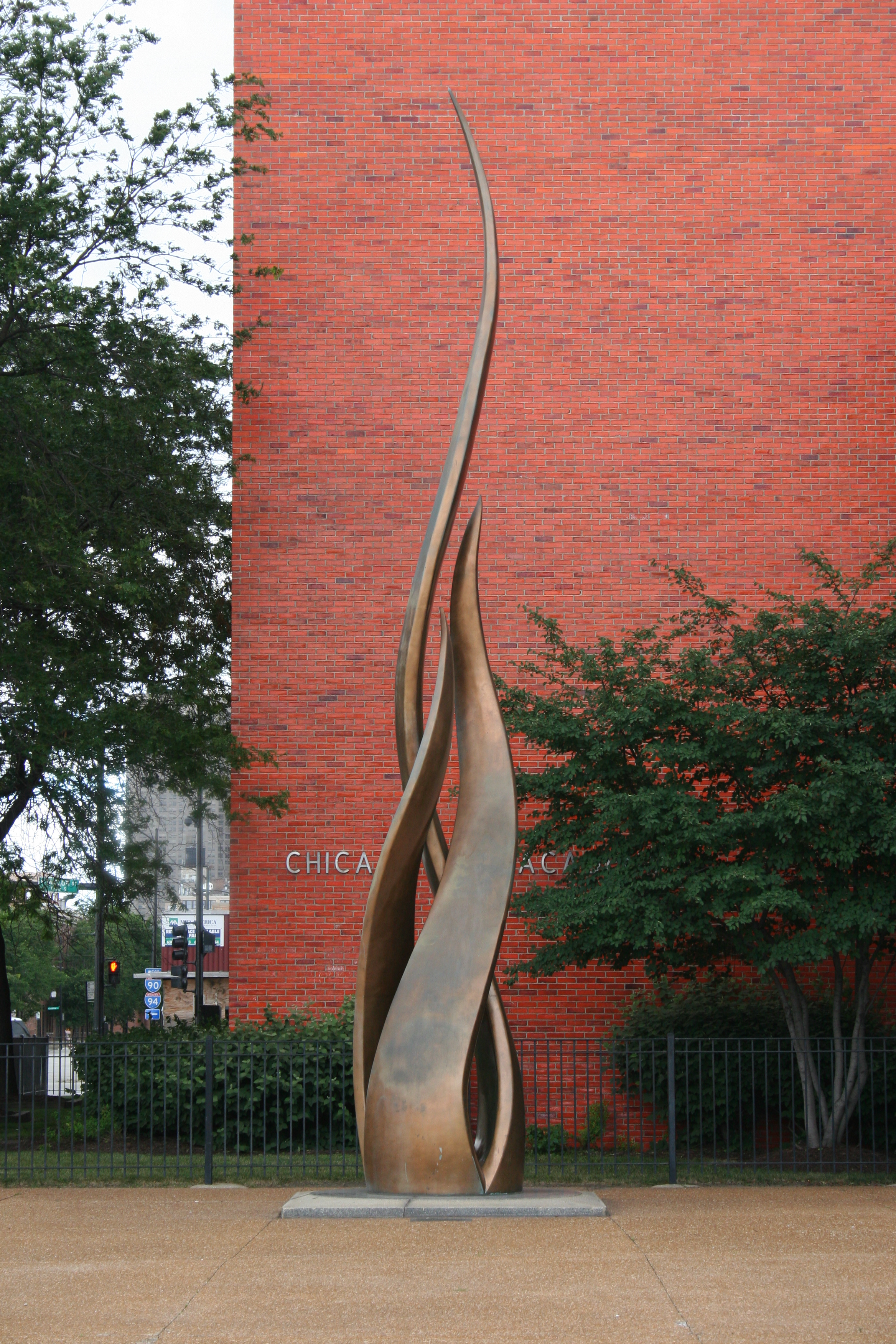
Le Pillar of Fire.

Statues remarquables
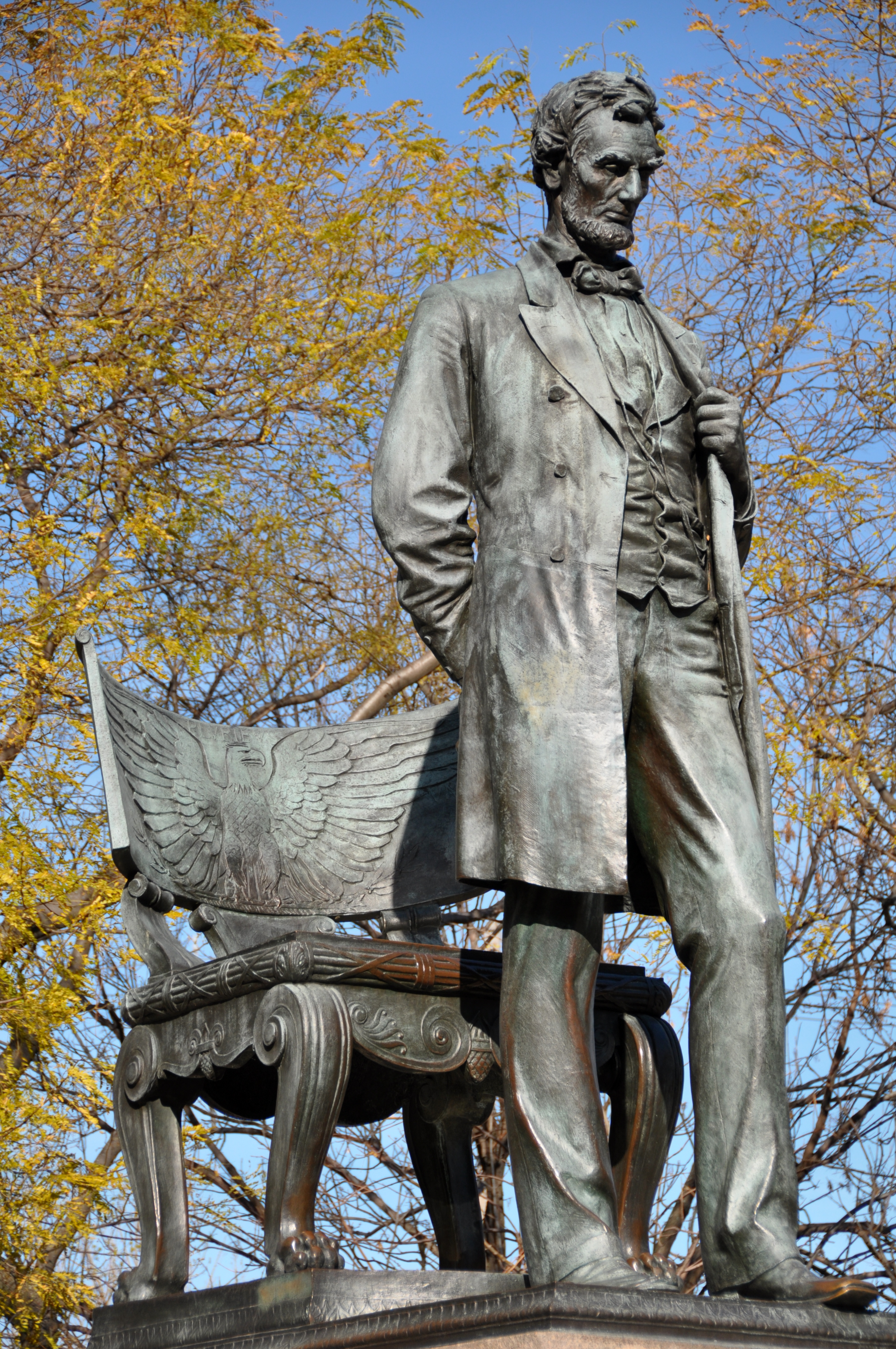
La statue du Lincoln Monument.
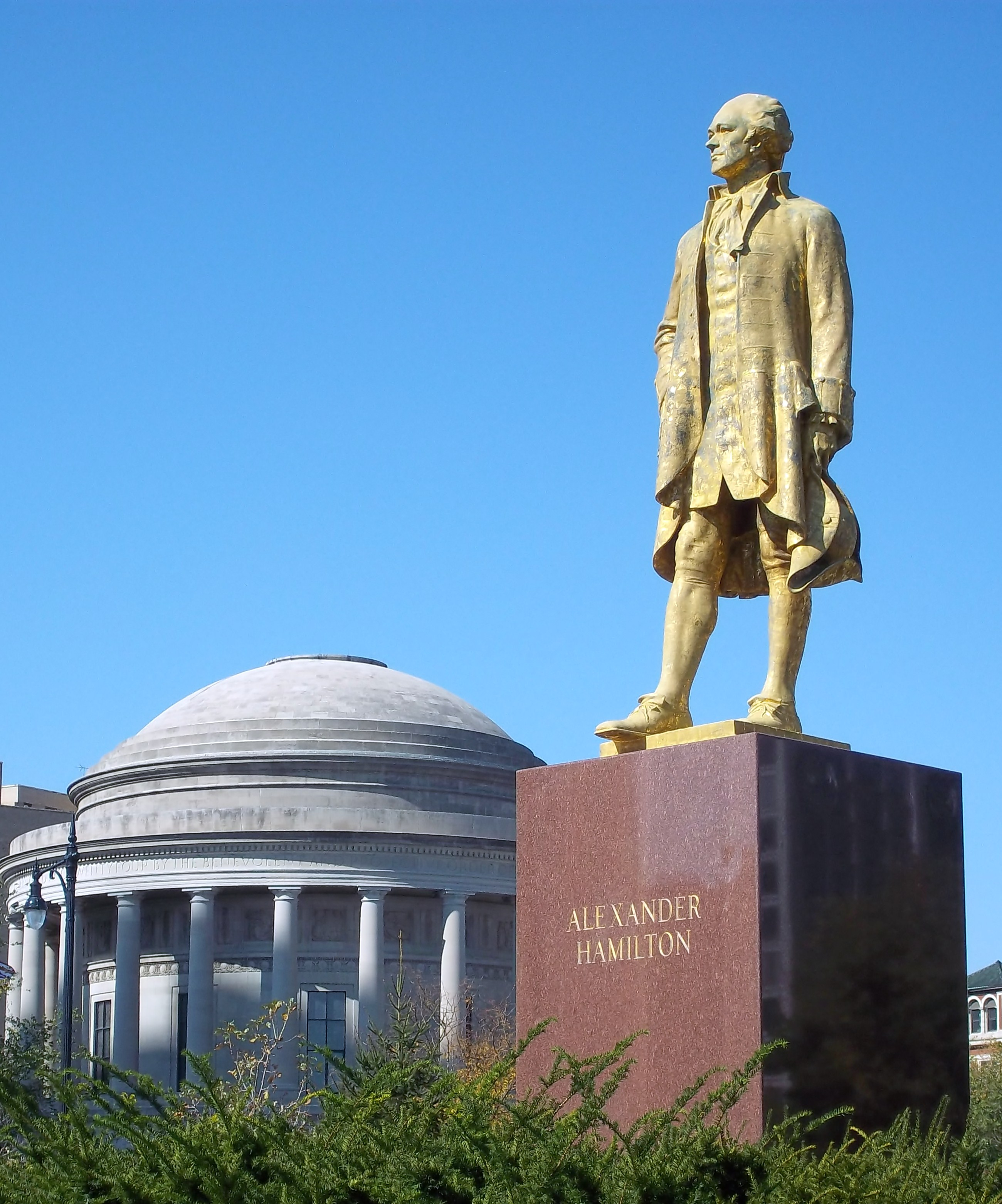
La statue d'Alexander Hamilton à Lincoln Park.
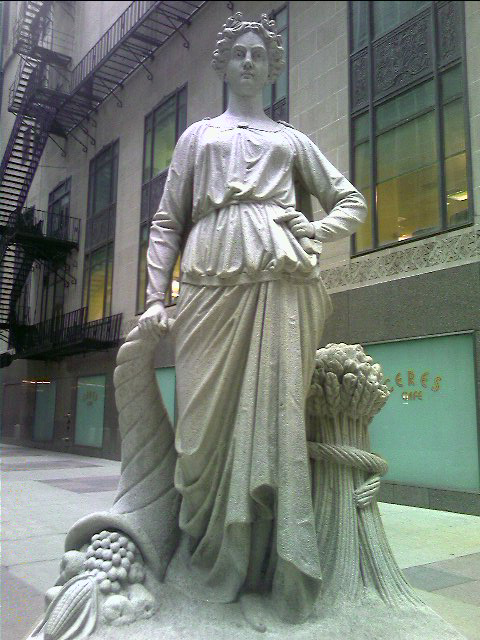
La statue de Lady of Agriculture, près du Chicago Board of Trade Building.
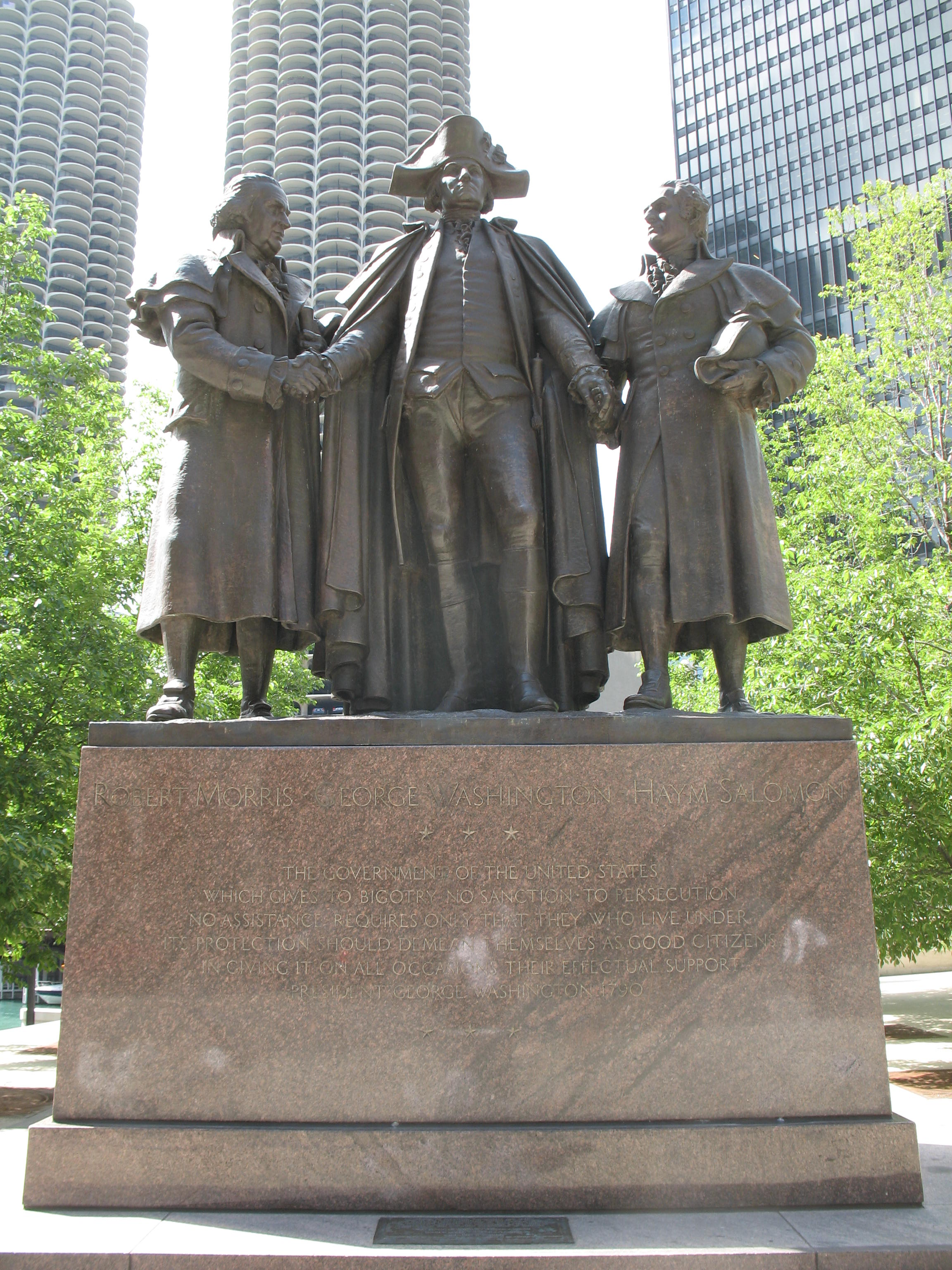
Le Heald Square Monument.
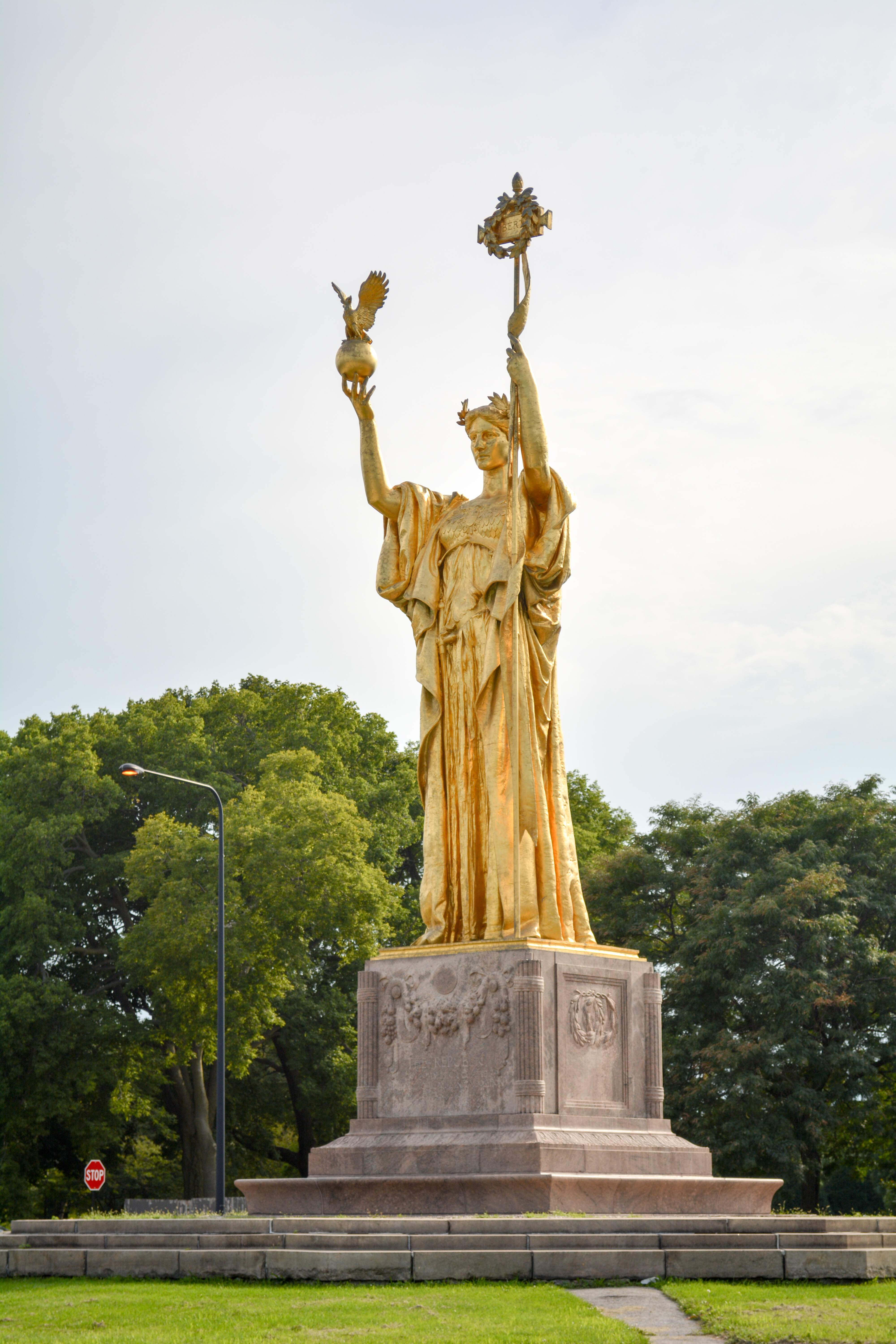
La statue de la République à Jackson Park.

Autres statues et fontaines notables
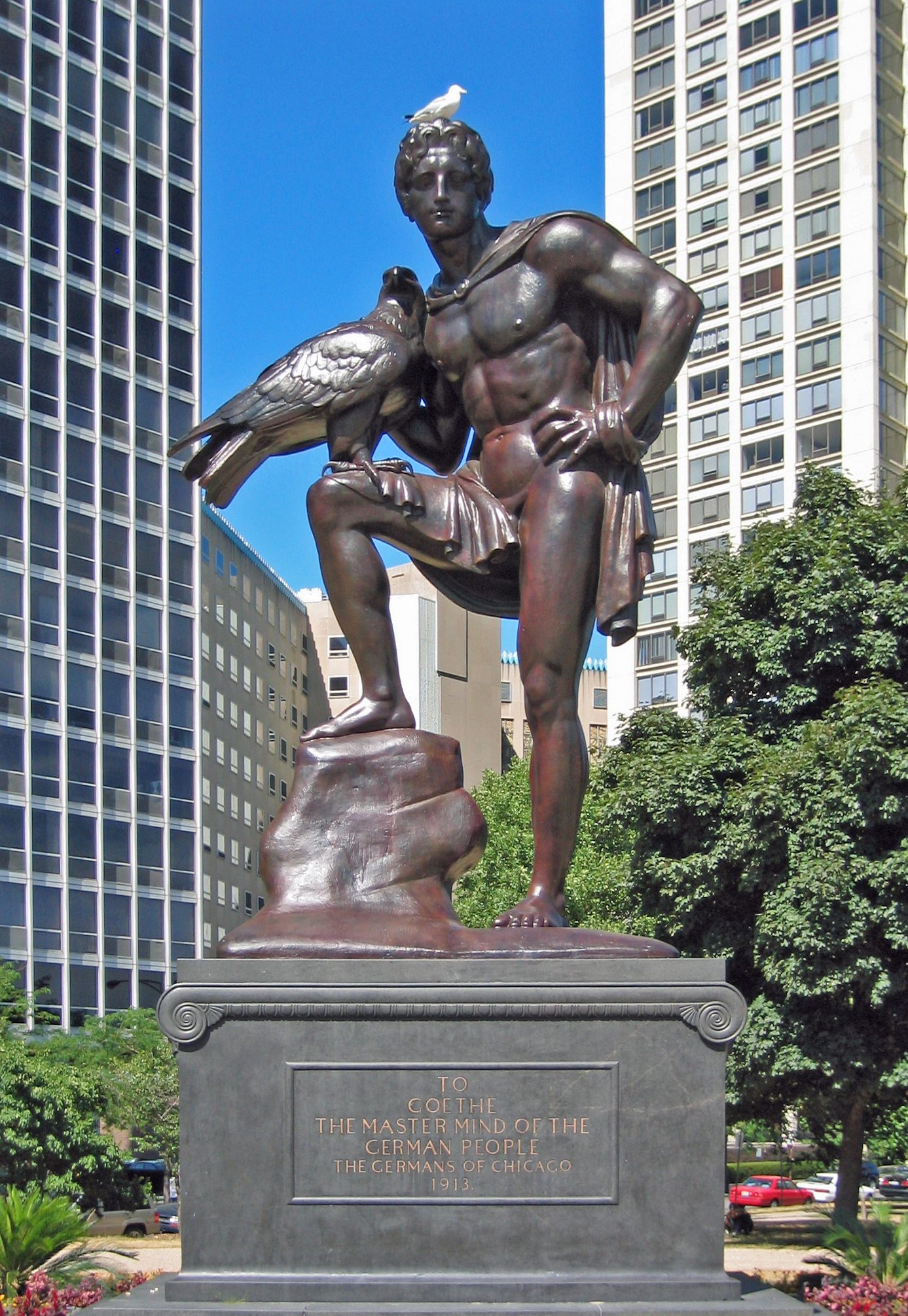
La statue du Goethe Monument à Grant Park.
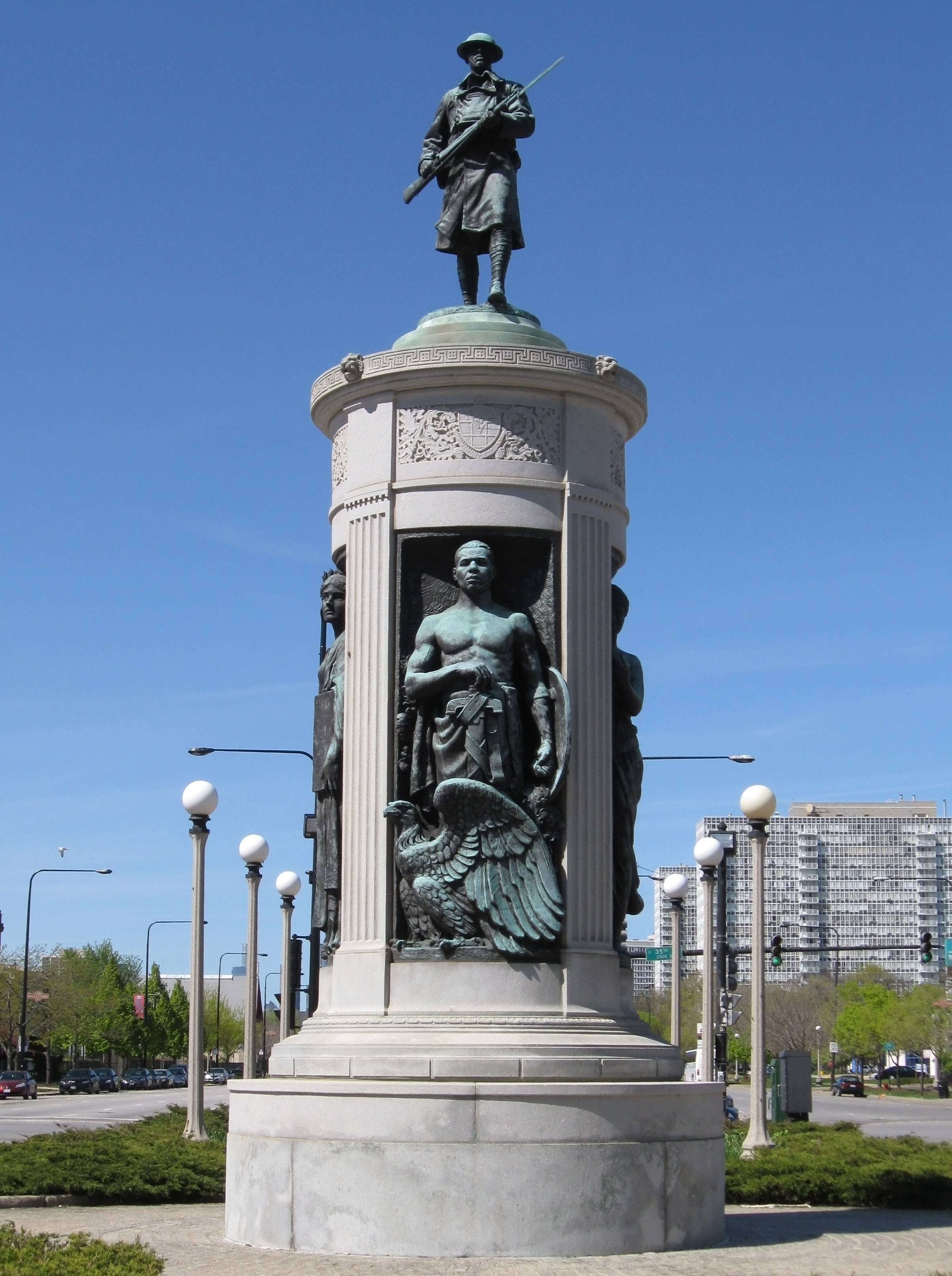
Le Victory Monument, dans le quartier de Bronzeville.
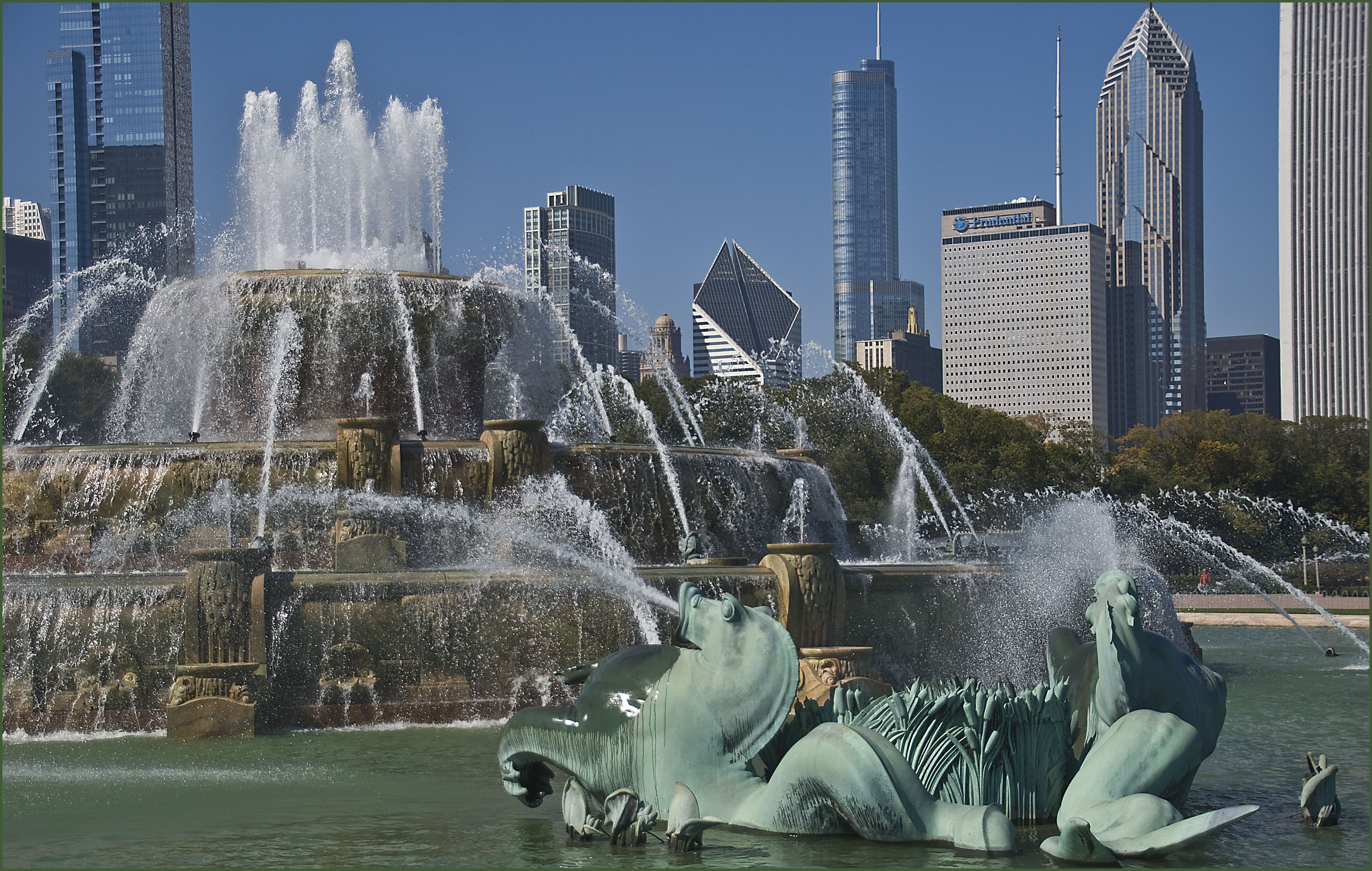
La Buckingham Fountain.
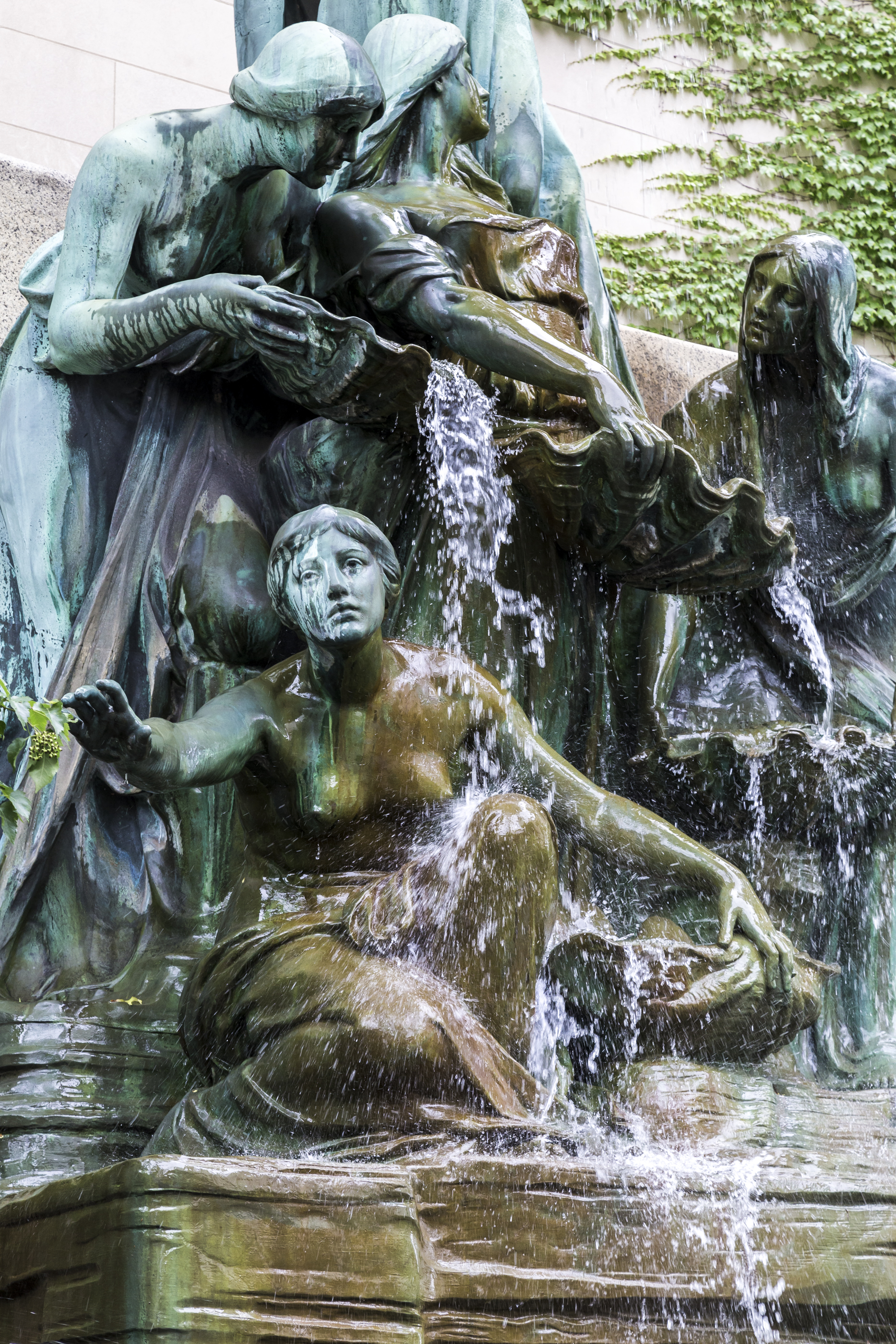
La Fountain of the Great Lakes.
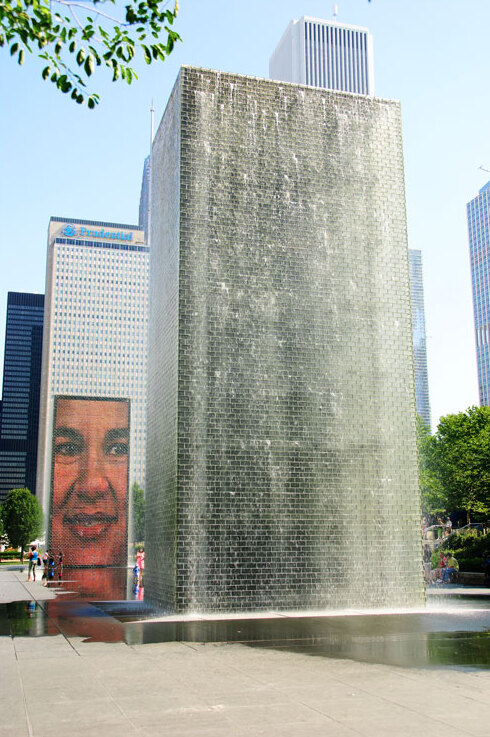
La Crown Fountain.

Sculptures du pont de Michigan Avenue
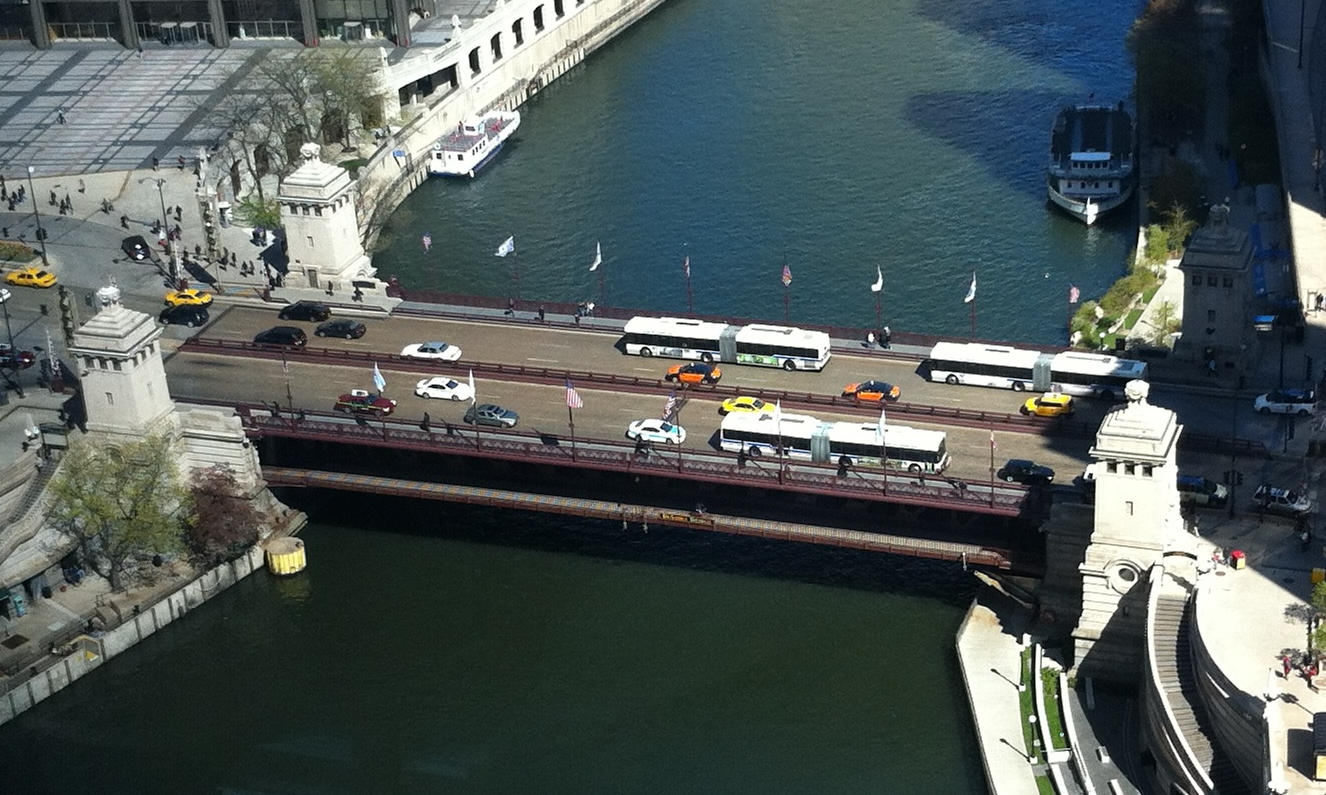
Le pont de Michigan Avenue avec ses pylônes de chaque côté.
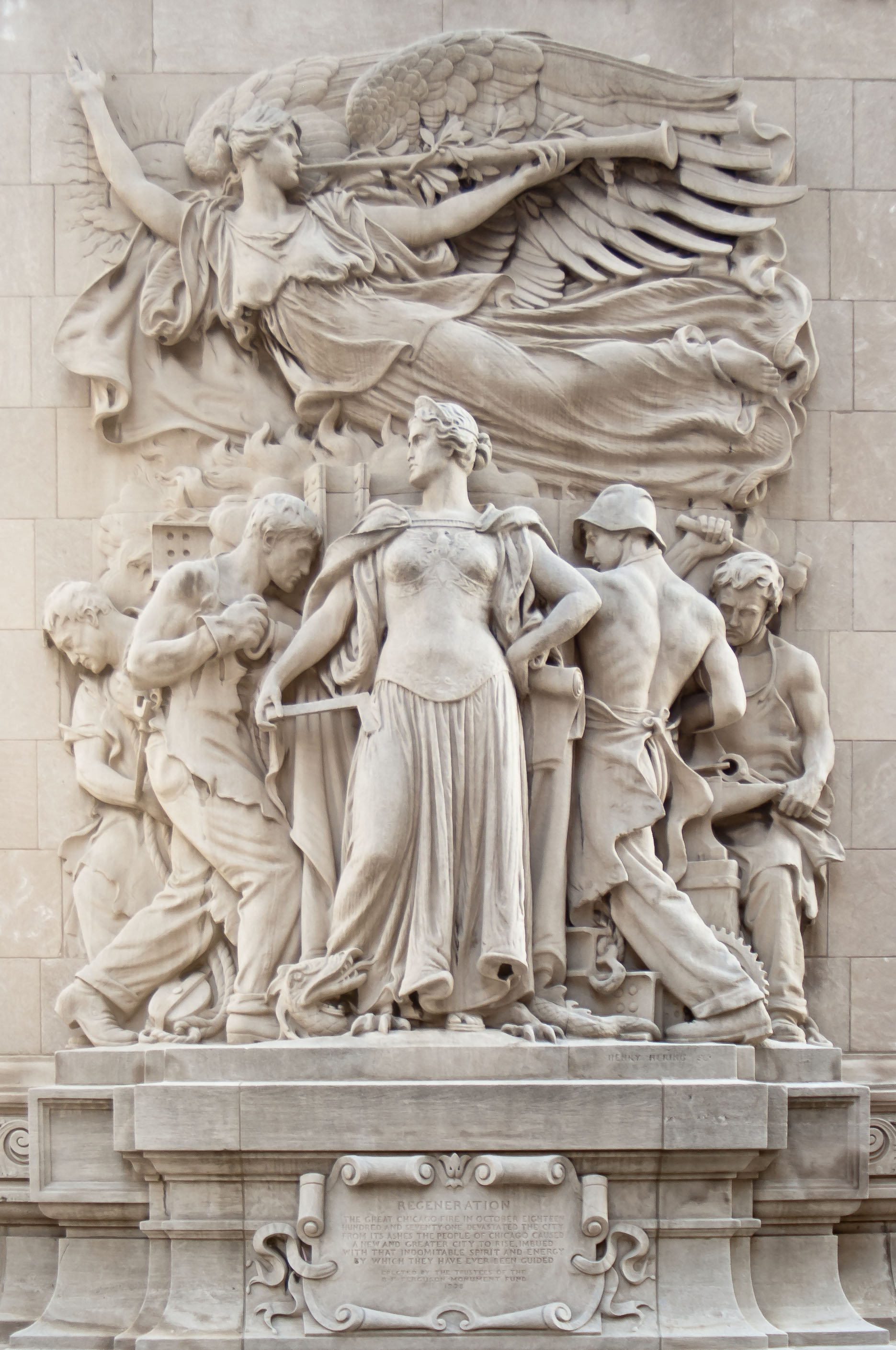
Regeneration par James Earle Fraser (1928) orne le pylône sud-est du pont.
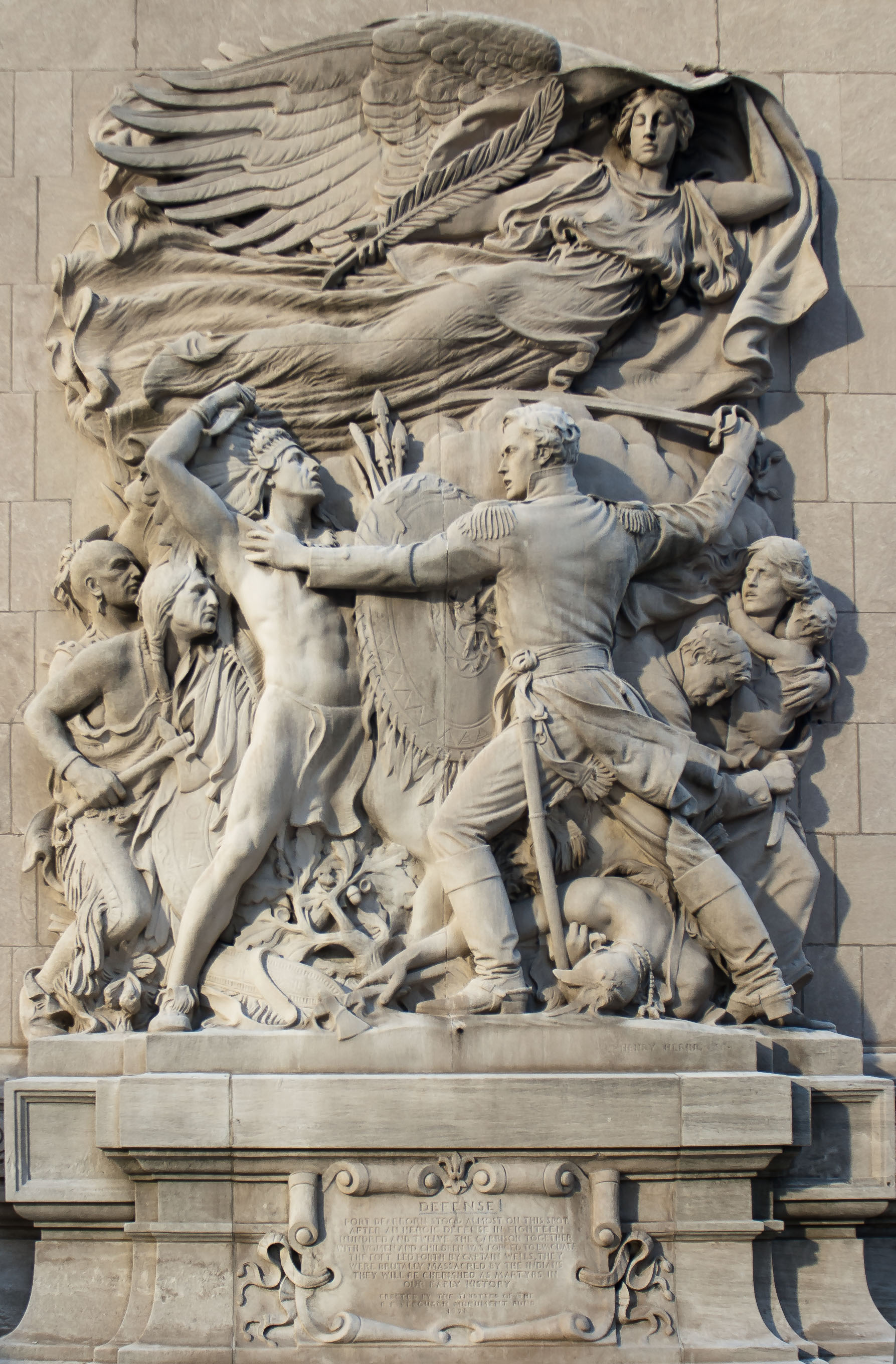
The Defense par Henry Herring (1928) orne le pylône sud-ouest du pont.
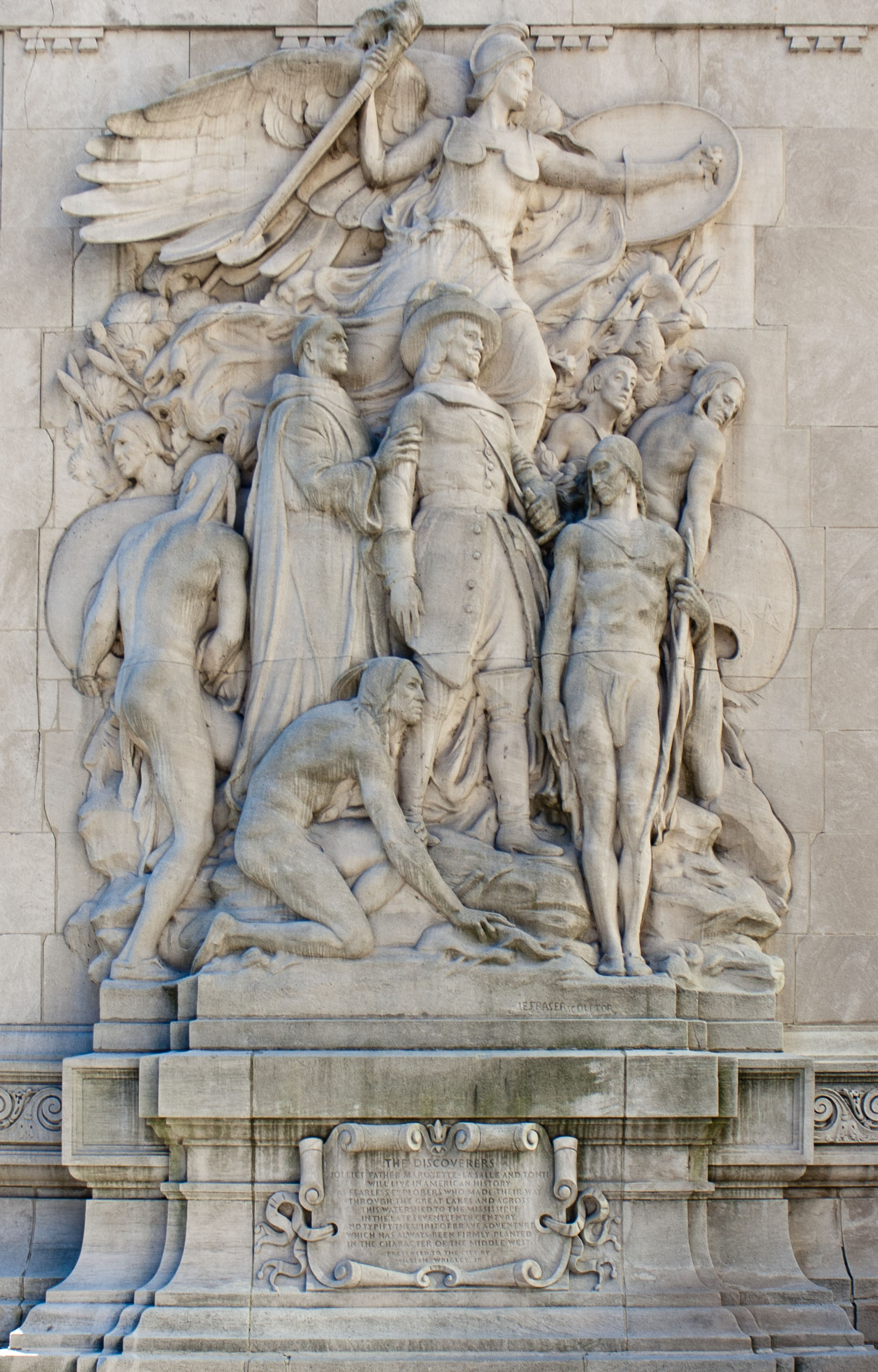
The Discoverers de James Earle Fraser (1928) orne le pylône nord-est du pont.
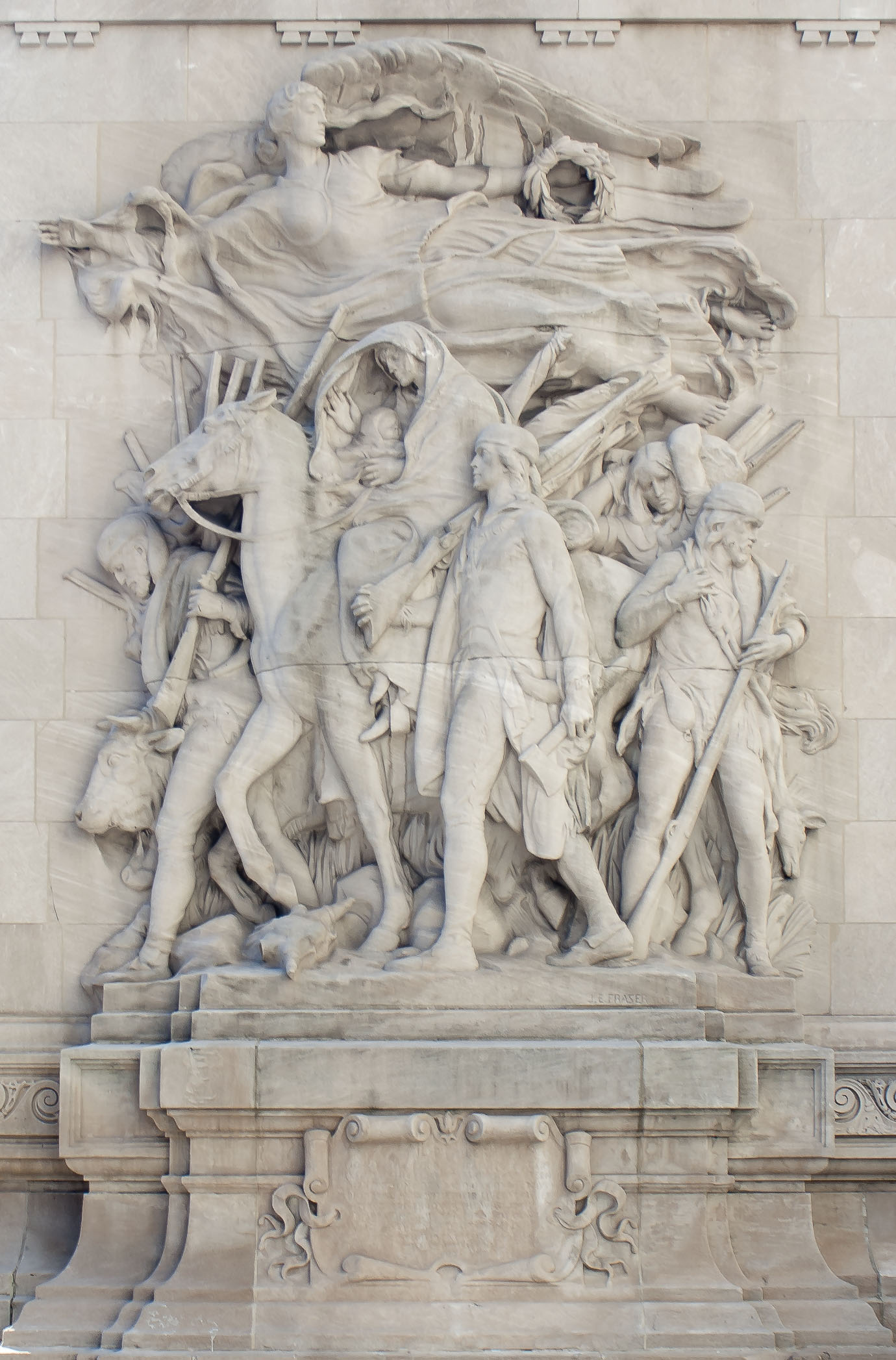
The Pioneers de James Earle Fraser (1928) orne le pylône nord-ouest du pont.